# Cambrai
Cet article possède un paronyme, voir Cambray (homonymie).
Vous lisez un « bon article » labellisé en 2010.
Pour la ville australienne, voir Cambrai (Australie-Méridionale).
Cambrai (prononcé : /kɑ̃.bʁɛ/ ) est une commune française, historiquement capitale du Cambrésis, située dans le département du Nord, dont elle est aujourd'hui l'une des sous-préfectures, en région Hauts-de-France. Cambrai est une ville moyenne qui compte 31 568 habitants au recensement de 2022 ; elle est au cœur de l'unité urbaine de Cambrai qui, avec 45 812 habitants (2022), la place au 7e rang départemental. Son aire d'attraction, plus étendue, rassemble 93 174 habitants (2022). Avec Lille et les villes de l'ancien bassin minier du Nord-Pas-de-Calais, elle participe aussi à un ensemble métropolitain de près de 3,8 millions d'habitants, appelé « aire métropolitaine de Lille ».
Vers la fin de l'Empire romain, Cambrai remplace Bavay comme « capitale » de la cité des Nerviens. Au début de l'époque mérovingienne, Cambrai devient le siège d'un vaste évêché s'étendant sur toute la rive droite de l'Escaut et le centre d'une petite principauté ecclésiastique qui dépendra du Saint-Empire romain germanique jusqu'au rattachement à la France en 1678. Fénelon, surnommé « le Cygne de Cambrai », en fut le plus illustre des archevêques.
Les terres fertiles qui l'entourent et l'industrie textile font sa prospérité au Moyen Âge mais à l'époque moderne, restée à l'écart des grandes voies de chemin de fer, elle s'industrialise moins que ses voisines des Hauts-de-France. Occupée et partiellement détruite par l'armée allemande pendant la Première Guerre mondiale, Cambrai voit se dérouler à ses portes en 1917 la bataille où les chars sont pour la première fois utilisés massivement. La Seconde Guerre mondiale est suivie de reconstructions et d'un rapide développement économique et démographique, brutalement inversé par le premier choc pétrolier de 1973.
De son passé historique mouvementé, cette ville conserve un cadre de vie agréable et, malgré les destructions, un riche patrimoine monumental. Cité aux fonctions locales diversifiées, elle développe à nouveau son économie, notamment dans la logistique avec le parc e-Valley dédié au e-commerce et au commerce hybride et le futur port intérieur de Cambrai-Marquion sur le canal Seine-Nord Europe, liés à sa position stratégique sur de grands axes autoroutiers et fluviaux.

## Géographie

### Localisation
1. Carte dynamique
2. Carte OpenStreetMap
3. Carte topographique

La ville de Cambrai est située dans le sud du département du Nord, dont elle est chef-lieu d'arrondissement. Elle appartient au réseau dense des villes du Nord que séparent quelques dizaines de kilomètres : Douai n'est qu'à 24 km, Valenciennes à 29 km, Arras à 36 km, Saint-Quentin à 37 km à vol d'oiseau. La capitale régionale Lille est à 52 km.
Cambrai n'est pas très éloignée de plusieurs capitales européennes : Bruxelles est à 108 km, Paris à 160 km et Londres à 280 km.
La ville est née et s'est développée sur la rive droite de l'Escaut dont la source, dans le département de l'Aisne, n'est guère éloignée de plus de vingt kilomètres.
| Tilloy-lez-Cambrai Neuville-Saint-Rémy       | Ramillies                      | Escaudœuvres |
| Raillencourt-Sainte-Olle Fontaine-Notre-Dame | Cambrai                        | Cauroir      |
| Proville                                     | Niergnies Rumilly-en-Cambrésis | Awoingt      |

### Géologie et relief
Cambrai est située sur une nappe de craie du Crétacé qui forme la limite septentrionale du Bassin parisien, entre, à l'est, les collines de la Thiérache et de l'Avesnois, contreforts des Ardennes, et au nord-ouest, les collines de l'Artois. C'est un point relativement plus bas que ces deux régions, appelé « seuil du Cambrésis » ou « seuil de Bapaume », qui facilite le passage entre le sud et le nord : Bapaume (Artois) est à 100 mètres d'altitude, Avesnes-sur-Helpe (Avesnois) à 143 mètres et Cambrai à 41 mètres seulement. Le canal de Saint-Quentin, le canal du Nord, les autoroutes A1, A2 et A26, empruntent tous ce passage entre le bassin de la Seine et les plaines du Nord.
Le sous-sol crayeux a permis, comme dans beaucoup de cités médiévales, le creusement d'un réseau de caves, de souterrains et de carrières sous la ville. La médiocre qualité de la craie cambrésienne en réservait l'usage à la fabrication de chaux ou au remplissage, ainsi qu'aux constructions courantes. Pour les édifices prestigieux, on allait chercher la pierre dans les villages voisins : Noyelles-sur-Escaut, Rumilly ou Marcoing.
La ville est bordée dans toute sa partie occidentale, ainsi qu'au nord et au sud, par les zones alluviales de la vallée de l'Escaut.

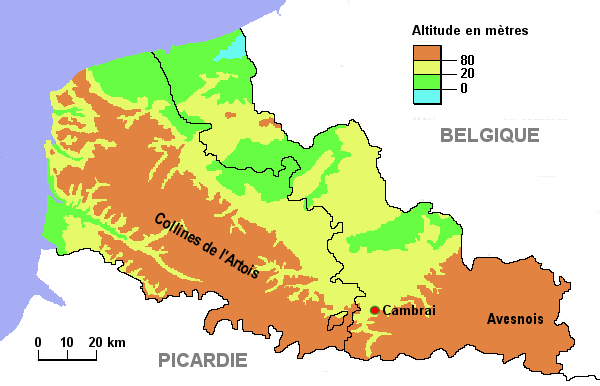
Cambrai dans son contexte topographique.

### Hydrographie

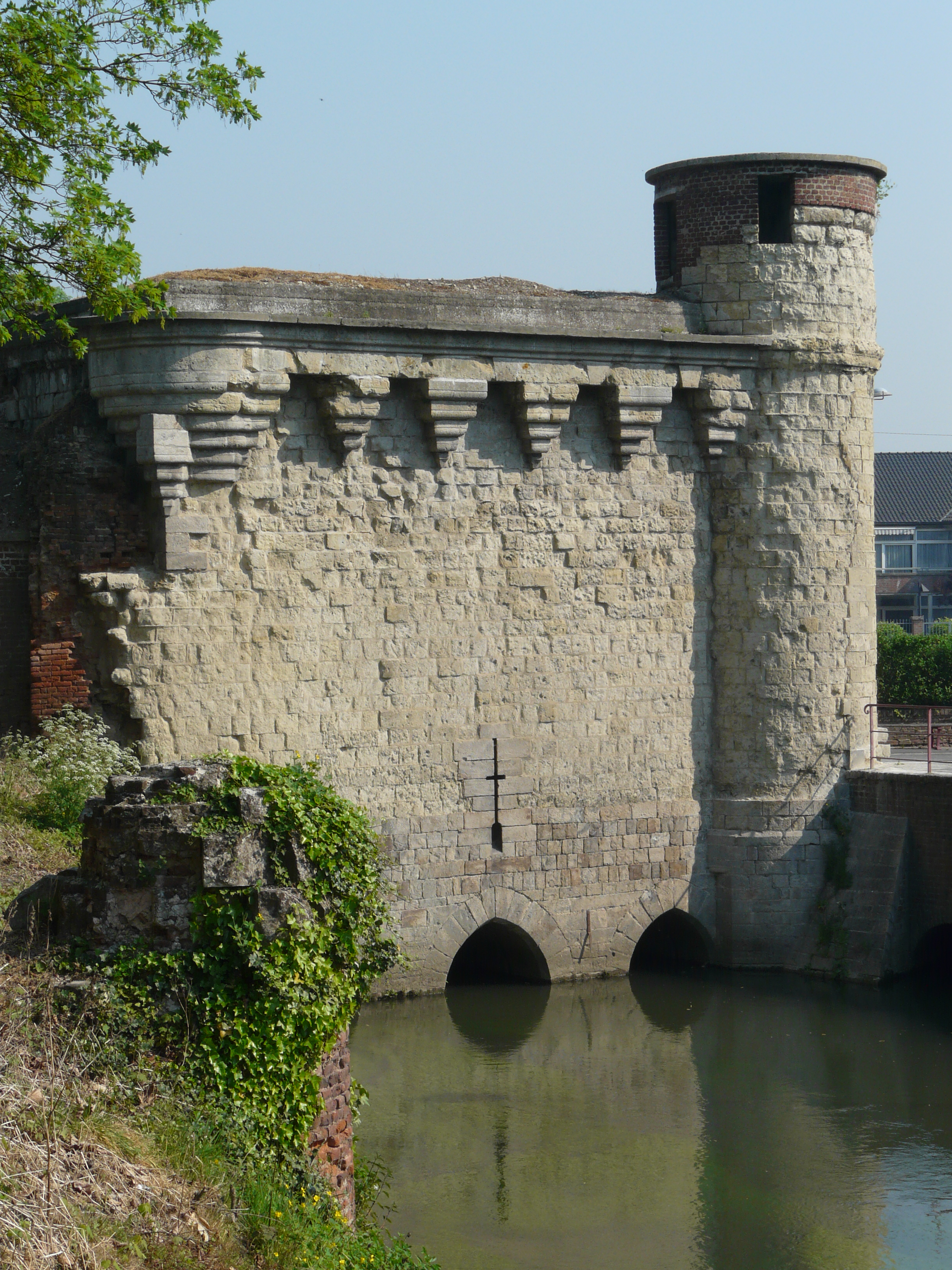
La tour des Arquets (XIVe siècle) contrôlait l'entrée de l'Escaut dans la ville et les inondations défensives.

Cambrai est bâtie sur la rive droite de l'Escaut. Le fleuve, de débit encore très modeste à Cambrai, a joué un rôle capital dans l'histoire de la ville en assurant de multiples fonctions, notamment en permettant, dès l'Antiquité, le transport d'hommes et de marchandises. Cependant, il n'était pas aménagé et traversait de nombreux marais. Ce n'est qu'avec la découverte de charbon à Anzin en 1734 que l'Escaut fut élargi et déclaré navigable en 1780 de Cambrai à la mer du Nord. L'Escaut est aujourd'hui le « canal de l'Escaut » en aval de Cambrai.
En outre, le fleuve servit dans un premier temps de frontière entre les évêchés de Tournai sur sa rive gauche et de Cambrai sur sa rive droite, dès le VIe siècle. Lors du partage de l'Empire de Charlemagne en 843, cette frontière fut conservée pour délimiter les royaumes de Lothaire Ier et de Charles le Chauve, faisant de Cambrai une ville du Saint-Empire romain germanique jusqu'en 1677.
L'Escaut était également indispensable à de nombreuses activités économiques, telles que la tannerie, la meunerie, la fabrication de sel ou de savon, ainsi que pour le rouissage du lin dont le tissage représentait une des activités principales de la ville.
Enfin le fleuve fut utilisé, au Moyen Âge puis par Vauban, pour assurer la défense de la ville par l'établissement de zones défensives inondables.
Malgré son rôle important dans l'histoire de la ville, l'Escaut est aujourd'hui très peu intégré au paysage urbain.

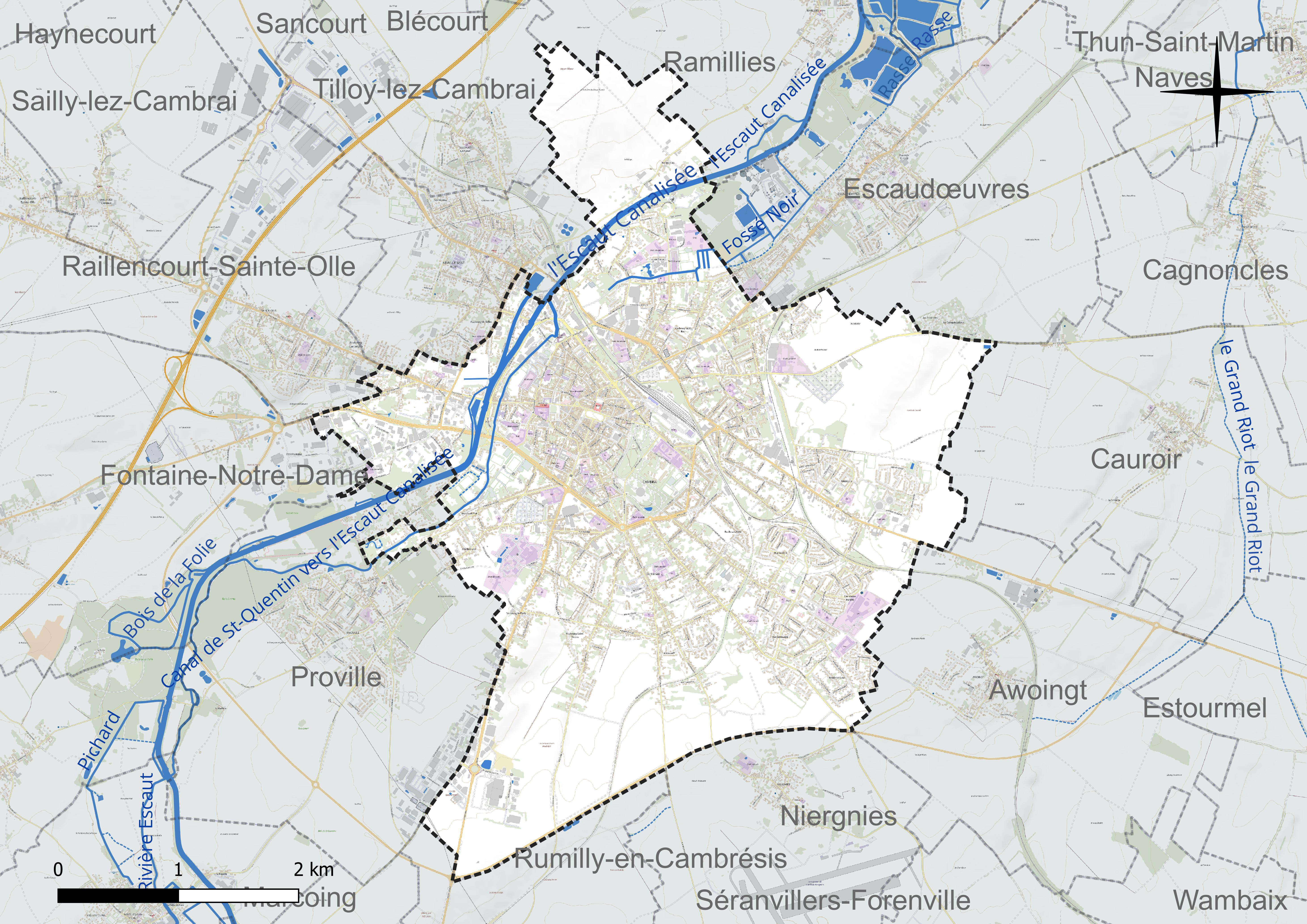
Réseau hydrographique de Cambrai.

#### Pollution accidentelle
Dans l’après-midi du jeudi 9 avril 2020, une fuite sur la digue du bassin de stockage d’eau de lavage de la sucrerie Tereos d'Escaudoeuvres a été constatée. L’eau s’est écoulée dans les parcelles situées à proximité et dans le ruisseau « La Râperie », qui se déverse dans l'Escaut. Depuis cette date, des dizaines de milliers de poissons ont été retrouvés morts, faute d'oxygène, dans le Cambrésis, le Valenciennois et jusqu'en Belgique.
L'Office français de la biodiversité a dénoncé une "atteinte grave et durable" au milieu naturel. Une enquête a été lancée par le Procureur de la République.
La justice belge à son tour s'est saisie du sujet et demande toute la clarté à la France. Dans un communiqué, la Région wallonne regrette que la pollution n'ait "jamais été signalée par la France aux autorités belges", en infraction avec une procédure d'alerte internationale. Dans la continuité, elle a immédiatement prévenu la Flandre (autre région belge en aval) et les Pays-Bas de l'imminence de la pollution. La société Tereos a indiqué "assumer ses responsabilités". Sur la base du principe du "pollueur-payeur", le 12 janvier 2023, le tribunal correctionnel de Lille a condamné Tereos à 500 000 euros d’amende et à plus de 9 millions de dommages et intérêts, reconnaissant la « négligence » du groupe dans l’entretien de la digue ; la région wallonne touchera 8,86 millions d’euros au titre du « préjudice écologique ». Corinne Lepage, avocate de la région de Wallonie, réclamait 17 millions d’euros,,.

### Climat
Pour des articles plus généraux, voir Climat des Hauts-de-France et Climat du Nord.
En 2010, le climat de la commune est de type climat océanique dégradé des plaines du Centre et du Nord, selon une étude du CNRS s'appuyant sur une série de données couvrant la période 1971-2000. En 2020, Météo-France publie une typologie des climats de la France métropolitaine dans laquelle la commune est exposée à un climat océanique et est dans la région climatique Nord-est du bassin Parisien, caractérisée par un ensoleillement médiocre, une pluviométrie moyenne régulièrement répartie au cours de l’année et un hiver froid (3 °C).
Pour la période 1971-2000, la température annuelle moyenne est de 10,5 °C, avec une amplitude thermique annuelle de 14,8 °C. Le cumul annuel moyen de précipitations est de 682 mm, avec 11,4 jours de précipitations en janvier et 9,4 jours en juillet. Pour la période 1991-2020, la température moyenne annuelle observée sur la station météorologique la plus proche, située à Épehy à 20 km à vol d'oiseau, est de 10,6 °C et le cumul annuel moyen de précipitations est de 752,8 mm,. Pour l'avenir, les paramètres climatiques de la commune estimés pour 2050 selon différents scénarios d'émission de gaz à effet de serre sont consultables sur un site dédié publié par Météo-France en novembre 2022.

### Voies de communication et transports

#### Réseau routier

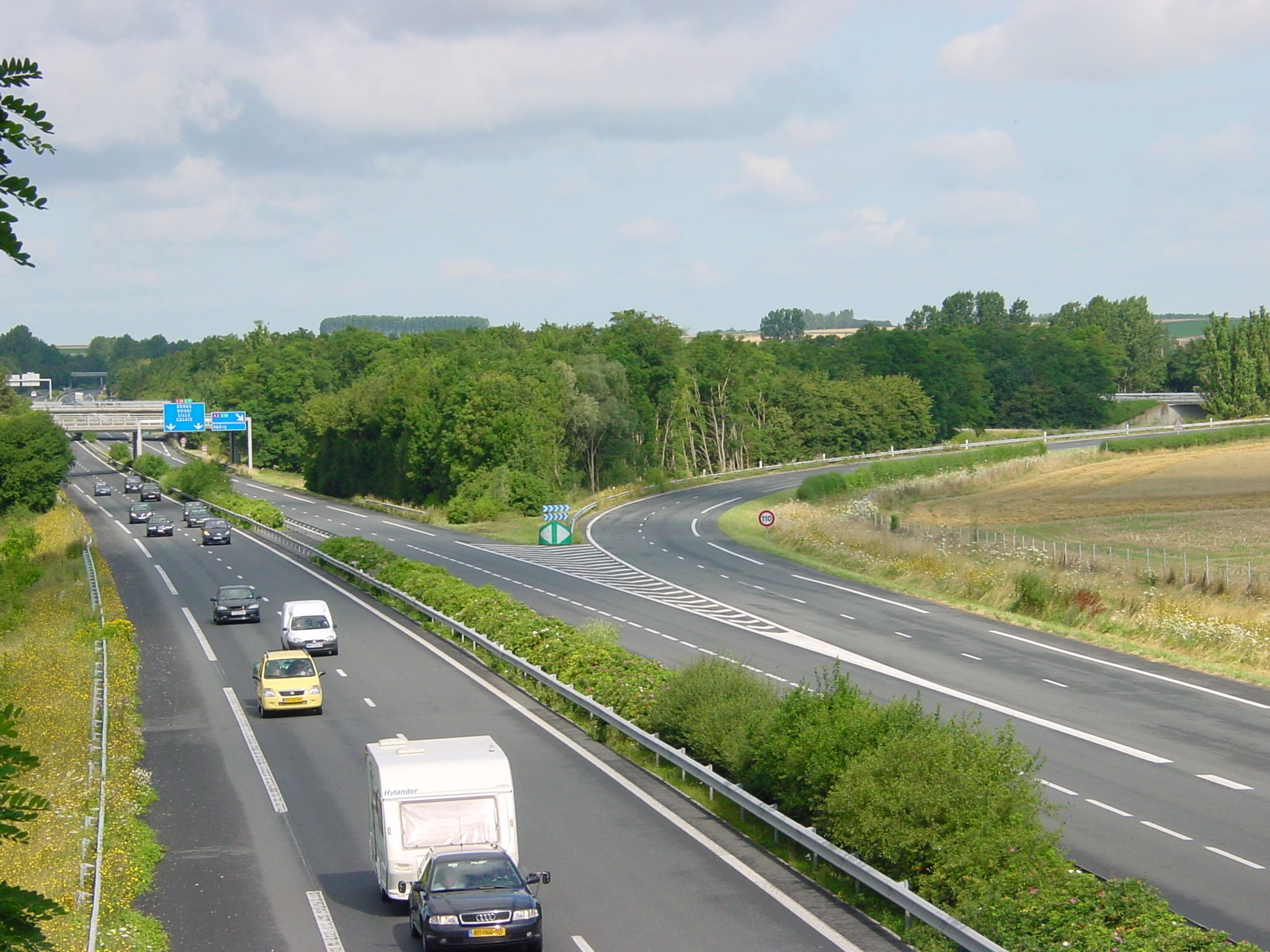
L'autoroute A26 à son croisement avec l'A2, près de Cambrai

Cambrai se situe au croisement de deux autoroutes françaises, l'A2 de Combles (embranchement avec l'A1 venant de Paris) à la frontière franco-belge, ouverte en 1973, et l'A26 de Calais à Troyes, ouverte en 1992. Ces autoroutes se confondent pour partie avec les routes européennes E19 d'Amsterdam à Paris via Bruxelles, pour l'A2, et E17 de Anvers à Beaune via Lille et Reims, pour l'A26.
Cambrai et sa région sont desservis par quatre échangeurs autoroutiers : sur l'A2, la sortie 14 (Cambrai) en provenance de Paris et la sortie 15 (Bouchain) en provenance de Bruxelles, et sur l'A26 les sorties 8 (Marquion) en provenance de Calais et 9 (Masnières) en provenance de Reims.
Cambrai se trouve en outre au croisement des routes nationale 30 de Bapaume à Quiévrain (frontière franco-belge), nationale 43 de Sainte-Ruffine (Metz) à Calais, nationale 44 de Cambrai à Vitry-le-François (ces trois dernières ayant depuis 2006 été déclassées en routes départementales et donc conséquemment renommées en D6xx), et D939 (ex-nationale 39) de Cambrai à Arras.
Pour faciliter l'accès à l'est du Cambrésis depuis les autoroutes A2 et A26, alléger la circulation dans la traversée de la ville, et desservir la future zone d'activités de Niergnies, un contournement par le sud a fait l'objet d'une déclaration d'utilité publique (DPU) le 22 avril 1999. Son tracé a été plusieurs fois modifié et contesté, étant donné qu'il traverse le parc écologique urbain du Bois Chenu à Proville. Le contournement est en service depuis le 17 septembre 2010.
Un projet de contournement par le nord est également inscrit au programme d'études des grands projets départementaux, qui doivent être initiées en 2011.

#### Réseau ferroviaire

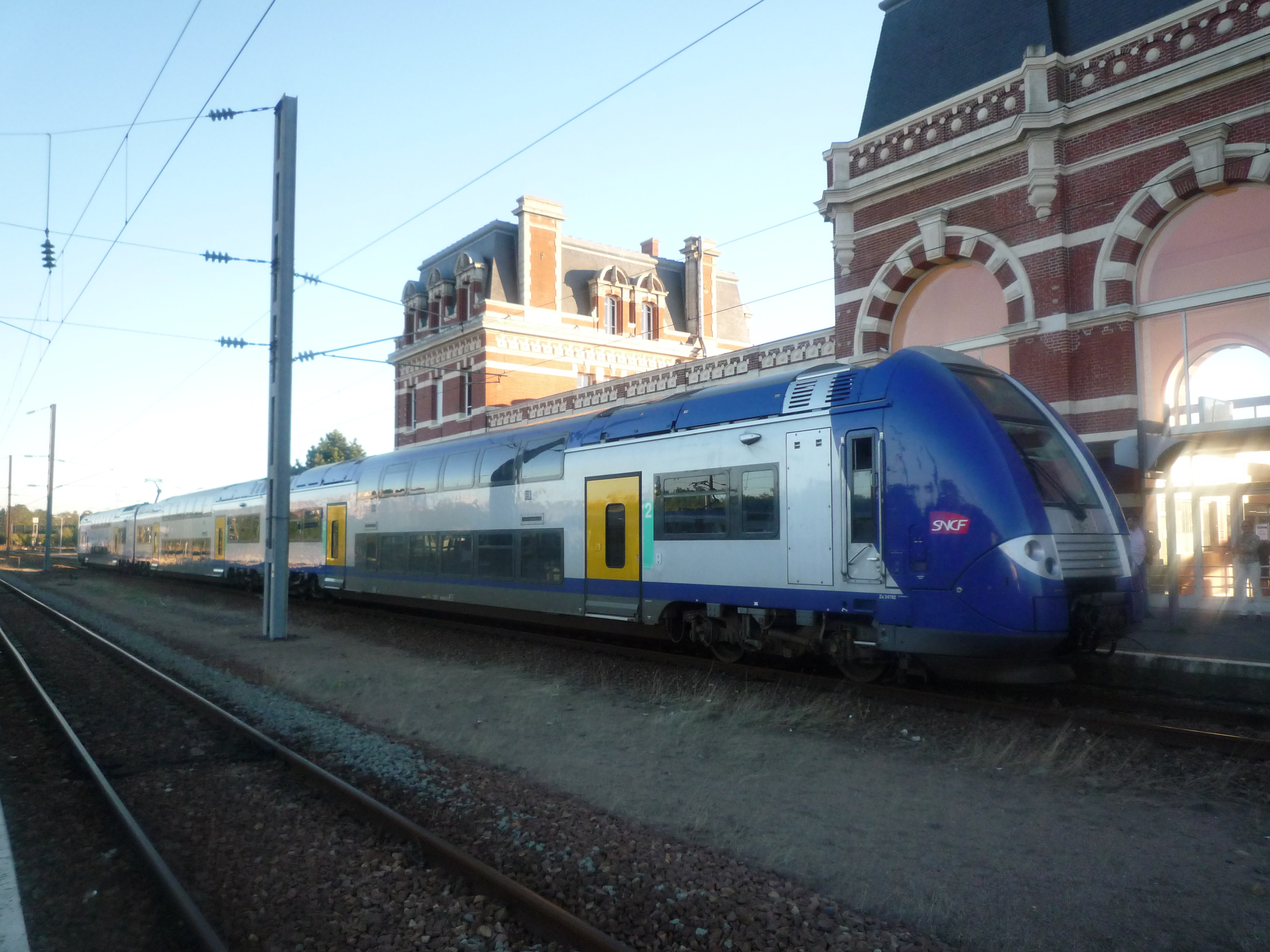
TER en Gare de Cambrai

Cambrai est reliée par trains directs (TER) à Paris, Lille, Douai, Valenciennes et Saint-Quentin (et Dunkerque saisonnièrement durant l'été)
La liaison vers Douai et Lille s'est améliorée après l'électrification de la ligne à voie unique Douai – Cambrai en 1993, initialement destinée à la mise en service de relations Paris-Nord – Cambrai par TGV via Douai, mais qui ont été ultérieurement supprimés
Les liaisons directes en semaine sont :
- 25 trains par jour, avec un temps de parcours d'environ 30 minutes, vers Douai
- 24 trains par jour, avec un temps de parcours souvent inférieur à une heure, vers la Gare de Lille-Flandres
- 21 trains par jour, avec un temps de parcours d'environ 50 minutes, vers Valenciennes
- 5 trains par jour, avec un temps de parcours d'environ 40 minutes, vers Saint-Quentin (en passant par Caudry)
- 1 train par jour, avec un temps de parcours d'environ 2 heures, vers Paris

Hormis le TER direct quotidien entre Cambrai et Paris, les liaisons vers Paris les plus fréquentes peuvent se réaliser avec une correspondance en Gare de Saint-Quentin. La liaison directe s'effectue en 1h55 aux heures de pointe (matin et soir). Les autres trajets sont plus longs en journée, entre 2h10 et 3h (via Saint-Quentin). Il est également possible de se rendre à Paris depuis Cambrai en utilisant la correspondance TGV directe en Gare de Douai
Fin 2018, le Conseil régional des Hauts-de-France a passé commande de 19 nouvelles rames Omneo Premium auprès de Bombardier (en remplacement des anciens Corails) qui desserviront les anciennes Lignes TET aujourd'hui Lignes TER à part entière :
- Paris <> Amiens
- Paris <> Saint-Quentin <> Maubeuge – Cambrai

Cette commande devrait permettre d'augmenter le nombre de trains directs entre Cambrai et Paris tout en augmentant leur vitesse, créant ainsi des liaisons plus rapides avec un confort bien supérieur (prise électrique - USB, service de restauration légère à bord des trains, liseuse...)
La ville est située à environ 45 km de la gare TGV Haute-Picardie à vol d'oiseau

#### Historique

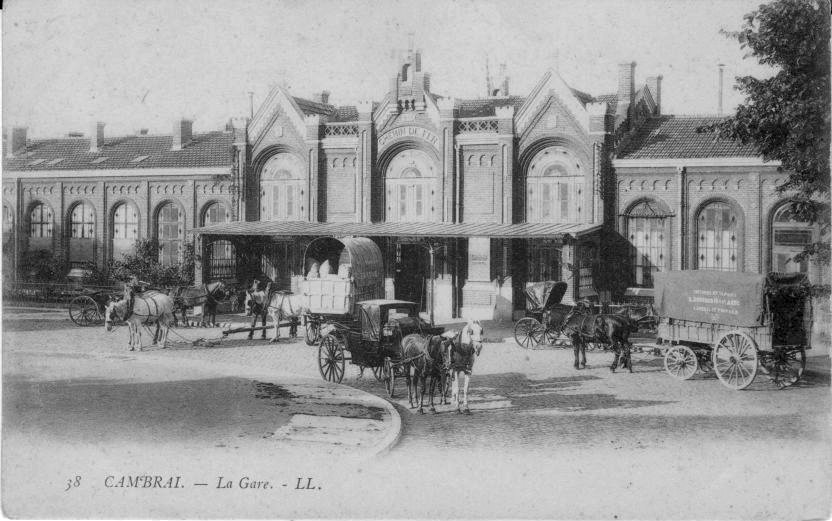
La gare de Cambrai-Annexe, en 1913.

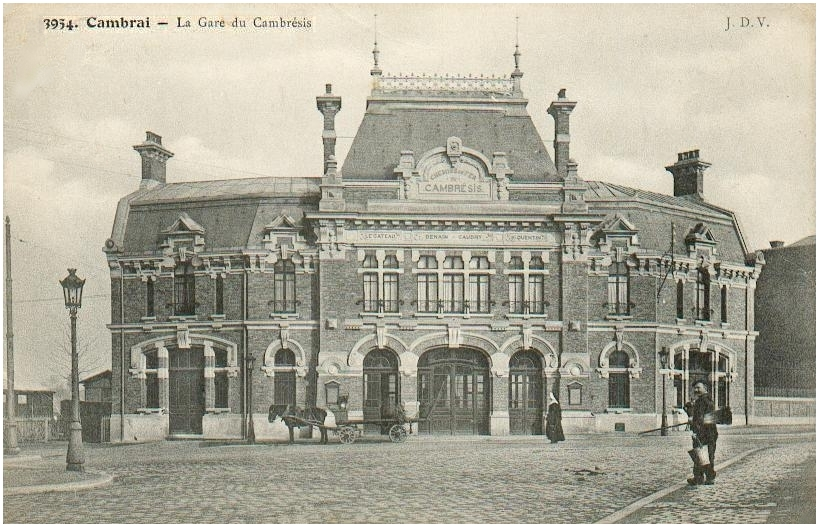
La gare du Cambrésis, ancienne tête de ligne des Chemins de fer du Cambrésis.

Dès 1833, le conseil municipal sollicite le passage d'une ligne de chemin de fer par Cambrai. Toutefois, le tracé par Arras et Douai, vers Lille, avec un embranchement vers Valenciennes, est préféré en 1845. Il ne restait donc qu'à relier Cambrai à cette ligne, ce qui n'est réalisé qu'en 1878, par une ligne à voie unique et sinueuse entre Cambrai et Douai. Entretemps, Cambrai est reliée, en 1858, à la ligne Paris – Bruxelles par la Ligne de Busigny à Somain.
D'autres lignes de chemin de fer, d'intérêt local, voient le jour au XIXe siècle, notamment en 1880 : la Société des chemins de fer du Cambrésis exploitait trois lignes entre Cambrai, Caudry, Saint-Quentin, Le Cateau et Denain.
La gare de Cambrai-Ville était également le terminus d'une ligne à voie normale secondaire à usage agricole, ouverte en 1898 et aujourd'hui hors-service, de la CGL/VFIL, reliant Cambrai à Marquion et à Boisleux-au-Mont.

##### Projets ferroviaires
Le schéma régional des transports du Nord-Pas-de-Calais évoque trois axes ou projets qui concernent Cambrai :
- L'amélioration des liaisons Douai – Cambrai
- La construction d'une Ligne de chemin de fer nouvelle entre Cambrai, Marquion et Arras, en liaison avec le projet du Canal Seine-Nord Europe, avec l'implantation d'une Zone d'Activités à Marquion
- La « recherche d’une liaison d’Orchies vers Cambrai[17] ».

Un projet de « Réseau Express Grand Lille » (REGL), visant à améliorer la desserte ferroviaire dans le « Grand Lille », et dont la mise en service est prévue à l'horizon 2030, était ouvert au débat public de 2 avril au 22 juillet 2015.

#### Voie fluviale

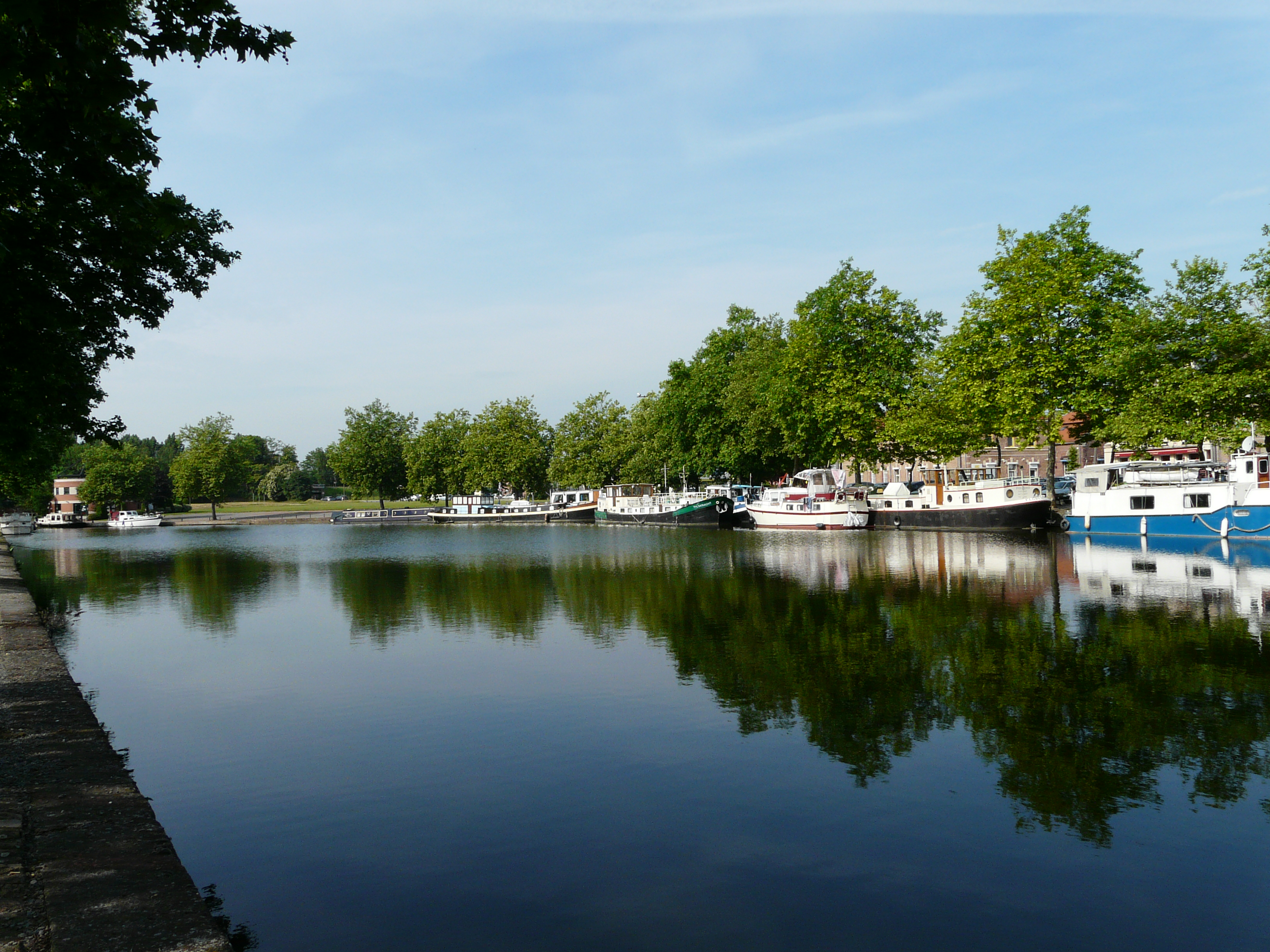
Le port de plaisance de Cantimpré.

Cambrai est l'une des sept subdivisions territoriales de la direction régionale Nord-Pas-de-Calais de Voies navigables de France. La ville est située à la jonction du canal de Saint-Quentin vers l'Oise et Paris et du canal de l'Escaut, qui débouche sur le canal Dunkerque-Escaut. Le trafic commercial sur ces canaux est faible, de l'ordre de 250 000 t en amont de Cambrai et 420 000 t en aval.
Un port de plaisance est aménagé à la jonction des deux canaux, à Cambrai-Cantimpré.

##### Historique
L'Escaut canalisé entre Valenciennes et Cambrai est ouvert à la navigation en 1780.
Par ailleurs une liaison fluviale entre Paris et le Nord a été projetée dès l'époque de Mazarin et de Colbert. La construction du canal de Saint-Quentin, entre Chauny sur l'Oise et Cambrai, est reprise en 1802 sur l'ordre de Napoléon Ier et achevée en 1810, après le percement du tunnel de Riqueval. Le canal et le tunnel sont inaugurés en grande pompe le 28 avril 1810 par l'Empereur et l'impératrice Marie-Louise. Le canal de Saint-Quentin a connu un trafic intense, mais depuis 1966, date de l'ouverture du canal du Nord, il a perdu beaucoup de son importance et s'est tourné vers le tourisme fluvial

##### Grands projets
Un projet de liaison fluviale à grand gabarit, baptisé Canal Seine-Nord Europe, fait partie des 30 projets prioritaires du futur Réseau Transeuropéen de Transports. Le tracé du Canal passe par Marquion, à 12 km à l'Ouest de Cambrai. Un port intérieur quadrimodal (routier, ferré, fluvial et aérien avec la E-Valley et le développement de drones de livraison par Survey-Copter, une filiale du groupe Airbus) est prévu sur le territoire des communes d'Haynecourt et de Sauchy-Lestrée d'ici 2028. Sa réalisation permettra le développement d'activités logistiques et industrielles.

#### Aéroports
Cambrai est à proximité immédiate de deux aérodromes : Cambrai-Épinoy, au nord-ouest, dont l'usage était réservé à la base aérienne 103 jusqu'à sa fermeture en 2012, et Cambrai-Niergnies, à cinq kilomètres au sud-est, ouvert à l'aviation de loisirs et d'affaires.
Dans un rayon d'1 h 30 environ par la route se trouvent cinq aéroports importants : Lille-Lesquin (60 km), Charleroi Bruxelles-Sud (114 km), Bruxelles (148 km), Paris Beauvais-Tillé (151 km) et Roissy-Charles-de-Gaulle (152 km).

#### Transports urbains

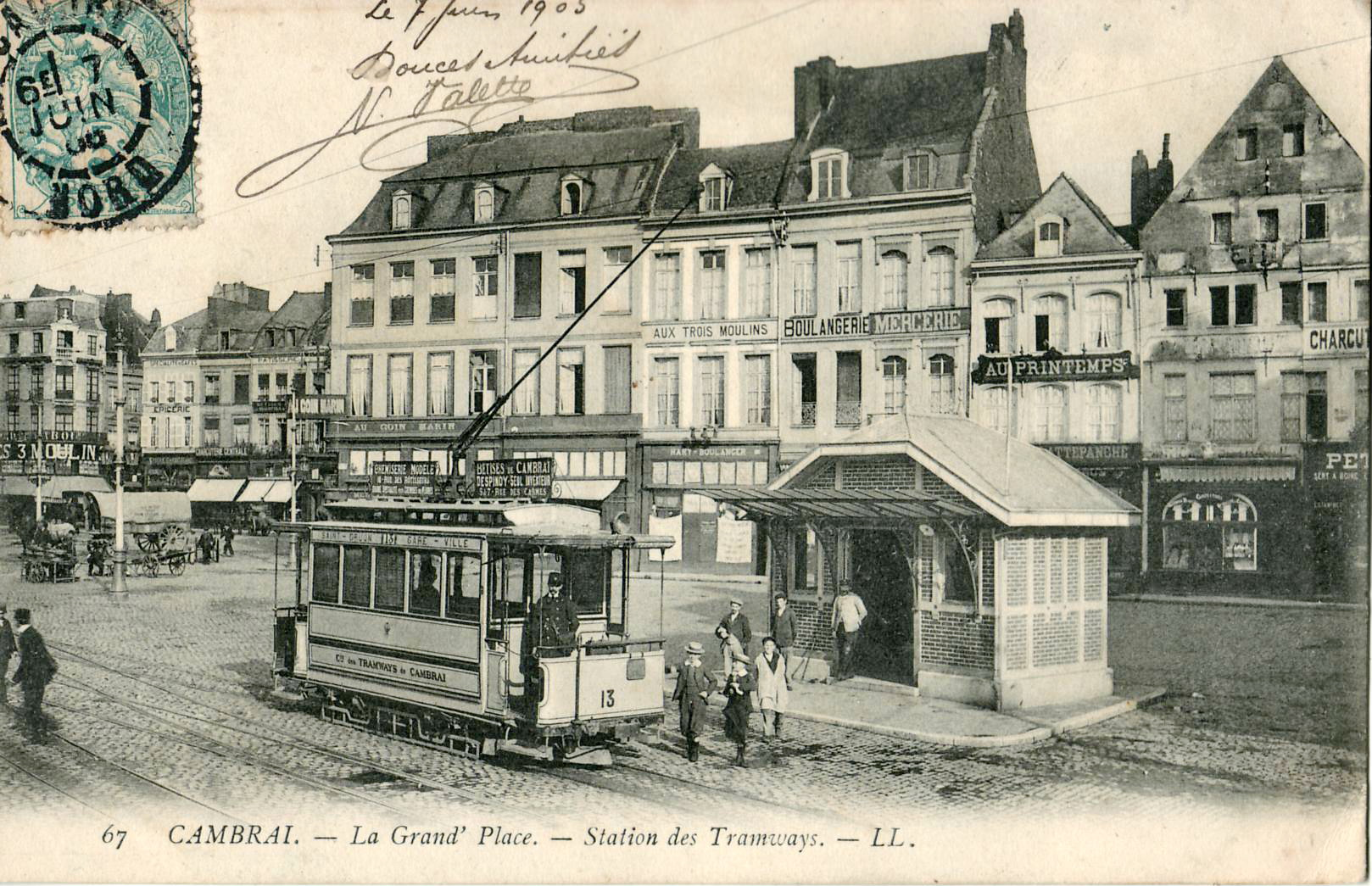
Le tramway en 1905, sur la Grand'Place

Dès 1897, c'est-à-dire dès l'achèvement de l'arasement des fortifications, la ville envisage la construction de lignes de tramways électriques. C'est une solution d'une grande modernité pour l'époque puisque la traction électrique n'est apparue qu'en 1881 et que le développement de ce mode de transport n'a pris une véritable ampleur qu'à partir de 1895 à Paris et en région parisienne. En 1903 est inauguré le réseau du tramway de Cambrai concédé à la Compagnie des tramways de Cambrai, long de 16 km et qui compte 5 lignes. Après la Première Guerre mondiale le réseau, non rentable, n'est pas remis en service.
La communauté d'agglomération de Cambrai (55 communes) est l'autorité organisatrice de la mobilité du réseau de transports en commun de Cambrai (TUC) composé de 5 lignes urbaines, 10 lignes périurbaines et de 4 navettes gratuites sillonnant la ville de Cambrai.
Le réseau est exploité depuis le 1er juillet 2021 par la société Place Mobilité Agglomération de Cambrai.
Le Pays du Cambrésis (chargé de la réalisation du SCoT du Cambrésis) réalise un schéma directeur vélos afin de développer un réseau de pistes et aménagements cyclables continu à l'échelle de l’intercommunalité

## Urbanisme

### Typologie
Au 1er janvier 2024, Cambrai est catégorisée centre urbain intermédiaire, selon la nouvelle grille communale de densité à sept niveaux définie par l'Insee en 2022.
Elle appartient à l'unité urbaine de Cambrai, une agglomération intra-départementale regroupant huit  communes, dont elle est ville-centre,,. Par ailleurs la commune fait partie de l'aire d'attraction de Cambrai, dont elle est la commune-centre,. Cette aire, qui regroupe 64 communes, est catégorisée dans les aires de 50 000 à moins de 200 000 habitants,.

### Occupation des sols
L'occupation des sols de la commune, telle qu'elle ressort de la base de données européenne d’occupation biophysique des sols Corine Land Cover (CLC), est marquée par l'importance des territoires artificialisés (67 % en 2018), en augmentation par rapport à 1990 (62,3 %). La répartition détaillée en 2018 est la suivante :
zones urbanisées (56,4 %), terres arables (32 %), zones industrielles ou commerciales et réseaux de communication (8,8 %), espaces verts artificialisés, non agricoles (1,7 %), forêts (0,6 %), zones agricoles hétérogènes (0,4 %). L'évolution de l’occupation des sols de la commune et de ses infrastructures peut être observée sur les différentes représentations cartographiques du territoire : la carte de Cassini (XVIIIe siècle), la carte d'état-major (1820-1866) et les cartes ou photos aériennes de l'IGN pour la période actuelle (1950 à aujourd'hui).

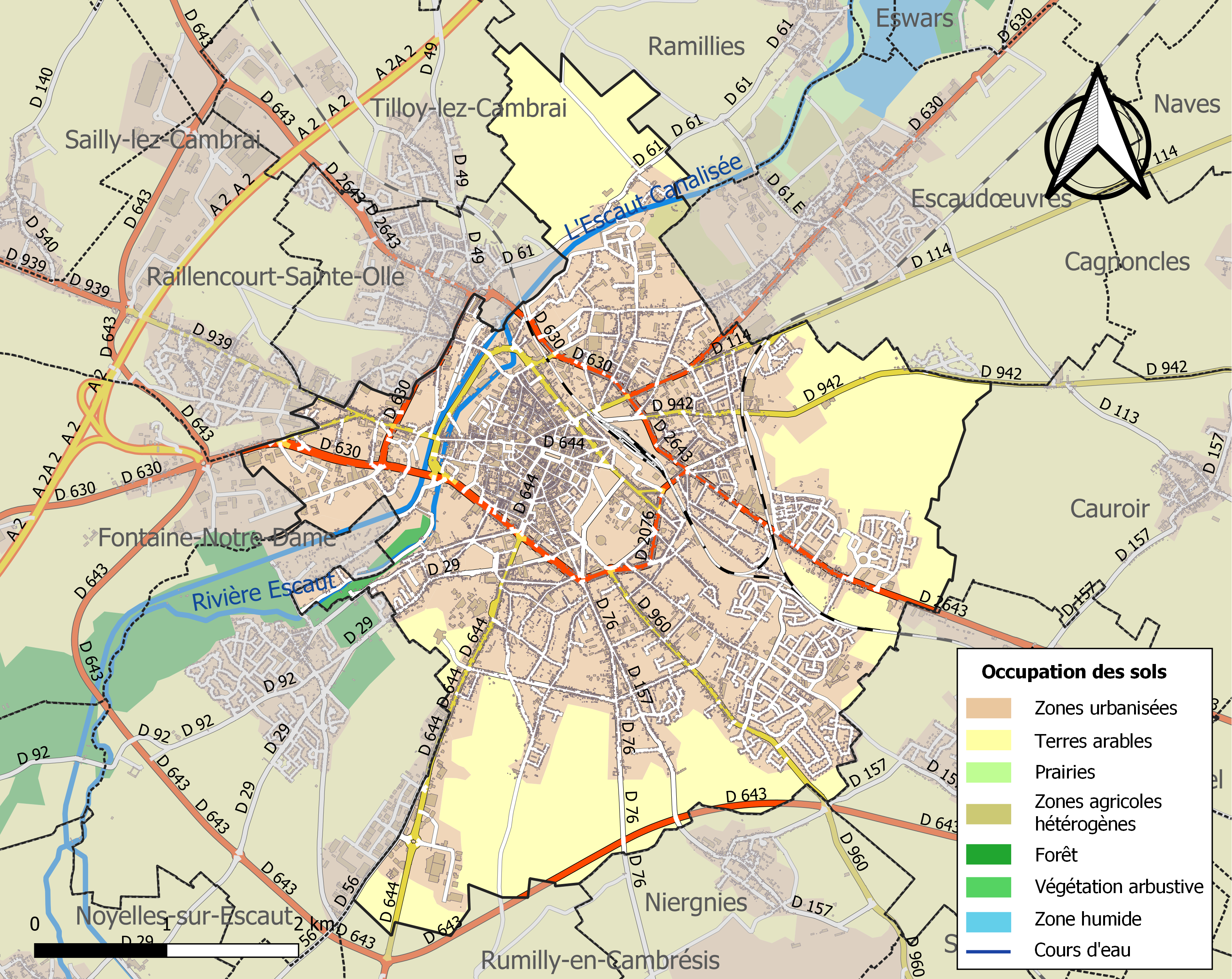
Carte des infrastructures et de l'occupation des sols de la commune en 2018 (CLC).

### Morphologie urbaine

#### Origines

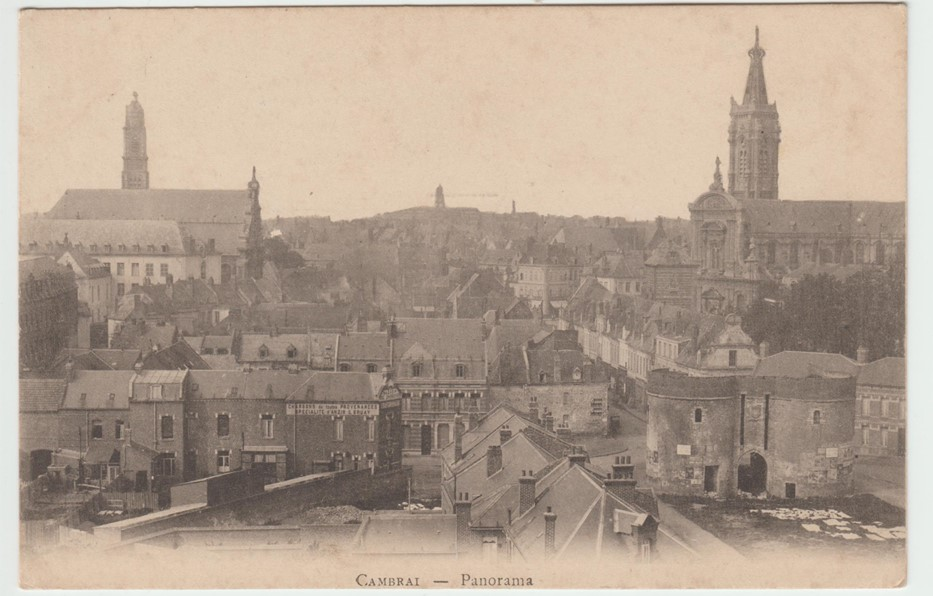
Photographie ancienne d'un panorama de la ville de Cambrai

Le noyau ancien de Cambrai s'est établi sur une modeste élévation qui domine, sur la rive droite, la zone marécageuse de la vallée de l'Escaut. Des indices donnent à penser qu'un castrum avait été édifié à cet endroit, bien que la rareté des fouilles réalisées à Cambrai n'en ait apporté aucune preuve archéologique,. Avec sa superficie de 4,40 hectares, ce castrum de taille fort modeste était beaucoup plus petit que ceux de Boulogne (13 ha) ou de Reims (56 ha) par exemple.

#### Développement
Des faubourgs s'étaient développés, à l'époque de la prospérité mérovingienne, au nord et à l'ouest du castrum primitif, autour des églises Saint-Vaast et Saint-Aubert. Le pillage de la ville par les Vikings en décembre 880 convainquit l'évêque Dodilon de renforcer et d'agrandir les fortifications : la nouvelle enceinte qu'il fit construire tripla la superficie de la ville. Au sud-est, sur un monticule appelé Mont-des-Bœufs, l'évêque Géry avait fondé en 595 une abbaye, d'abord dédiée à saint Médard et à saint Loup, puis, après la mort du fondateur, à Géry lui-même. Cette abbaye était certainement elle aussi protégée par une enceinte. L'espace qui séparait ces deux noyaux urbains accueillait les marchés et les foires.

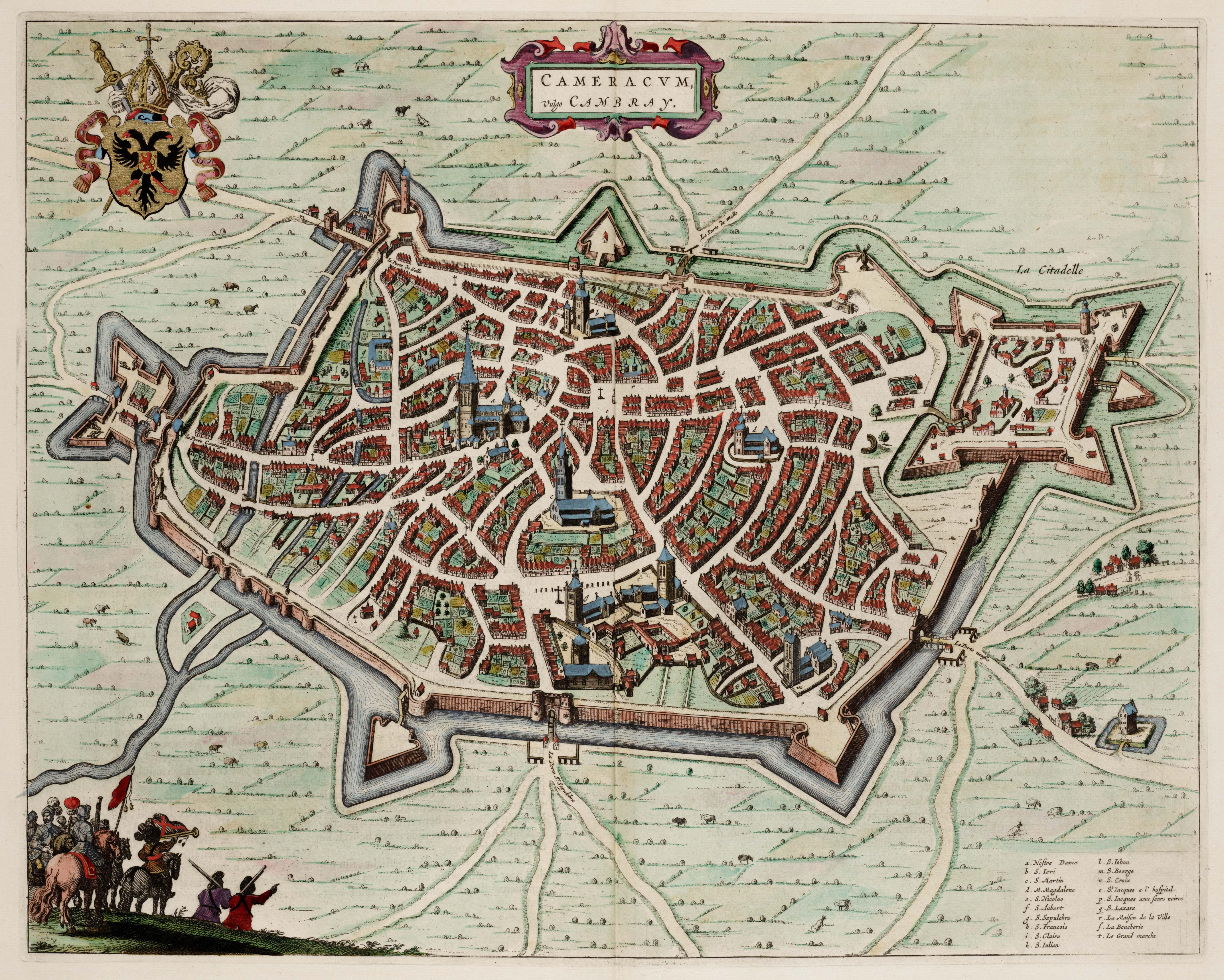
Plan de la ville datant de 1649

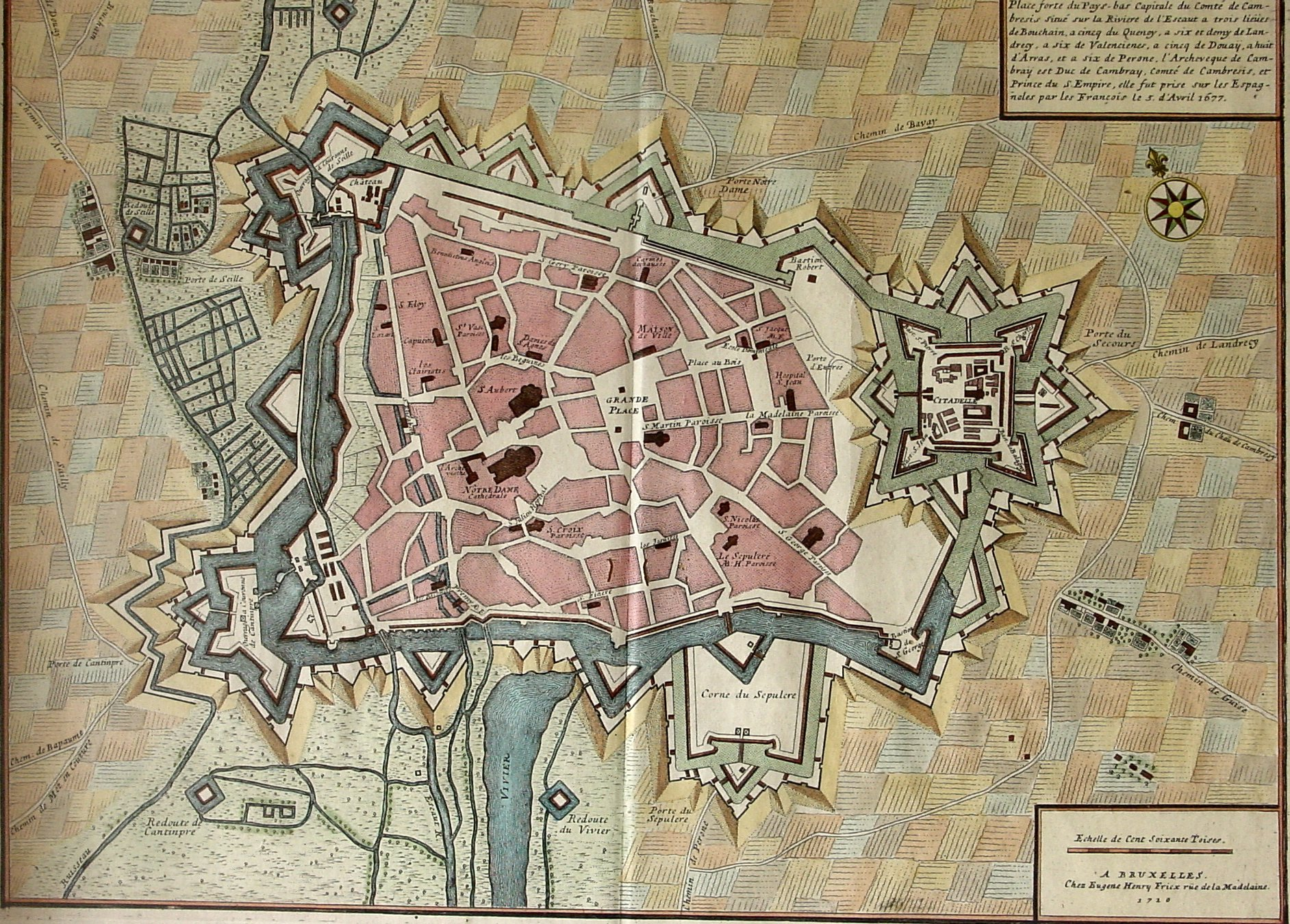
Plan de 1710

Ces deux quartiers furent soudés au XIe siècle lorsque l'évêque Gérard Ier fit construire, au sud-est de la ville et à l'est du Mont-des-Bœufs, les églises Saint Nicolas et du Saint Sépulchre. L'hôtel de ville, le grand marché, la boucherie et divers corps d'artisans s'installèrent dans ce nouvel espace urbain que l'évêque Liébert fit protéger par un rempart de terre. Aujourd'hui encore la grand-place, le marché couvert, et quelques noms de rues (rue des Liniers, des Rôtisseurs, des Chaudronniers, des Cordiers) rappellent cette étape du développement urbain.
L'évêque Gérard II remplaça plus tard le rempart de terre par une enceinte de pierre munie de tours, de portes et de fossés et englobant la totalité des espaces bâtis. Dès lors Cambrai avait atteint le périmètre qu'elle devait conserver jusqu'au XIXe siècle : tandis que d'autres villes de la région telles que Bruges, Gand ou Douai agrandissaient leurs enceintes jusqu'au XIVe siècle, celle de Cambrai était remaniée et renforcée, mais sans que le tracé en soit modifié,. Le tracé de ce rempart du XIe siècle est encore visible dans celui des boulevards actuels.
C'est probablement sous les épiscopats des évêques Gérard Ier, Liébert et Gérard II, au XIe siècle, que fut construit le château de Selles, forteresse située au bord de l'Escaut au nord-ouest de la ville. Au XIIIe siècle l'évêque Nicolas III de Fontaines y ordonna des travaux pour le mettre « sur un bon pied de défense ». Ce château, propriété des évêques-comtes, était destiné autant à surveiller la ville qu'à en assurer la défense. Sa fonction militaire prit fin au XVIe siècle lorsque Charles Quint, s'étant emparé de la ville, ordonna la construction sur le Mont-des-Bœufs, au nord-est de la ville, d'une citadelle pour laquelle on rasa 800 maisons et l'abbaye de Saint-Géry. Dès lors le château de Selles fut utilisé comme prison.

#### Démantèlement des fortifications
Au XIXe siècle la ville se trouvait à l'étroit dans son enceinte fortifiée, qui limitait son développement et interdisait tout projet d'urbanisme. Ardouin-Dumazet écrivait en 1890 :
« Cambrai est une des villes les plus inaccessibles qu'on puisse imaginer ; ses fortifications ont une apparence formidable quand on suit les chemins couverts étroits et tortueux, traversant des fossés remplis par l'Escaut. Des remparts d'une hauteur extraordinaire la closent. Des portes à peine suffisantes pour une voiture et semblables à des tunnels conduisent à la cité. Tout cela commandé par une citadelle d'aspect fort rébarbatif bâtie au sommet du Mont Saint-Géry. »
Le démantèlement des fortifications, demandé par pétition dès 1862, ne fut finalement accepté par l'État que 30 ans plus tard. Les travaux durèrent six ans et transformèrent l'aspect de la ville par la construction d'une ceinture de larges boulevards, la vente de nouveaux terrains à bâtir, le raccordement de la ville à ses faubourgs, l'établissement de jardins publics.

#### Travaux d'assèchement

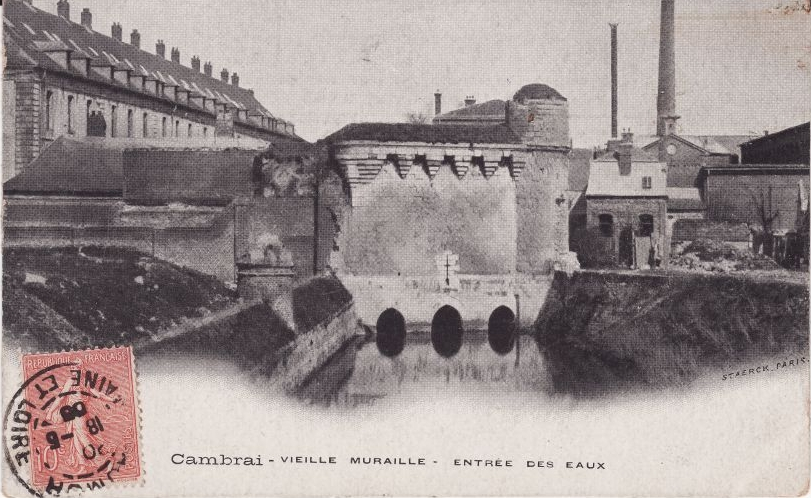
Entrée de l'Escaut dans la ville par la porte des Arquets (carte postale du début du XXe siècle)

Cambrai s'est édifié en bordure de la large zone marécageuse de la vallée de l'Escaut qui ceinture toute la partie occidentale de la ville, du château de Selles au nord à la porte du Saint-Sépulcre au sud : jardins humides, étangs, prairies, viviers et marais formaient une zone inondable parfois aussi utilisée pour la défense de la ville. Le faubourg de Cantimpré, qui relie le cœur ancien à l'Escaut situé en contrebas à l'Ouest, avait été rehaussé de plusieurs mètres. Deux bras de l'Escaut, les Escautins, s'en séparaient avant son entrée dans la ville médiévale : l'Escauette et le Clicotiau, qui baignait les murs du noyau urbain ancien. Ces ruisseaux étaient probablement dus à la main de l'homme car ils ne correspondent pas à des accidents de terrain naturels, mais on ignore si leur origine remonte à l'époque romaine ou est postérieure.
Tout au long du  Moyen Âge, et encore à l'époque moderne, l'Escaut et ses bras nécessitèrent des travaux constants : réparation de digues, rehaussement de chaussées, redressement du lit, creusement de fossés pour régulariser le cours du fleuve, prévenir les inondations et assurer autant que possible un niveau d'eau régulier, dont dépendaient les moulins et tanneries. Malgré ces travaux les inondations étaient fréquentes. L'absorption des eaux pluviales et ménagères descendant des quartiers supérieurs de la ville était aussi un problème. Bouly parle encore en 1842, dans son Histoire de Cambrai et du Cambrésis, des « torrens rapides que [les eaux pluviales] forment aujourd'hui en roulant jusqu'à l'Escaut ». Au Moyen Âge le « flot d'el kayère » (ou « flot de la chaise »), proche de la grand-place actuelle, était une retenue d'eau creusée pour « bailler cours aux eaues tombans du ciel », autrement dit pour contrôler l'écoulement des eaux de pluie. Au XIXe siècle on construisit des aqueducs pour acheminer ces eaux, et les rues furent pavées. En 1926 encore on construisait, rue Blériot, des galeries drainantes.
L'assèchement des terrains humides qui entourent la ville commence en 1804. Les travaux se terminent en 1951 avec l'assèchement du riot Saint-Benoît proche du stade de la Liberté, lui-même construit sur cette zone humide que dominaient les anciens remparts, et en 1953 avec la couverture du Clicotiau.

#### LeXXesiècle

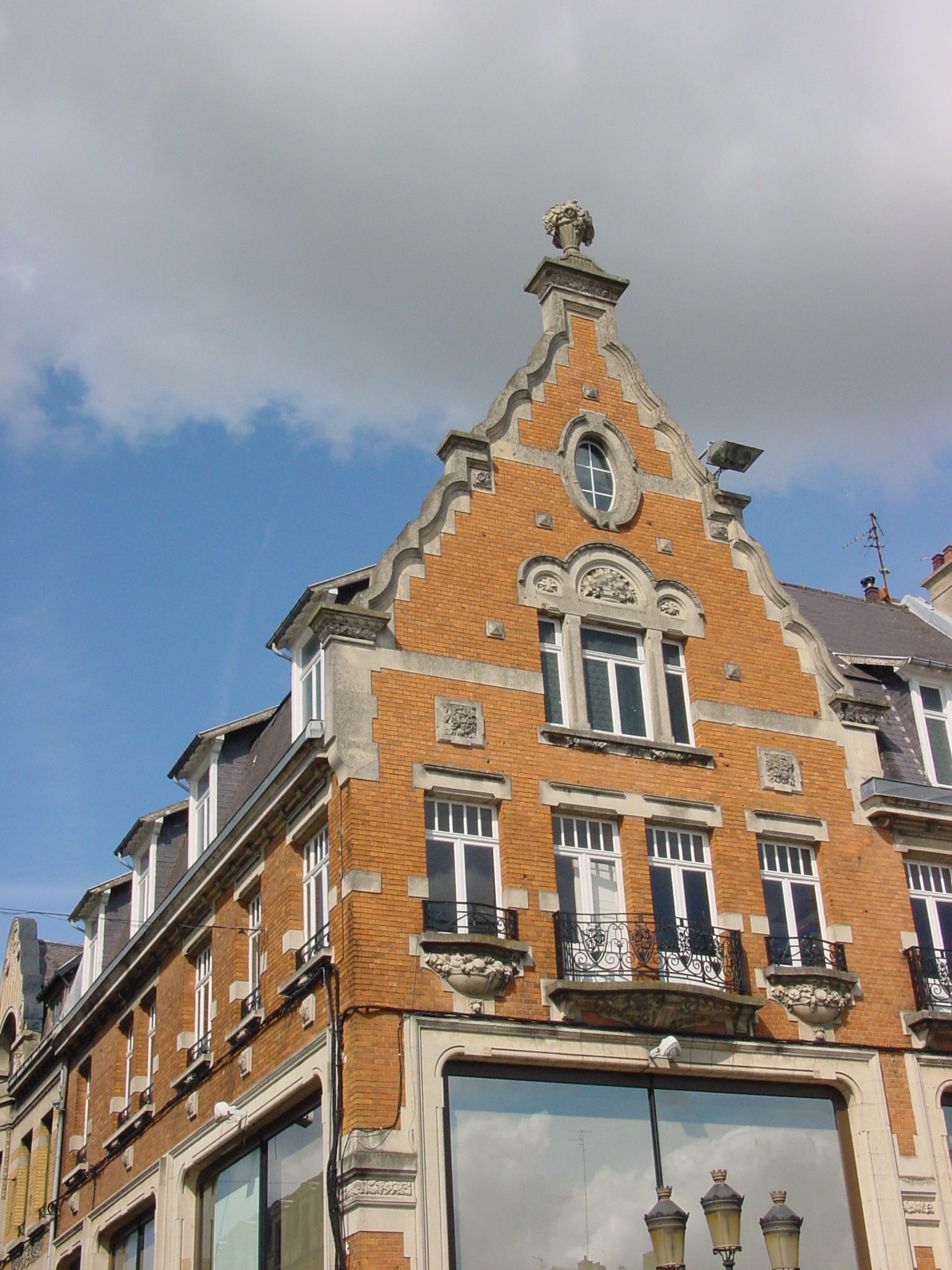
Sur la Grand-Place le cahier des charges de la reconstruction a imposé un style « régional »

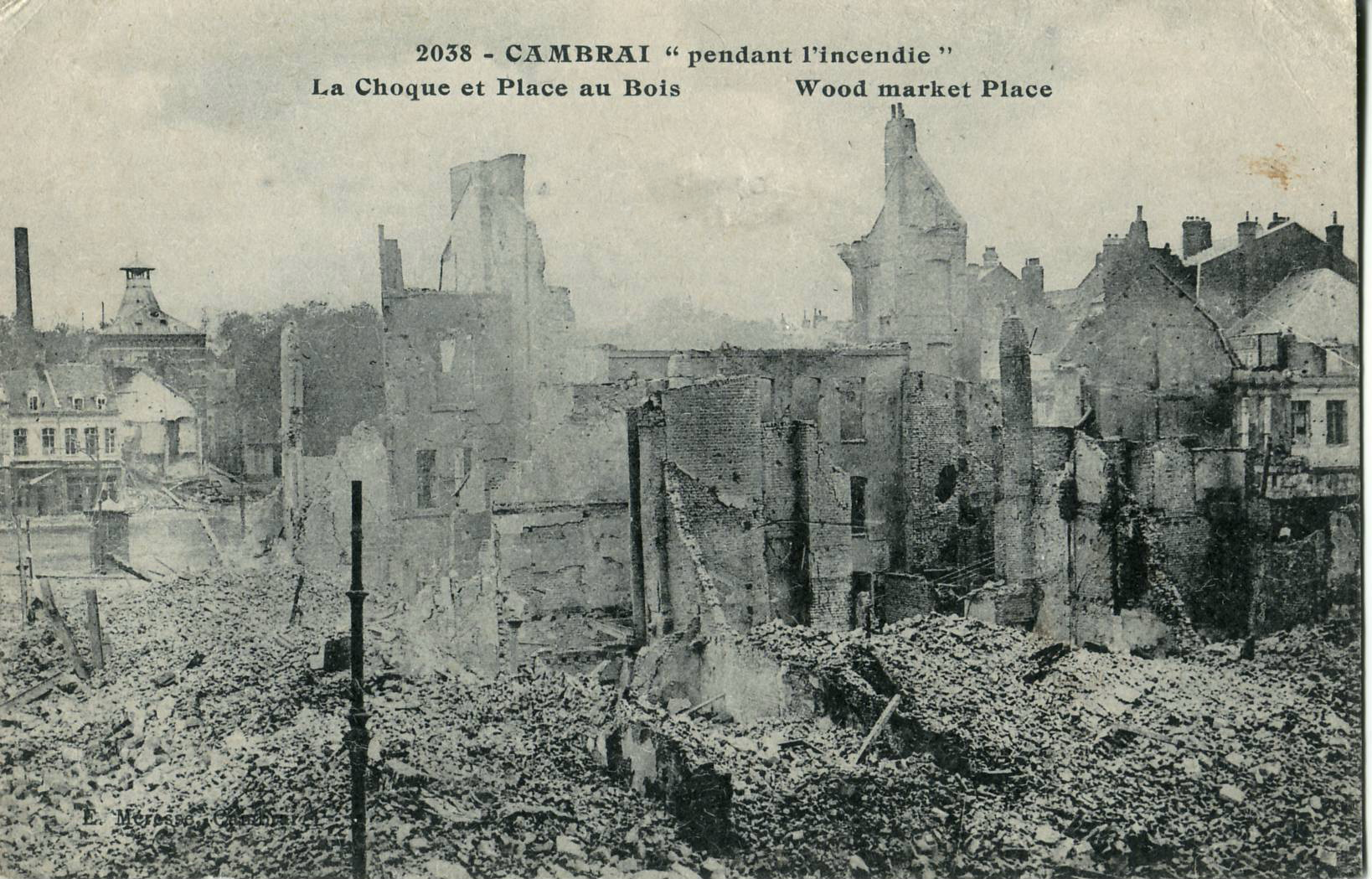
Ruines du centre-ville, en 1917

Les destructions occasionnées par la Première Guerre mondiale nécessitaient une reconstruction du centre. La municipalité organisa un concours, que remporta Pierre Leprince-Ringuet. Son projet, s'inspirant à la fois d'un goût régionaliste et du style hausmannien, remaniait entièrement le tracé des voiries issu du Moyen Âge. Il s'agissait de reconstruire une ville moderne. L'architecte Louis Marie Cordonnier en traça les perspectives pour les élus :
« Le centre de la ville est entièrement rasé et détruit. Vous avez donc le champ libre. Votre devoir est de refaire une ville agréable, moderne, conservant son caractère. Agir autrement serait un crime dont vous seriez responsables devant les générations futures. Vos rues étaient étroites, sinueuses: redressez-les, rectifiez-les, élargissez-les. Vos maisons étaient incommodes, obscures, malsaines: Imposez dans vos cahiers des charges des obligations d'hygiène, d'aération, d'éclairage. »
Le plan de Leprince-Ringuet ne sera que partiellement réalisé, mais des rues sont supprimées, d'autres élargies, des voies nouvelles sont créées comme l'avenue de la Victoire.
Les nouvelles destructions dues aux bombardements alliés d'avril à août 1944 nécessitent à nouveau une reconstruction. Il s'agit surtout, dans les années qui suivent la Seconde Guerre mondiale, de reloger les sinistrés et de faire face à l'expansion démographique. La priorité est donnée à la maison individuelle, et de nouveaux quartiers apparaissent, tel le lotissement « Martin-Martine » au sud-est de la ville. Dans les années 1980 la municipalité s'emploie à restaurer et mettre en valeur le patrimoine ancien.

### Logement
Cambrai comptait 16 256 logements en 2007, dont 14 745 étaient occupés en tant que résidences principales.
La proportion de logements individuels y est plus forte que dans le reste du pays (61,5 % contre 56,8 %). On peut y voir à la fois une tendance régionale (73,9 % de logements individuels pour le Nord-Pas-de-Calais) et aussi une conséquence de la présence à Cambrai du siège social du Groupe Maison Familiale, promoteur de maisons individuelles d'envergure nationale particulièrement actif dans les années 1960 à 1980. Du fait de la taille relativement modeste de la ville et de la forte proportion de maisons individuelles, Cambrai comporte peu de « grands ensembles » où se concentrent les problèmes sociaux.
Les résidences principales dominent largement, à 90,6 % contre 83 % pour le reste du pays, et on note surtout la très faible proportion de résidences secondaires à Cambrai : 0,3 % contre 9,2 % pour la moyenne nationale.

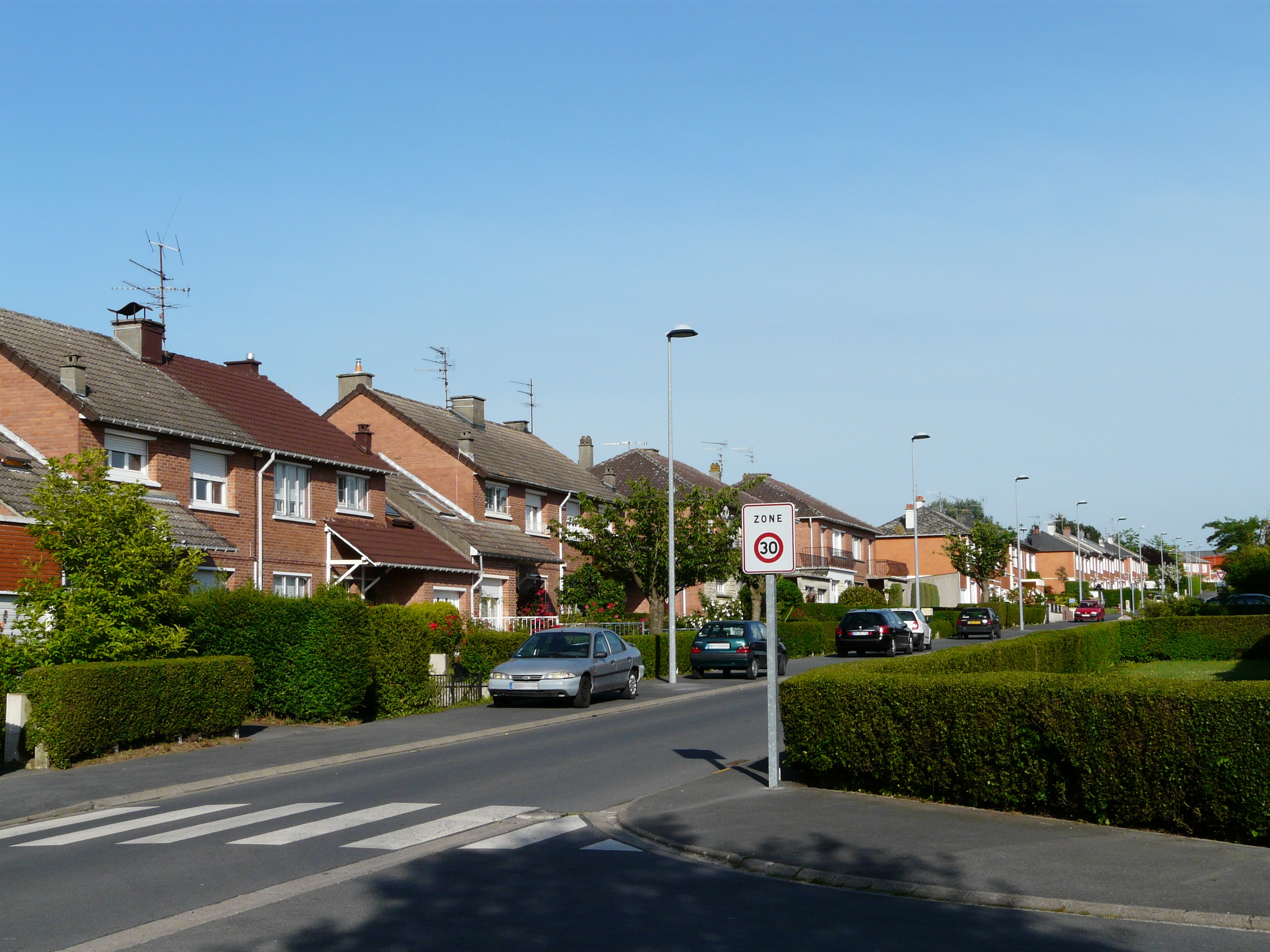
Une rue du lotissement « Martin Martine » du Groupe Maison Familiale, habitat caractéristique des années 1960 - 1970

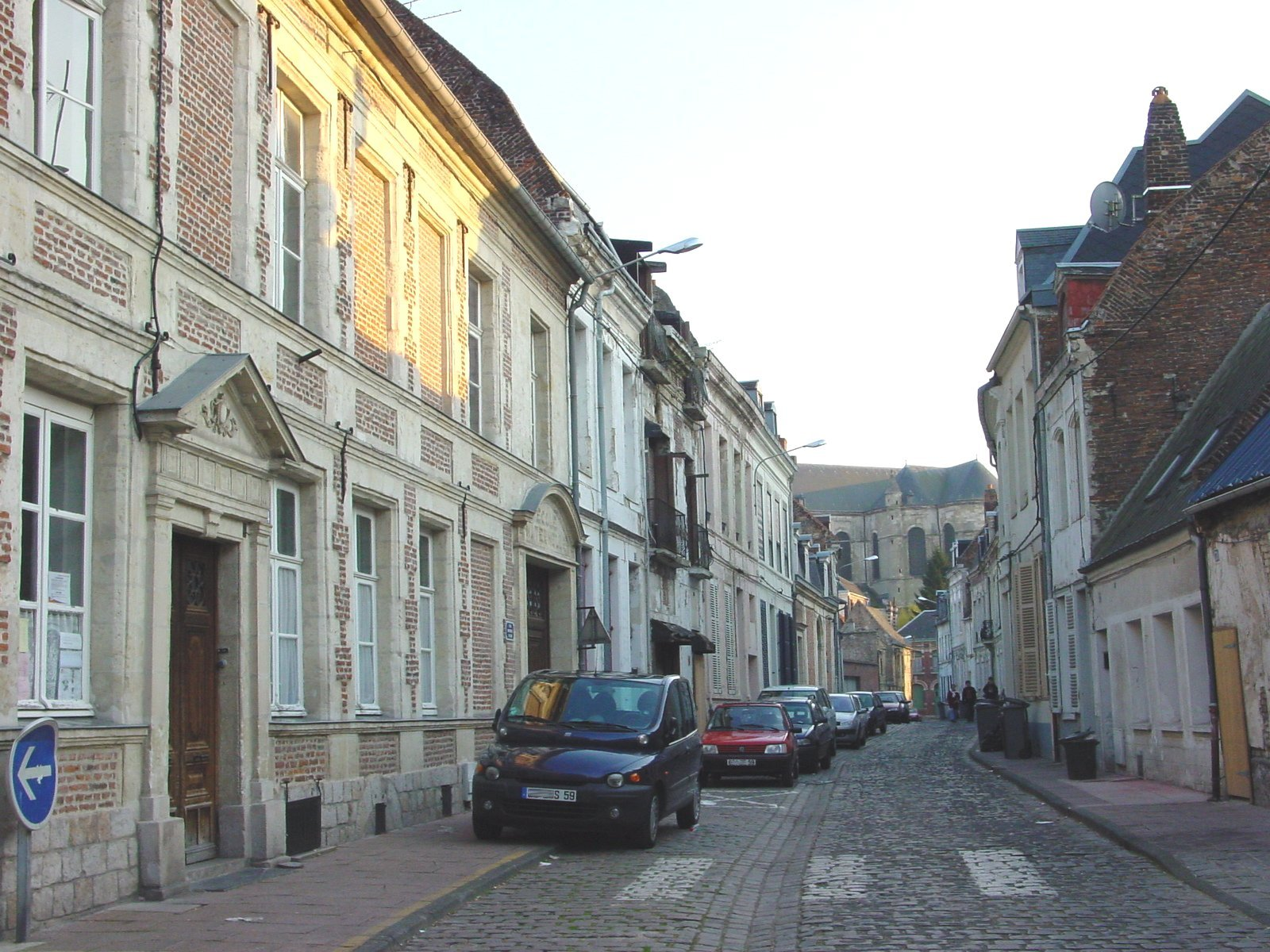
Habitat ancien dans le vieux Cambrai

La proportion de propriétaires, à 46,4 %, est plus faible que dans le reste du pays (54,7 %) ou dans la région (55,1 %). Les locataires sont donc nettement plus nombreux, 50,5 % à Cambrai contre un peu plus de 40 % dans la région et en France. Parmi les logements en location, la proportion de logements HLM, à 19,2 %, suit la tendance régionale (20,4 %), qui est nettement supérieure à la moyenne nationale (16 %),.
L'âge des logements à Cambrai se distingue à la fois des moyennes régionale et nationale. Les logements sont en moyenne plus anciens à Cambrai que dans la région ou le pays. La proportion de logements « anciens » (antérieurs à 1949), est proche de la moyenne régionale (40,6 % à Cambrai contre 39,9 % pour la région) mais nettement supérieure à la moyenne française de 32,9 %. Les logements construits entre 1949 et 1974 représentent quant à eux 42,9 % du total à Cambrai, nettement au-dessus des 31,5 % de la région et des 33 % du pays. On peut sans doute expliquer cette proportion élevée par les nécessaires reconstructions qui ont suivi les destructions de la Seconde Guerre mondiale, ainsi que par les programmes de construction de logements du Groupe Maison Familiale, mentionné plus haut, dans les années 1960 et 1970. Les logements plus récents sont relativement moins nombreux dans la ville que dans le reste de la France ou même dans la région : 11,8 % des logements à Cambrai ont été construits entre 1975 et 1989, contre 21,7 % dans la région et 23,7 % en France ; 4,6 % ont été construits depuis 1990, contre 6,8 % dans le Nord-Pas-de-Calais et 10,4 % en France. C'est probablement la conséquence du moindre dynamisme économique et démographique de la ville ces dernières années.
Enfin les logements sont légèrement mieux équipés à Cambrai que dans le reste de sa région, mais plutôt moins bien que la moyenne française : 3,8 % n'ont ni baignoire ni douche (2,3 % en France, 4,7 % dans la région), 86,6 % ont le chauffage central (78,2 % dans la région, 84,1 % en France), et 4,3 % ont deux salles d'eau (4,4 % dans la région, 10 % en France).
La communauté d'agglomération cherche à améliorer la qualité de l'habitat par divers moyens : encourager la remise sur le marché de logements inoccupés, élargir l'offre de logements adaptés pour les personnes âgées ou handicapées, augmenter l'offre de locations, promouvoir la construction de logements plus économes en énergie. La création de 960 nouveaux logements sociaux est prévue sur six ans, de 2008 à 2014.
Le Contrat urbain de cohésion sociale signé en 2007 avec la ville et la communauté d'agglomération était le premier du département du Nord. Cinq quartiers, non classés « zone urbaine sensible », sont concernés : le centre ancien où subsiste un habitat vétuste, les cités « Amérique » et « La Forêt », constituées principalement d'habitat collectif, et les cités « d'Esnes » et « de Guise » où domine l'habitat individuel. Depuis 2015, la ville compte quatre quartiers prioritaires : vieux-centre, Amérique, Saint-Roch et Esnes, pour un total de 5 100 habitants en 2020 et un taux de pauvreté atteignant jusqu'à 43 %.

### Projets d'aménagements

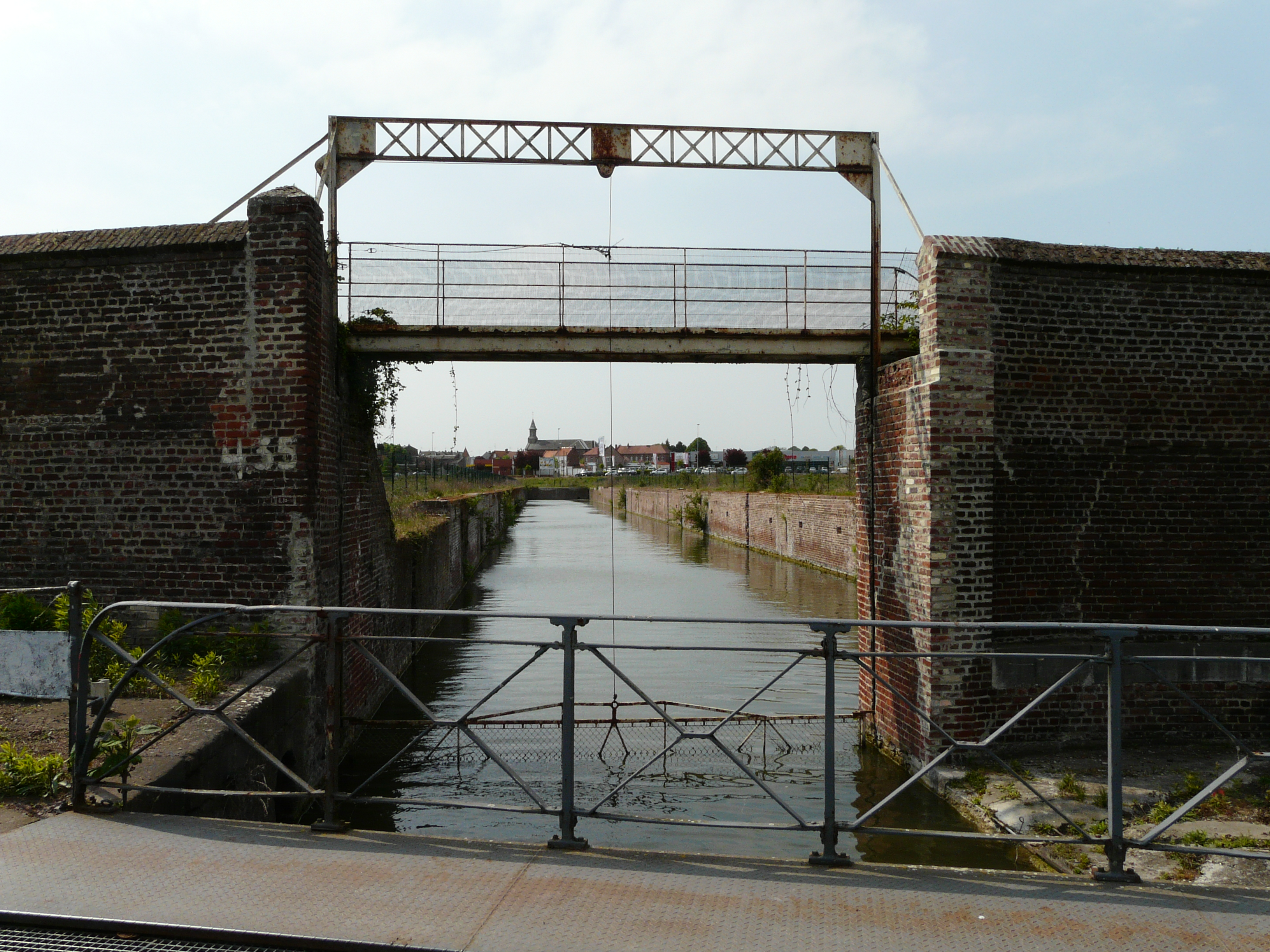
Entrée depuis l'Escaut canalisé du canal de desserte des anciens docks & entrepôts de Cambrai

En 2010, les projets d'aménagements de la municipalité concernent :
- les « Docks et entrepôts », friche industrielle de 5 ha au bord du canal de Saint-Quentin, sont maintenant consacrés à des bureaux d'entreprises publiques et privés; notamment l'entreprise SOFRATEL, dont le siège se situe à Bouchain (Centre Accueil Téléphonique).
- la réhabilitation du centre du quartier Martin-Martine, et notamment la transformation en coulée verte de l'espace réservé à l'origine pour une « pénétrante urbaine » jamais réalisée[38] ;
- l'aménagement de la place du 9-Octobre autour de l'église Saint-Géry ;
- le réaménagement du quartier de la gare en « pôle d'échange » : une étude sur l’aménagement du pôle d’échanges multimodaux de Cambrai a été lancée en 2007 par la communauté d’agglomération de Cambrai en partenariat avec la ville, le département du Nord et la région, avec pour finalité le réaménagement urbain du quartier de la gare et l'amélioration de l’intermodalité[39].
- la réinstallation de la médiathèque dans de nouveaux locaux. Situé dans l’ancien bâtiment d’un collège jésuite du XVIIe siècle, ce nouveau lieu culturel et touristique dénommé « Labo Culturel » a été inauguré le 22 juin 2019. Avec plus de 3 000 m2 ouverts au public, le Labo est un lieu unique au programme innovant qui intègre pour la première fois en France dans une même institution, quatre domaines de la politique culturelle : culture scientifique, technique et industrielle (CSTI) ; lecture publique ; patrimoine écrit ; interprétation de l’architecture et du patrimoine.
- la « modernisation » du jardin public.

D'autre part le Plan local d'urbanisme s'articule autour de huit thématiques : « Cambrai, un pôle urbain à la campagne », « Préserver et valoriser l'espace naturel, rural et agricole », « Reconquérir et restructurer », « Rendre pleinement à Cambrai son urbanité », « Prendre appui sur la ville d'histoire », « Sauvegarder et protéger l'environnement, améliorer la qualité du cadre de vie », « Assurer un développement économique et durable », ou encore « Maîtriser les déplacements et favoriser les mutations des modes de transport ».

## Toponymie
Le lieu est attesté sous la forme Camaracum au IVe siècle dans la table de Peutinger et Cameracum (sans date). On y reconnait le suffixe gallo-roman d'origine celtique -acum « lieu de », « propriété de », précédé d'un élément non identifié avec certitude. Albert Dauzat et Charles Rostaing proposent le nom de personne de type gallo-romain Camarus.
Cet anthroponyme se retrouve aussi dans Chambray (Eure) (Cambracus 1011, Cameragus vers 1025). Les variantes Cambarius et Camarius expliqueraient également Cambayrac, Chambry, Chamery, Chémery, etc. François de Beaurepaire note qu'il peut s'agir aussi d'un thème pré-latin camar ou cambar, cependant Xavier Delamarre cite le nom de personne Cambarius qu'il considère comme basé sur le mot gaulois cambo- 'courbe' (cf. vieil irlandais camb, camm 'courbe', « courbé », « tordu »). Camarus serait donc une variante de ce surnom gaulois signifiant « celui qui est courbé ».
La forme Cambrai est de type normanno-picard avec C dur, caractéristique du nord de la ligne Joret et correspond donc à la forme de type francien Chambray. En outre, le nom de la ville s'écrivait Cambray jusqu'à la Révolution française.
Elle est connue sous le nom de Kamerijk en néerlandais  (en contexte historique) et autrefois de Kamerich en allemand. Le Cambrésis est une ancienne province et région naturelle du nord de la France dont la capitale est Cambrai. Cambrésis vient du latin médiéval pagus Cameracensis (XIIe siècle).

## Histoire

### Antiquité
Sous le Haut Empire romain Camaracum n'était qu'un bourg rural (vicus) de la cité des Nerviens, dont la capitale était Bavay (Bagacum). Au milieu du IVe siècle l'avance des Francs vers le sud menaçant Bavay, le chef-lieu de la cité des Nerviens est déplacée vers le début du Ve siècle à Cambrai. En 430, commandés par le roi Clodion le Chevelu, les Francs Saliens s'emparent de la ville. En 509, Clovis la rattache à son royaume Franc.

### Moyen Âge
C'est à l'époque mérovingienne, marquée par une longue période de paix, que Cambrai devient véritablement une ville. Les évêchés d'Arras et de Cambrai sont fusionnés, puis le siège transféré à Cambrai, centre administratif de la région. Les évêques qui se succèdent (Vaast, Védulphe, Géry, Aubert) fondent des églises où sont déposées des reliques et Cambrai prend l'aspect et les fonctions d'une véritable ville.

À la suite du traité de Verdun, Cambrai se retrouve ville frontière du royaume « médian » de Lothaire Ier avec celui « occidental » de Charles le Chauve

Le traité de Verdun de 843 qui partage l'empire de Charlemagne place le comté de Cambrésis dans le royaume de Lothaire. Il sera rattaché au Saint-Empire romain germanique en 925. En conséquence l'Escaut devient pour huit siècles la frontière du royaume de France et de l'Empire.
Par un diplôme publié le 30 avril 948 à Aix, Otton Ier accorde à l'évêque les pouvoirs temporels sur la ville. Ces pouvoirs seront étendus en 1007 à tout le Cambrésis par Henri II. La ville de Cambrai et le Cambrésis sont dès lors une principauté ecclésiastique, comme celle de Liège, indépendante mais rattachée au Saint-Empire, tandis que le pouvoir spirituel de l'évêque s'exerce sur un immense diocèse qui s'étend sur toute la rive droite de l'Escaut jusqu'à Mons, Bruxelles et Anvers. En 953, les Magyars assiégèrent Cambrai qui résista à toutes leurs attaques.

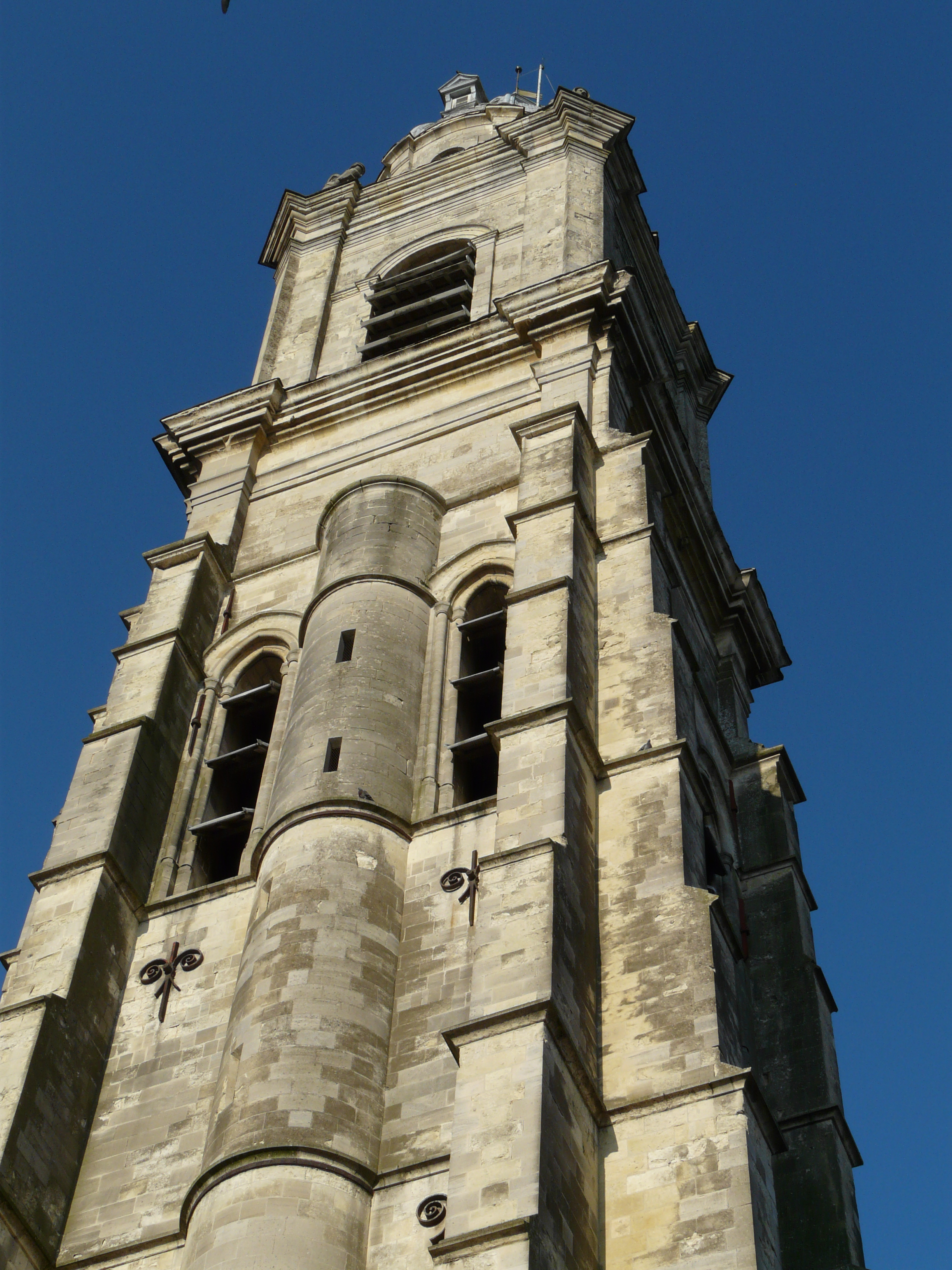
Le beffroi de Cambrai, ancien clocher de l'église Saint-Martin, symbole des libertés communales

En 958, Cambrai voit naître l'un des premiers soulèvements communaux en Europe : ses habitants se révoltent contre l'évêque Bérenger, issu de la noblesse saxonne et impopulaire. Cette rébellion est sévèrement réprimée mais l'affrontement renaît au Xe siècle. Cambrai a fait partie du duché de Basse-Lotharingie dès sa création en 959. Ce duché était l'un des cinq duchés ethniques germaniques de la Francie orientale. La commune insurrectionnelle est à nouveau proclamée en 1077. Les affrontements avec les évêques se poursuivent tout au long du XIIe siècle : entre 1077 et 1215 les bourgeois obtiennent à quatre reprises au moins une charte de franchise, qui à chaque fois finit par leur être retirée par les efforts conjugués des évêques et des empereurs. Cette période troublée s'achève en 1227, quand les bourgeois doivent finalement renoncer à leurs chartes. Cependant, la « Loi Godefroid » promulguée par l'évêque leur laissait, en fait sinon en droit, un certain nombre des libertés conquises dans la gestion des affaires communales.
Cambrai est aussi connu pour posséder la plus vieille homélie irlandaise dite homélie de Cambrai.
En 1235 ou 1236, Robert le Bougre, inquisiteur, de passage à Cambrai, envoya au bûcher plusieurs victimes dont Alayde ou Aelais, « la erbière », sorcière ou empoisonneuse, sans doute hérétique. Elle avait su donner le change et se faire un renom de vertu et de charité. Elle était "conneute fu jusq'en Auxuerre" mais, âgée d'environ 40 ans, ne put échapper à Robert le Bougre.
Le 12 avril 1385, les splendides doubles noces de Cambrai s'y sont tenues voyant la double alliance de la maison de Bourgogne et de celle de la maison de Wittelsbach.

### Époque moderne
La ville prospère et s'agrandit grâce à la production de draps et de toile de lin. Du XVe au XVIIe siècle, Cambrai est un centre culturel important, surtout dans le domaine musical, dont la cathédrale, reconstruite à partir de 1148, est le centre : Guillaume Dufay, un des plus célèbres musiciens de l'Europe du XVe siècle, travaille à Cambrai. Des compositeurs comme Johannes Tinctoris, Ockeghem et d'autres se rendent dans la ville pour y étudier la musique.
Cambrai, et notamment la draperie, connaît un déclin économique à partir du XVe siècle. La ville fait toujours partie du Saint-Empire, l'évêque (puis archevêque) de Cambrai cumulant les titres de Prince du Saint-Empire, Duc de Cambrai et Comte de Cambrésis. Cependant la neutralité réaffirmée du Cambrésis entre la France et Maximilien, qui a épousé Marie de Bourgogne, héritière des possessions de Charles le Téméraire, en fait le lieu de plusieurs congrès internationaux, dont le traité de Cambrai de 1508 et la paix des Dames, signée en 1529.
En 1543, Cambrai est rattachée aux domaines de Charles Quint qui y fait construire une puissante citadelle.
En août 1595, la ville et la citadelle sont prises par les espagnols.
En 1630, Richelieu, souhaitant contrer la puissance de l'Empereur et de l'Espagne, renouvelle l'alliance de la France avec les Provinces-Unies. L'effort principal de la France doit se porter sur les Pays-Bas espagnols, et un plan de partage est établi avec les Hollandais, la France devant recevoir Le Hainaut, le Cambrésis, l'Artois, une grande partie des Flandres ainsi que le Luxembourg et le comté de Namur. La guerre est déclarée à l'Espagne en 1635 : il s'ensuit une longue série de guerres qui, aggravée par des crises de subsistance et des épidémies, va meurtrir le Cambrésis.
Mazarin essaie vainement, en 1649, de s'emparer de la ville en la faisant assiéger par Henri de Lorraine-Harcourt et par Turenne. Un régiment espagnol venu de Bouchain réussit à pénétrer dans la ville, dont le siège est levé. En 1657, le vicomte de Turenne s'empare de Cambrai. À nouveau 4 000 cavaliers sous le commandement de Condé, passé au service de l'Espagne, réussissent à y pénétrer, et Turenne abandonne la ville.
En 1666, dans le plus grand secret, Louis XIV prépare de nouvelles conquêtes en faisant relever les plans des fortifications espagnoles, puis entame la Guerre de Dévolution. Si le traité d'Aix-la-Chapelle de 1668 permet au royaume de France d'obtenir un grand nombre de places fortes, Cambrai n'en fait pas partie, non plus que Bouchain, Valenciennes et Condé-sur-l'Escaut.

#### L'annexion par la France

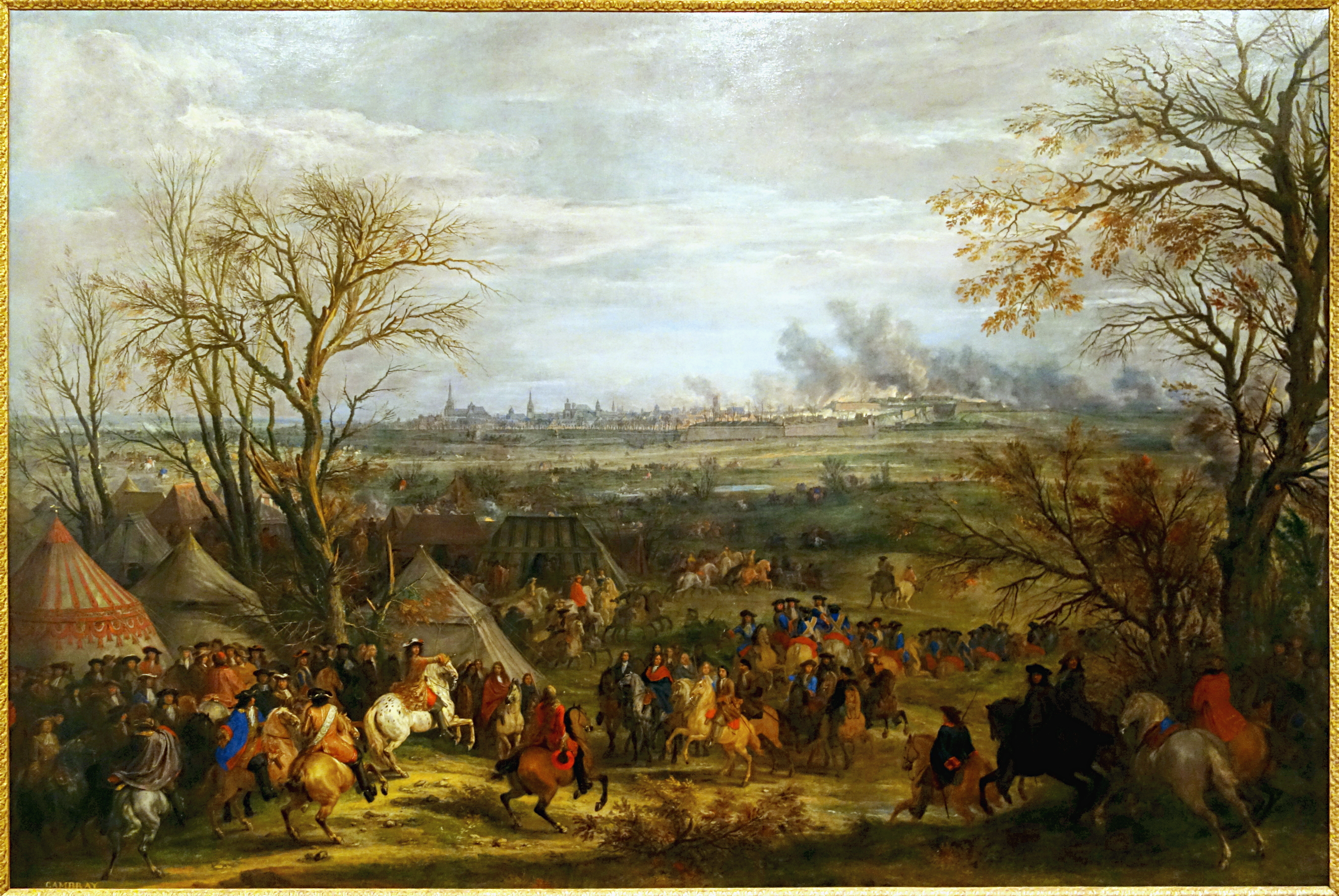
Adam François van der Meulen, La prise de Cambrai, 1677, Musée de Cambrai.

En 1672, les hostilités reprennent contre la République protestante des Pays-Bas et se poursuivent dans les années suivantes. En 1676, Louis XIV, qui veut « assurer à jamais le repos de ses frontières », porte l'essentiel de ses efforts contre l'Espagne, et occupe Condé puis Bouchain. Le 17 mars 1677, les troupes françaises prennent d'assaut Valenciennes et se dirigent vers Cambrai, la place la plus forte des Pays-Bas, qui est atteinte le 20. Le 22 mars Louis XIV se porte en personne devant la ville. Le 2 avril, les Français investissent une partie de la place. Le 5 avril, la ville se rend, avec les mêmes avantages que Lille en 1667, mais la garnison espagnole se réfugie dans la citadelle et le siège se poursuit jusqu'au 17 avril. Après 29 jours de siège, le roi fait son entrée dans la ville, le lundi de Pâques 19 avril. Louis XIV nomme alors le marquis de Césen gouverneur, qui nomme 14 nouveaux échevins tout en gardant le même prévôt.
Par le traité de Nimègue signé le 10 août 1678, l'Espagne abandonne Cambrai, définitivement annexée par la France.
L'influence française va transformer l'architecture et l'urbanisme de la ville. Les pignons des maisons sur rue sont proscrits et la cité s'embellit d'hôtels particuliers. Les fortifications sont renforcées d'ouvrages avancés.
Le premier archevêque nommé par le roi est François de Salignac de La Mothe-Fénelon. Le « Cygne de Cambrai » y écrit les Maximes des Saints. Son zèle est inlassable pour éclairer les fidèles et convertir les infidèles.

#### La Révolution française

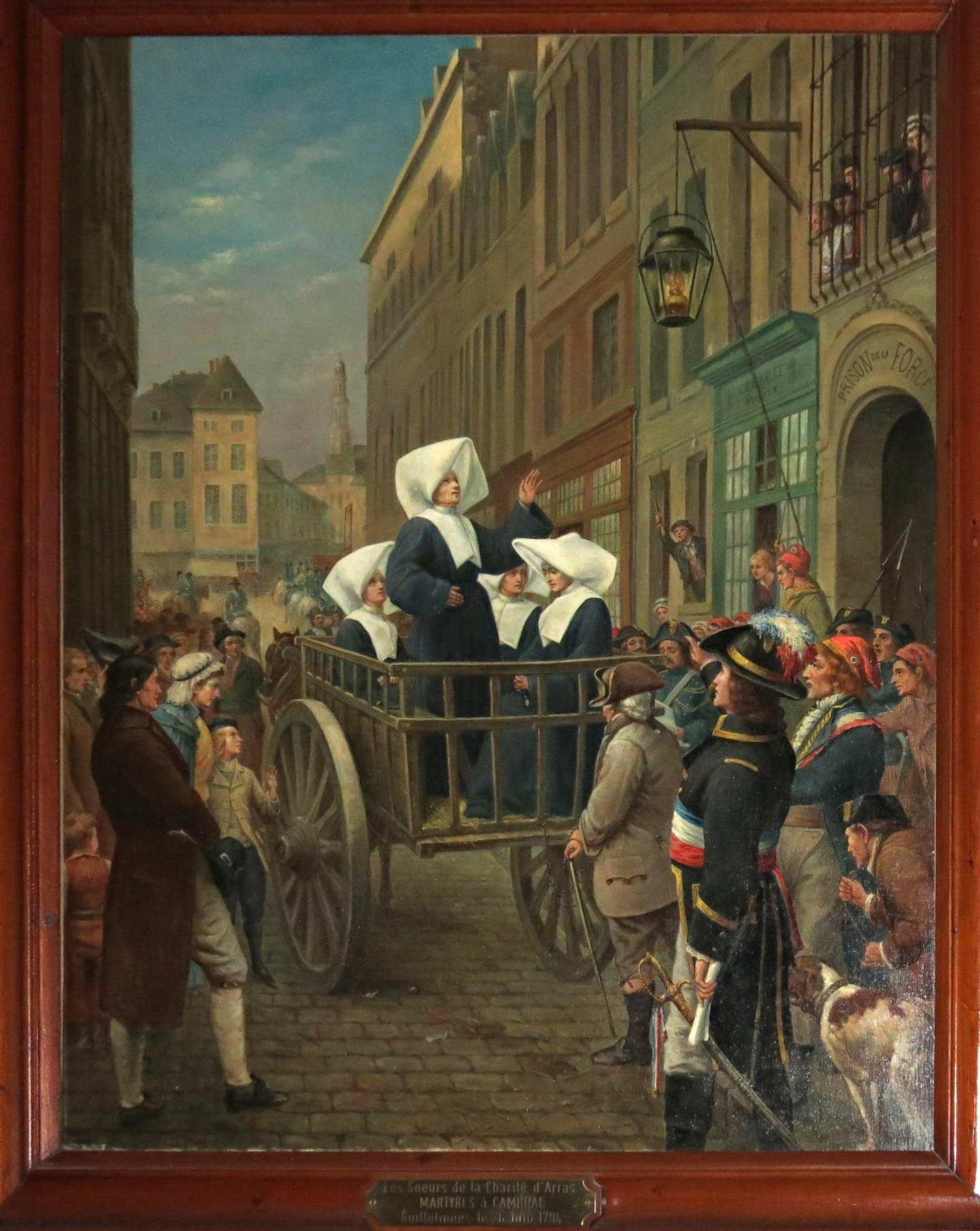
Tableau, dans l'église de Miniac-Morvan (35), représentant les quatre sœurs d'Arras dans la charrette qui les conduit vers la guillotine à Cambrai le 26 juin 1794.

La ville souffre de la Révolution : en 1794, Joseph Le Bon, missionné par le Comité de salut public, arrive à Cambrai où il applique la politique de Terreur. On peut notamment évoquer le martyre des quatre sœurs de la charité d'Arras guillotinées à Cambrai et qui seront béatifiées en 1920. La plupart des bâtiments religieux de la ville sont démolis ou saccagés. Les paysans sont par ailleurs très touchés de la mort du roi Louis XVI. Dès janvier 1793, des arbres de la liberté sont coupés dans tout le district, tandis que les paroissiens refusent de recevoir les sacrements de curés constitutionnels.
En 1796, la cathédrale, « merveille des Pays-Bas », est vendue le 6 juin 1796 à un marchand qui n'en laisse que la tour. Privée d'appui, elle s'effondre en 1809.

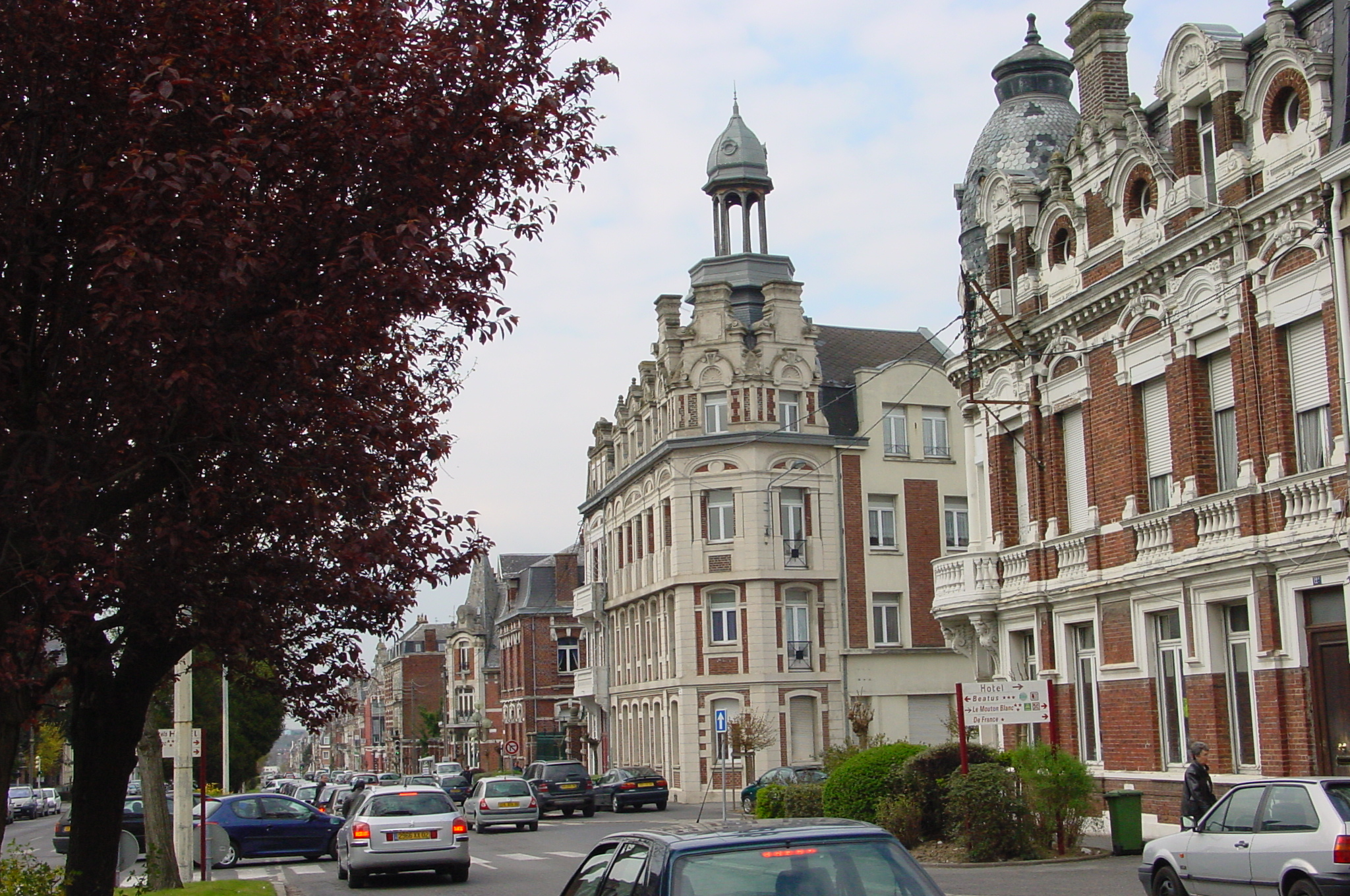
Le boulevard Faidherbe, tracé en 1898 sur l'emplacement des remparts.

### XIXesiècle
La guerre franco-prussienne de 1870 épargne largement Cambrai. Elle montre aussi l'inutilité des fortifications, que la ville obtient l'autorisation de raser, à ses frais, en 1892. Des boulevards extérieurs sont construits et lotis à l'emplacement des remparts entre 1894 et le début du XXe siècle. L'aspect de la ville s'en trouve radicalement transformé et les travaux stimulent l'économie de la ville.

### XXesiècle

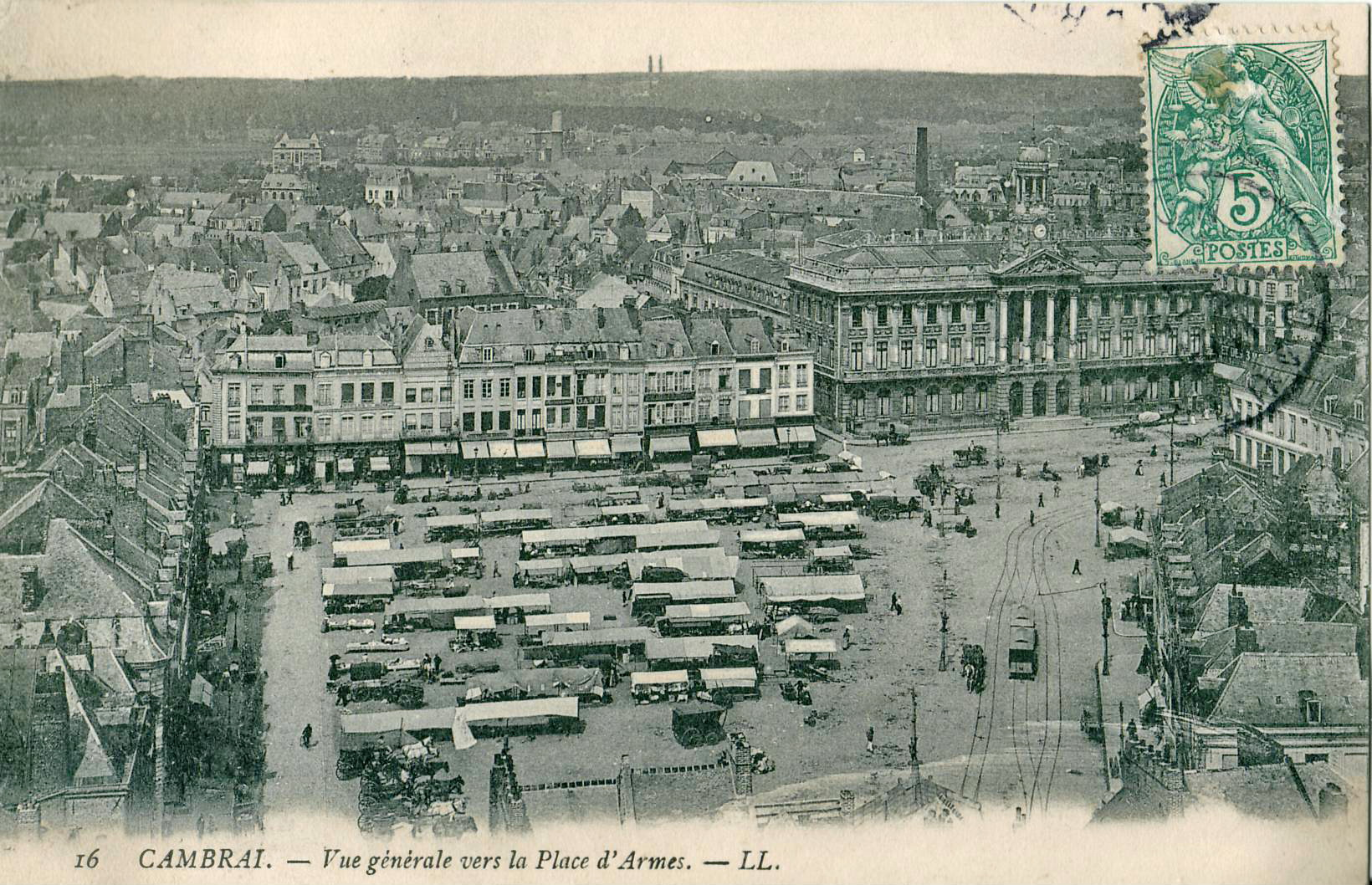
La Place d'Armes, un jour de marché, avant la Première Guerre mondiale

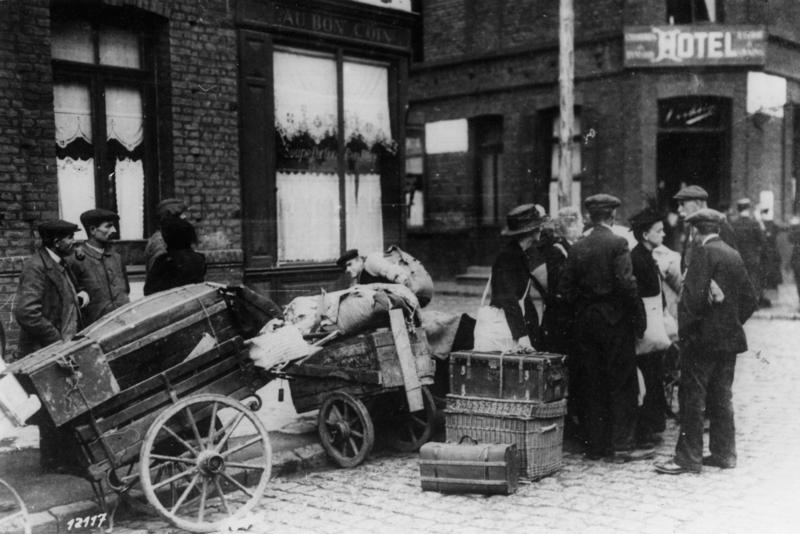
Réfugiés à Cambrai en septembre 1918

En septembre 1914, l'armée allemande occupe la ville , pour une durée de plus de quatre ans et qui fut marquée par des scènes de pillages, de réquisitions et d'arrestations d'otages. Du 20 novembre au 7 décembre 1917, les environs de la ville de Cambrai furent le théâtre de la bataille de Cambrai, qui vit pour la première fois l'utilisation massive des tanks.
En  novembre 1918, les Allemands incendièrent le centre de la ville avant de la quitter, détruisant l'hôtel de ville ainsi que les archives municipales. Au total, plus de 1 500 immeubles sur les 3 500 que comptait Cambrai furent totalement détruits. Tout le centre était à reconstruire, tâche qui fut confiée à l'architecte Pierre Leprince-Ringuet,.
La Seconde Guerre mondiale frappe à nouveau Cambrai. La ville est bombardée par la Luftwaffe le 17 mai 1940 pendant la bataille de France avant de tomber le lendemain en même temps que Saint-Quentin. Les restes de la 9e armée française et le général Giraud sont faits prisonniers par les Allemands,. Adolf Hitler vient visiter ses troupes en stationnement à Cambrai le 2 juin 1940.
À partir du 27 avril et jusqu'au 18 août 1944, 18 raids aériens alliés, dirigés contre les voies ferrées, tuent 250 personnes et détruisent 1 700 immeubles, soit plus de 50 % de la ville. Les premiers chars américains entrent dans la ville le 2 septembre.
Après la Libération, la priorité est à la reconstruction. Une municipalité d'« union de la gauche » est élue lors des élections municipales des 29 avril et 13 mai 1945, conduite par Raymond Gernez qui restera à la tête de la ville jusqu'en 1977, promouvant un socialisme modéré. Dès 1947, la ville soumet au ministère de la reconstruction un projet élaboré. La municipalité donne la priorité à la construction de maisons individuelles : La Maison du Cambrésis, plus tard Maison Familiale, société coopérative d'HLM, contribue largement à la reconstruction de la ville. La population de la ville progresse, tandis que l'arrondissement tend à se dépeupler. En même temps, la ville perd des emplois industriels et se tertiarise mais ce sont les administrations publiques qui fournissent le plus gros des emplois.

## Politique et administration

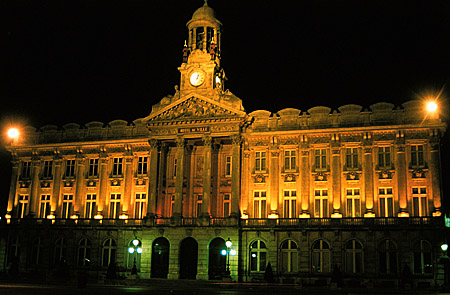
L'hôtel de ville, inauguré en 1932

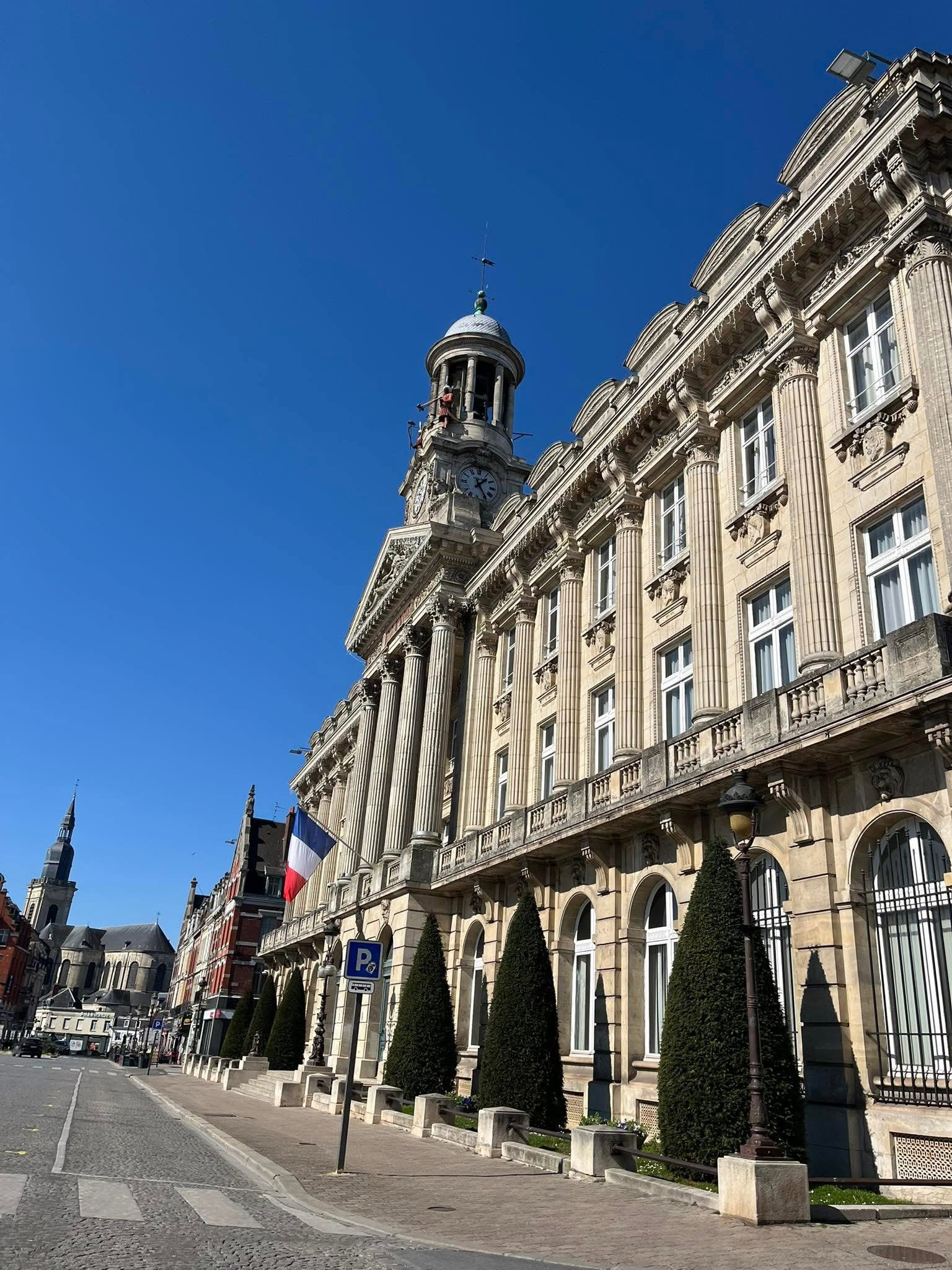
L’hôtel de ville, le 20 mars 2025

Cambrai a absorbé en 1971 la commune de Morenchies.

### Rattachements administratifs et électoraux

#### Rattachements administratifs
La ville est le chef-lieu de l'arrondissement de Cambrai du département du Nord.
Elle était depuis la création du département du Nord (en 1790) le chef-lieu des cantons de Cambrai-Est et de Cambrai-Ouest. Dans le cadre du redécoupage cantonal effectué en février et mars 2014 par le gouvernement, cette circonscription administrative territoriale a disparu et le canton n'est plus qu'une circonscription électorale , avec comme obligation légale de présenter, pour chaque parti politique,  de présenter deux candidats de sexe différent.

#### Rattachements électoraux
Pour les élections départementales, la commune est  depuis 2014 le bureau centralisateur du canton de Cambrai
Pour l'élection des députés, elle fait partie de la dix-huitième circonscription du Nord.

### Intercommunalité
Cambrai est le siège de la communauté d'agglomération de Cambrai, un établissement public de coopération intercommunale (EPCI) à fiscalité propre créé initialement fin 1999  et auquel la commune avait transféré un certain nombre de ses compétences, dans les conditions déterminées par le code général des collectivités territoriales, et qui succédait à une communauté de villes créée en 1992.

### Tendances politiques et résultats
Dans l'ensemble, le vote à Cambrai est peu différent du vote national, mais le taux d'abstention y est souvent plus élevé : par d'exemple, il était de 34,86 % au référendum de 2005 (contre 30,63 %) ; 22,07 % au premier tour de l'élection présidentielle de 2007 (contre 16,23 %) ; 38,13 % au premier tour des élections législatives de 2002 (contre 35,58 %).
Les électeurs cambrésiens semblent aussi plus circonspects vis-à-vis de l'Union européenne que les Français en général : le référendum sur la ratification du traité sur l'Union européenne de 1992 a été rejeté à 53,35 %, alors qu'au niveau national, il était approuvé à une courte majorité de 51,04 %. En 2005, le projet de loi portant sur la ratification du traité établissant une Constitution pour l'Europe était rejeté plus largement encore à Cambrai (59,8 % de « non ») qu'au niveau national (54,67 %).
À l'élection présidentielle de 2007, les résultats du second tour sont très proches des chiffres nationaux : 54,07 % pour Nicolas Sarkozy et 45,93 % pour Ségolène Royal, contre respectivement 53,06 % et 46,94 % au niveau national. Au premier tour, Jean-Marie Le Pen obtenait un résultat un peu meilleur à Cambrai (13,28 %) qu'en France (10,44 %), tandis que François Bayrou était dans la situation inverse (16,77 % contre 18,57). Arlette Laguiller (2,02 %) et Olivier Besancenot (4,77 %) étaient les seuls autres candidats à dépasser 1,5 %. Au second tour de l'élection présidentielle de 2002, Jacques Chirac arrivait largement en tête à Cambrai comme dans le reste du pays mais le score de Jean-Marie Le Pen y était plus élevé (21,11 % contre 17,79 %).
Aux élections législatives de 2007, François-Xavier Villain, candidat apparenté UMP et maire de Cambrai, obtenait 57,42 % dès le premier tour (48,03 % dans la circonscription). De ce fait tous les autres candidats étaient en dessous du pourcentage national de leur parti, par exemple le Parti Socialiste à 22,91 % contre 24,73 %, le Parti communiste à 3,10 % contre 4,29 % ou l'UDF à 6,21 % contre 7,61 %. Le recul du Front national était aussi marqué à Cambrai (4,14 %) qu'ailleurs (4,24 %). On retrouve une situation proche aux élections de 2002.
Au premier tour de l'élection présidentielle de 2012, les quatre candidats arrivés en tête à Cambrai sont Nicolas Sarkozy (UMP, 28,29 %), François Hollande (PS, 27,56 %), Marine Le Pen (FN, 20,81 %), et Jean-Luc Mélenchon (Front de gauche, 10,14 %) avec un taux de participation de 72,61 %. Au deuxième tour François Hollande arrive en tête avec 50,75 % des voix, pour un taux de participation de 73,09 %.
Lors du premier tour de l'Élection présidentielle de 2017, les quatre premiers candidats ont été : Marine Le Pen (28,50 %), François Fillon (20,22 %), Emmanuel Macron (19,22 %) et Jean-Luc Mélenchon (17,41 %). 
Au second tour, le candidat élu Emmanuel Macron a obtenu 7 419 voix (53,88 %), devançant Marine Le Pen, qui a recueilli 6 350 voix (46,12 %. Lors de ce scrutin, 33,02 % des électeurs se sont abstenus
Lors du premier tour des élections municipales françaises de 2014, la liste DVD menée par le maire sortant François-Xavier Villain obtient la majorité absolue des suffrages exprimés avec 9 075 voix (72,46 %, 35 conseillers municipaux élus dont 34 communautaires), devançant très largement celles menées respectivement par : 

- Thierry Basquin (FN, 1 373 voix, 10,96 %, 2 conseillers municipaux et communautaires élus) ;

- Yves-Pascal Renouard (PS, 1 050 voix, 8,38 %, 1 conseiller municipal et communautaire élu) ;

- Jean-Louis Delhaye (FG, 1 026 voix, 8,19 %, 1 conseiller municipal et communautaire élu).

Lors de ce scrutin, 44,92 % des électeurs se sont abstenus.
Lors du premier tour de l'Élection présidentielle de 2022, les quatre premiers candidats ont été : Marine Le Pen (32,85 %), Emmanuel Macron (26,92 %), Jean-Luc Mélenchon (17,21 %) et Éric Zemmour (6,94 %). 
Au second tour, Marine Le Pen obtient 7 350 voix (52,91 %), devançant le candidat élu Emmanuel Macron, qui a recueilli 6 542 voix (47,09 %). Lors de ce scrutin, 34,32 % des électeurs se sont abstenus.
Lors du premier tour des élections municipales françaises de 2020, la liste DVD menée par le maire sortant François-Xavier Villain obtient la majorité absolue des suffrages exprimés avec 4 367 voix (56,34 %, 32 conseillers municipaux élus dont 25 communautaires), devançant très largement les listes menées respectivement par : 

- Stéphane Maurice (DVD, 1 129 voix, 14,56 %, 3 conseillers municipaux élus dont 2 communautaires) ; 

-  Jean-Pascal Lerouge (LREM, 868 voix, 11,19 %, 2 conseillers municipaux et communautaires élus) ;

- Gérard Philippe (RN, 402 voix, 5,18 %, 1 conseiller municipal élu) ;

- Catherine Dessery (UG, 393 voix, 5,07 %, 1 conseiller municipal élu).

Lors de ce scrutin marqué par la pandémie de Covid-19 en France, 2 autres candidats ont obtenu moins de 5 % des suffrages exprimés et n'ont donc pas eu d'élus. 65,34 % des électeurs se sont abstenus.

### Administration municipale
Compte tenu de la population de la commune, son conseil municipal est constitué de 39 membres, y compris le maire et ses adjoints. Pour le mandat 2020-2026, 29 de ses membres sont également membres du conseil communautaire de la communauté d'agglomération de Cambrai.
En septembre 2022, le maire réélu en 2020 François-Xavier Villain fait connaître qu'il est gravement malade et, comme le prévoit le code général des collectivités territoriales, se fait suppléer dans ses fonctions de maire par sa première adjointe, Marie-Anne Delevallée,.

### Liste des maires
Depuis 1945, quatre maires se sont succédé à Cambrai. La ville, après avoir constamment réélu un maire socialiste de la Libération à 1977 en la personne de Raymond Gernez, est administrée depuis par des maires RPR ou apparentés à la droite : Jacques Legendre, François-Xavier Villain puis Marie-Anne Delevallée.
| Période         | Période               | Identité                | Étiquette             | Qualité |
| --------------- | --------------------- | ----------------------- | --------------------- | --- |
| 20 mai 1945     | 20 mars 1977          | Raymond Gernez          | SFIO puis PS          | Ébéniste Député du Nord (16e circ.) (1936 → 1942 et 1944 → 1973) Conseiller général de Cambrai-Ouest (1945 → 1951 et 1958 → 1976) Conseiller régional [Quand ?]                                                                       |
| 20 mars 1977,   | 18 octobre 1992       | Jacques Legendre        | RPR                   | Professeur de lettres modernes Secrétaire d’État (1977 → 1981) Sénateur du Nord (1992 → 2017) Député du Nord (16e circ.) (1973 → 1981) Président de la CA de Cambrai (1992 → 2008) Démissionnaire pour cumul de mandats               |
| 18 octobre 1992 | 27 avril 2025 (décès) | François-Xavier Villain | DVD puis DLR puis UDI | Avocat Député du Nord (18e circ.) (2002 → 2017) Conseiller général de Cambrai-Ouest (1982 → 2002) Vice-président du Conseil général du Nord (1992 → 1995) Président de la CA de Cambrai (2008 → 2021) Réélu pour le mandat 2020-2026, |
| 12 mai 2025     | En cours              | Marie-Anne Delevallée   | DVD                   | Directrice d’établissement hôtelier Conseillère municipale de Cambrai (1983 → ) Première adjointe au maire (2002 → 2025) |

### Jumelages
| Cambrai est jumelée avec les villes de - Kamp-Lintfort (Allemagne) depuis 1970, - Châteauguay (Canada) depuis 1980, - Houma (États-Unis) depuis 1986 (ville de Louisiane), - Gravesham (Angleterre) depuis 1989, - Esztergom (Hongrie) depuis 1991. | \| \| |
| La ville de Kamp-Lintfort en Allemagne · La ville de Châteaugay au Québec (Canada) · La ville de Houma en Louisiane (États-Unis) · Le borough de Gravesham au Royaume-Uni · La ville d'Esztergom en Hongrie                                         |       |

Un accord de pré-jumelage avec la ville de Cieszyn en Pologne a été signé le vendredi 15 juillet 2011.

## Équipements et services publics

### Enseignement
Cambrai est le siège d'un bassin de formation divisé en trois circonscriptions (Cambrai-Nord, Cambrai-Sud et Cambrai-Le Cateau) et dépendant de l'Inspection académique du Nord et de l'Académie de Lille.

#### Établissements scolaires
La ville administre douze écoles maternelles et onze écoles élémentaires communales.
Le département gère quatre collèges : Jules-Ferry, Fénelon, Lamartine et Paul-Duez.
La région Nord-Pas-de-Calais gère quatre lycées : Fénelon, Paul-Duez et les lycées professionnels Louise-de-Bettignies et Louis-Blériot. Cambrai dispose également d'un établissement privé, l'ensemble Saint-Luc, regroupant trois anciens établissements privés fusionnés à la rentrée 2009 : collège Jeanne-d'Arc, Institution Notre-Dame-de-Grâce (collège et lycée d'enseignement général et technologique) et lycée professionnel La Sagesse.

#### Vie universitaire
Cambrai héberge deux antennes de l’université polytechnique des Hauts-de-France (UPHF) et de l’université de Lille.
L'antenne de l'UPHF prépare à onze diplômes, qui incluent des DUT, IUP, Master Pro, licences professionnelles (notamment « Actions culturelles et Promotion du Patrimoine » et « Métiers de l'archéologie ») et licences.
L'antenne de Lille prépare à l'obtention d'une licence « mention Droit » ou « mention Administration économique et sociale », ainsi que trois licences professionnelles : management des PME PMI, transport de marchandises, métiers de la sécurité.
Enfin, l'enseignement catholique, l'ensemble Saint-Luc de Cambrai, a constitué un pôle d'enseignement supérieur (Sup'Sagesse) allant de Bac+1 à Bac+5 : BTS opticien, BTS assurance, NRC, MUC, AG et AM, deux licences professionnelles (« Marketing Manager Opérationnel » et « Assurance Prévoyance et Gestion de Biens ») et enfin un Master Professionnel de « Stratégie et Management Entrepreneurial », ouvert entre autres aux créateurs d'entreprises.
Avec près de 500 étudiants en alternance, apprentissage ou voie scolaire, Sup'Sagesse constitue un véritable campus de centre-ville, intégrant un internat.
Les autres établissements d'enseignement supérieur à Cambrai sont l'École supérieure d'art de Cambrai et l'Institut de formation en soins infirmiers.

### Santé
La densité médicale est assez bonne à Cambrai si on la compare avec les moyennes régionale et nationale. Dans la communauté d'agglomération, on compte 2,04 médecins généralistes pour 1 000 habitants (région Nord-Pas-de-Calais et France métropolitaine 1,65) et 1,98 médecins spécialistes pour 1 000 habitants (région : 1,39, France métropolitaine : 1,74).
L'hôpital Saint-Julien, qui accueillait les pauvres et les malades, fut fondé en 1070. Il en subsiste aujourd'hui une chapelle qui jouxte le théâtre municipal. Au cours des siècles suivants, d'autres hôpitaux furent fondés : l’hôpital Saint-Lazare pour les lépreux, l’hôpital Saint-Jean, l’hôpital Saint-Jacques-au-Bois pour accueillir les pèlerins, l’hospice général de la Charité fondé en 1752 pour accueillir les vieillards, les mendiants et les marginaux.
Après la Seconde Guerre mondiale, on envisagea de construire un hôpital moderne.
Le Centre hospitalier de Cambrai possède une capacité d'accueil de 770 lits et 108 places. Il emploie un personnel médical de 150 agents et un personnel non médical de 1 200 agents. Trois structures annexes sont réservées au long et moyen séjour, à la maternité (1982) et à la psychiatrie (1983-1884). L'Institut de formation en soins infirmiers fut ouvert en 1967.
Les travaux de construction du site actuel commencèrent en 1959, l’installation des patients étant réalisée entre 1966 et 1968. En 2007 ont été entrepris des travaux de modernisation et d’agrandissement du Centre hospitalier.
Le palmarès 2010 des « hôpitaux les plus sûrs » place le Centre hospitalier de Cambrai au 11e rang national.
Les cliniques privées de Cambrai sont au nombre de trois : clinique Sainte-Marie, clinique Saint-Roch et clinique du Cambrésis.

### Justice, sécurité, secours et défense
Cambrai est pour une courte période le siège du Parlement de Flandres, de 1709 jusqu'à son transfert à Douai en 1713.
La ville est aujourd'hui dans le ressort de la cour d'appel de Douai. Elle est le siège d'un tribunal judiciaire dont le ressort se confond avec les limites de l'arrondissement et d'un conseil de prud'hommes. Ces juridictions sont installées depuis 1992 dans le château de Selles restauré. Avec la réforme de la carte judiciaire lancée en 2007, la ville a perdu son tribunal de commerce et est rattachée à celui de Douai.

## Population et société

### Démographie

#### Évolution démographique
L'évolution du nombre d'habitants est connue à travers les recensements de la population effectués dans la commune depuis 1793. Pour les communes de plus de 10 000 habitants les recensements ont lieu chaque année à la suite d'une enquête par sondage auprès d'un échantillon d'adresses représentant 8 % de leurs logements, contrairement aux autres communes qui ont un recensement réel tous les cinq ans,.

En 2022, la commune comptait 31 568 habitants, en évolution de −3,37 % par rapport à 2016 (Nord : +0,51 %, France hors Mayotte : +2,11 %).
| 1793   | 1800   | 1806   | 1821   | 1831   | 1836   | 1841   | 1846   | 1851   |
| ------ | ------ | ------ | ------ | ------ | ------ | ------ | ------ | ------ |
| 15 427 | 13 799 | 15 608 | 15 851 | 17 646 | 17 846 | 20 141 | 20 648 | 21 344 |

| 1856   | 1861   | 1866   | 1872   | 1876   | 1881   | 1886   | 1891   | 1896   |
| ------ | ------ | ------ | ------ | ------ | ------ | ------ | ------ | ------ |
| 21 405 | 22 557 | 22 207 | 22 897 | 22 079 | 23 448 | 23 881 | 24 122 | 25 250 |

| 1901   | 1906   | 1911   | 1921   | 1926   | 1931   | 1936   | 1946   | 1954   |
| ------ | ------ | ------ | ------ | ------ | ------ | ------ | ------ | ------ |
| 26 586 | 27 832 | 28 077 | 26 023 | 29 193 | 28 542 | 29 655 | 26 129 | 29 567 |

| 1962   | 1968   | 1975   | 1982   | 1990   | 1999   | 2006   | 2011   | 2016   |
| ------ | ------ | ------ | ------ | ------ | ------ | ------ | ------ | ------ |
| 32 897 | 37 532 | 39 049 | 35 272 | 33 092 | 33 738 | 32 594 | 32 770 | 32 668 |

| 2021   | 2022   | - | - | - | - | - | - | - |
| ------ | ------ | - | - | - | - | - | - | - |
| 31 425 | 31 568 | - | - | - | - | - | - | - |

L'unité urbaine de Cambrai comptait 47 138 habitants en 2009, et l'aire urbaine 65 986 habitants. Dans d'autres régions moins peuplées, Cambrai serait une ville importante, mais dans le Nord-Pas-de-Calais, densément peuplé et urbanisé, la ville et son agglomération viennent loin derrière Lille (1 143 125 habitants), Douai-Lens (552 682), Valenciennes (399 677), Dunkerque (265 974) ou Maubeuge (125 000) et à égalité avec Armentières (58 706).
La population de Cambrai a peu augmenté au fil des siècles : estimée à 10 000 âmes au XVe siècle, elle n'est, selon un Mémoire d'intendant qui la décrit comme « fort diminuée », que de 12 000 en 1698. À la fin de la Révolution, en 1801, elle n'est encore que de 15 000 habitants environ.
Elle augmente lentement mais régulièrement au long du XIXe siècle avec un fléchissement net au début du XXe siècle : la natalité, comme partout ailleurs en France, est en baisse. En même temps, la mortalité infantile reste élevée (20,3 % en 1900, 10,2 % à la veille de la guerre), ce qui explique la faible croissance naturelle.
L'accroissement de la population reprend à un rythme soutenu entre la fin de la Seconde Guerre mondiale et le début des années 1970 (les Trente Glorieuses), grâce à l'accroissement naturel (baby-boom et forte régression de la mortalité infantile) et à l'exode rural, qui vide lentement les villages du Cambrésis de leur population au profit (partiel) de la ville de Cambrai. Ce dynamisme montre cependant des signes d'essoufflement dès 1968 : en effet la progression des emplois (+ 27,5 % de 1952 à 1975) n'a pas suivi celle de la population (+ 44,2 %).
La courbe s'inverse brutalement à partir du premier choc pétrolier de 1973. La population de la ville diminue fortement à partir du recensement de 1975, le solde migratoire largement positif des années 1960 devenant négatif, tandis que le solde naturel, qui reste positif, a tendance à se réduire. Nombre d'activités traditionnelles ont disparu (chocolaterie, brasserie, chicorée, tissages, métallurgie…), représentant plusieurs milliers d'emplois.
| Période                                          | 1968-1975 | 1975-1982 | 1982-1990 | 1990-1999 | 1999-2007 |
| ------------------------------------------------ | --------- | --------- | --------- | --------- | --------- |
| Variation annuelle moyenne de la population en % | +0,5      | −1,4      | −0,8      | +0,2      | −0,5      |
| due au solde naturel                             | +1,1      | +0,7      | +0,5      | +0,4      | +0,3      |
| due au solde migratoire                          | −0,6      | −2,1      | −1,3      | −0,2      | −0,8      |

#### Pyramide des âges
La population de la commune est relativement jeune.
En 2018, le taux de personnes d'un âge inférieur à 30 ans s'élève à 36,5 %, soit en dessous de la moyenne départementale (39,5 %). À l'inverse, le taux de personnes d'âge supérieur à 60 ans est de 28,1 % la même année, alors qu'il est de 22,5 % au niveau départemental.
En 2018, la commune comptait 15 148 hommes pour 17 353 femmes, soit un taux de 53,39 % de femmes, légèrement supérieur au taux départemental (51,77 %).
Les pyramides des âges de la commune et du département s'établissent comme suit.
| Hommes | Classe d’âge | Femmes |
| ------ | ------------ | ------ |
| 0,6    | 90 ou +      | 2,4    |
| 7,4    | 75-89 ans    | 12,0   |
| 15,1   | 60-74 ans    | 18,1   |
| 19,3   | 45-59 ans    | 18,6   |
| 17,8   | 30-44 ans    | 15,5   |
| 21,6   | 15-29 ans    | 19,0   |
| 18,3   | 0-14 ans     | 14,4   |

| Hommes | Classe d’âge | Femmes |
| ------ | ------------ | ------ |
| 0,5    | 90 ou +      | 1,4    |
| 5,3    | 75-89 ans    | 8,1    |
| 14,8   | 60-74 ans    | 16,2   |
| 19,1   | 45-59 ans    | 18,4   |
| 19,5   | 30-44 ans    | 18,7   |
| 20,7   | 15-29 ans    | 19,1   |
| 20,2   | 0-14 ans     | 18     |

#### Répartition de la population
La répartition de la population de Cambrai (population active de 15 ans ou plus ayant un emploi) par catégorie socioprofessionnelle montrait en 2007 une sous-représentation des « cadres et professions intellectuelles supérieures » (11,15 %) par rapport à la moyenne française (15,82 %) et inversement des proportions légèrement plus fortes des « ouvriers » (25,47 % contre 23,08 %), des « employés » (31,37 % contre 28,40 %) et des « professions intermédiaires » (26,41 % contre 24,76 %). Le pourcentage d'agriculteurs est naturellement faible à Cambrai (0,42 %).
La répartition de la population de plus de 15 ans non scolarisée par niveau d'études montrait en 2007 des taux comparables à ceux de la France métropolitaine pour les niveaux III et IV (baccalauréat ou bac + 2 années d'études), mais un retard sur la moyenne française, et même sur la région, en ce qui concerne les études supérieures (niveaux I et II).
| Niveau                            | Niveau            | Cambrai | Nord Pas-de-Calais | France |
| --------------------------------- | ----------------- | ------- | ------------------ | ------ |
| Pas de scolarité ou aucun diplôme | (niveau VI)       | 20,09   | 21,46              | 19,06  |
| CEP                               | (niveau VI)       | 14,46   | 13,81              | 12,0   |
| BEPC                              | (niveau VI)       | 7,83    | 6,90               | 6,48   |
| CAP ou BEP                        | (niveau V)        | 22,50   | 24,71              | 23,99  |
| Bac ou BP                         | (niveau IV)       | 15,11   | 14,37              | 15,35  |
| Bac + 2                           | (niveau III)      | 11,87   | 10,17              | 11,14  |
| Supérieur                         | (niveaux I et II) | 8,14    | 8,59               | 11,99  |

### Manifestations culturelles et festivités
Plusieurs artistes internationaux dont The Who ou encore Genesis se sont produits à Cambrai. Genesis se produit aux Palais des Grottes le 26 février 1975 pour sa dernière tournée avec Peter Gabriel.
Le groupe revient l'année suivante, laissant la place de chanteur à leur batteur, Phil Collins.
Le 15 août est la fête communale de Cambrai et un des temps forts de la vie populaire locale. Cette grande fête foraine (ou « ducasse ») se prolonge pendant une dizaine de jours sur la place de l'Hôtel de ville. La journée du 15 août est ponctuée du traditionnel défilé des géants Martin et Martine, symboles de la cité, et d'un feu d'artifice. Cette fête, à l'origine une procession qui avait lieu le lendemain de la Trinité, remonterait à 1220. Elle fut agrémentée au fil du temps de banquets, de cavalcades et d'un feu d'artifice et était considérée comme une des sept merveilles du Cambrésis. Au long des siècles la fête a changé, reflétant les préoccupations des contemporains : après le rattachement à la France, elle est célébrée le 15 août, fête de l'Assomption, pour répondre au vœu de Louis XIII de consacrer le royaume à la Vierge ; en 1790, on célèbre la Déclaration des droits de l'Homme et la fête de la Fédération ; en 1802, avec la signature du concordat, l'image de Notre-Dame de Grâce est à nouveau portée en procession, renforcée du buste de Fénelon. Sous l'Empire on célèbre sa majesté impériale Napoléon Ier. Au XIXe siècle enfin, les intérêts se tournent davantage vers la vie locale, les progrès des sciences et de l'industrie.
Musicalement, la ville de Cambrai reçoit deux festivals. Le festival de musique classique Juventus. L'association Juventus repère de jeunes solistes européens talentueux. Ils sont nommés, s'ils l'acceptent, « Lauréats Juventus » lors de leur première participation à un festival Juventus. Chaque été les anciens et les nouveaux lauréats se réunissent pendant une quinzaine de jours dans le cadre du festival pour préparer des concerts de musique de chambre dans des conditions exceptionnelles. Juventus, créé en 1991 à la Saline royale d'Arc-et-Senans, s'est fixé à Cambrai en 1998 avec l'aide du conseil général du département. BetiZFest est un festival de musiques alternatives organisé depuis 2003. Il est organisé durant le mois d'avril. Les Féodales sont un spectacle de rue représentant le Moyen Âge. La dernière édition a eu lieu en 2008.
L'hôtel de ville de Cambrai est le siège national du Syndicat d'élevage de la race chevaline « trait du Nord ». Le concours national de trait du Nord est traditionnellement organisé le dernier week-end du mois de juillet au palais des Grottes. Rassemblant l'élite de la race, il s'achève le dimanche après-midi sur la place de l’hôtel de Ville par un grand défilé, plus importante présentation festive en France d’une race de chevaux de trait.

### Sports et loisirs

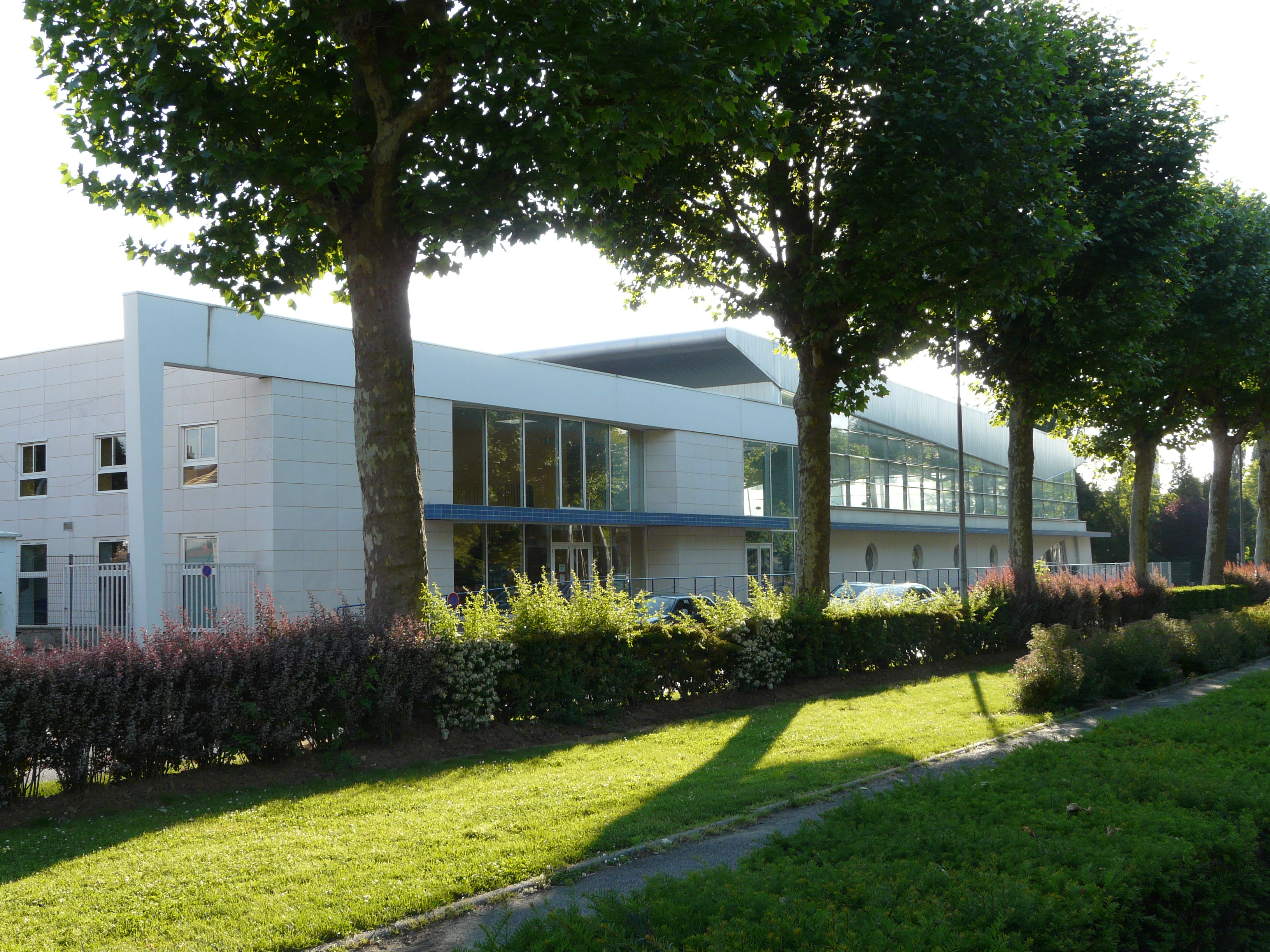
Le stade nautique « Liberté »

#### Équipes sportives
Cambrai compte plus de cent clubs ou associations sportives, dont le Cambrai Hockey Club qui évolue en championnat de France féminin de hockey sur gazon ainsi que l'équipe du Cambrai Volley Élan du Cambrésis qui évolue en Ligue pro B (2e division nationale) et qui est le seul club professionnel du Cambrésis.
Les installations incluent six gymnases, deux piscines, dont le stade nautique « Liberté » reconstruit et rouvert en 2008, l'Arsenal de Balagny, construit entre 1581 et 1595, abandonné par l'armée en 1967 et réhabilité en salle de gymnastique, une base de loisirs, un stade de hockey, un stade de rugby et de nombreux terrains de football, dont le stade de la Liberté, siège de l'Athlétic Club cambrésien
Le jeu de billon est pratiqué traditionnellement dans les régions de Cambrai et Douai.[réf. nécessaire]
Cambrai a été ville de départ de la quatrième étape du Tour de France 2004 et à nouveau ville de départ de la quatrième étape en juillet 2010. En 2015 Cambrai était ville d'arrivée de la quatrième étape du tour de France.
En 2010, le journal L'Équipe a classé Cambrai parmi les cinq villes de plus de 20 000 habitants les plus sportives de France, avec Lorient, Colmar, Antibes et Tarbes. Le prix spécial « sport et handicap » a été décerné à la ville pour son action en faveur de l'accès au sport des personnes handicapées.

### Médias
Le quotidien régional La Voix du Nord publie une édition locale. L'Observateur du Cambrésis est un hebdomadaire d'informations locales et d'annonces. Le journal municipal Le Cambrésien est distribué dans toutes les boîtes aux lettres de la ville.
Cambrai fait partie du territoire desservi par radio BLC, station de radio associative dont les programmes sont émis depuis Caudry. Les habitants de Cambrai reçoivent également, outre certaines stations de radio nationales, les programmes de France Bleu Nord, de Chérie FM Cambrai et de RFM Nord.
La ville est couverte par les programmes de France 3 Nord-Pas-de-Calais et les chaînes nationales de la TNT. Elle reçoit également la chaîne régionale Wéo. Oxygen TV est une web TV « 100 % Cambrésis » consacrée aux informations locales.

### Cultes
Les Cambrésiens disposent de lieux de culte catholique, protestant et musulman.
Cambrai est le siège d'un archevêché catholique, suffragant de celui de Lille depuis le 29 mars 2008. Jusqu'alors, c'était la situation inverse avec l'archidiocèse de Cambrai comme l'archevêché métropolitain et Lille et Arras comme ses suffragants. L'archidiocèse de Cambrai inclut les arrondissements de Cambrai, de Valenciennes et d'Avesnes-sur-Helpe. Le doyenné de Cambrai rassemble treize églises regroupées en deux paroisses : Notre-Dame de Grâce et Saint Vaast-Saint Géry.
La communauté baptiste dispose d'une église évangélique baptiste, avenue de Valenciennes, de même qu'il existe une paroisse de l'Église réformée de France, rue du Marché aux Poissons.
L'association culturelle et cultuelle marocaine de Cambrai gère la mosquée Al Mohssinine d'Escaudain.
Une salle du royaume des témoins de jehovah, rue de Bretagne.

## Économie
Cambrai est le siège de la Chambre de commerce et d'industrie du Cambrésis. En avril 2007, celle-ci décidait de fusionner avec la Chambre de commerce et d'industrie d'Arras, décision remise en question le 4 octobre 2007 par le ministère de tutelle des chambres de commerce et d'industrie.
En conséquence de la fermeture prévue en 2012 de la Base aérienne 103 de Cambrai-Épinoy, Cambrai et le Cambrésis sont classés à compter du 1er janvier 2010 et jusqu'au 31 décembre 2012 en zone franche « Zone de Restructuration Défense », ce qui permet des exonérations fiscales et sociales aux entreprises qui se créent, s'implantent ou se développent.

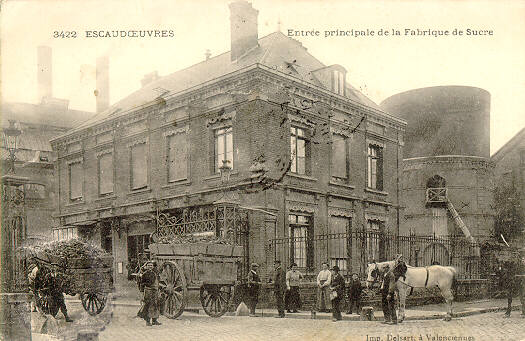
Exemple du développement de l'industrie agroalimentaire au XIXe siècle, la sucrerie d'Escaudœuvres, réputée la plus grande d'Europe

### Histoire économique
Dès le Moyen Âge, Cambrai est à la fois un marché agricole pour sa région, qui produit surtout des céréales et de la laine, et un centre de tissage (drap, guède, toile, lin, mollequin). Cette double vocation persistera longtemps. La draperie décline à la fin du XIIIe siècle mais elle est remplacée par la batiste et le chambray.  La batiste et le chambray, spécialité de la ville sont attribués à Jean-Baptiste Cambray, ont contribué à l’essor économique de Cambrai au XVIIe siècle grâce à leur production et leur exportation. Une statue intitulée Batiste, réalisée par l’artiste Alfred Bottiau en l’honneur de Jean-Baptiste Cambray, a été inaugurée en 1950 dans le jardin aux fleurs. Dernière œuvre de Bottiau, il livra la statue en mai 1950. Cette œuvre remplace le Batiste de Guerlain, détruit par les bombardements en mai 1944. Ces étoffes étaient vendues à grande échelle vers les Flandres, les Provinces-Unies, l’Angleterre, les Amériques, la Hollande et l’Espagne. En raison de cette importante activité commerciale, les autorités locales ont renforcé la surveillance des courtiers afin de réguler les prix, prévenir les fraudes et garantir la qualité des tissus. La renommée de la batiste a suscité une forte concurrence, notamment de la part de villes voisines telles que Douai, Saint-Quentin, Chauny et Valenciennes, certaines étant accusées d’avoir vendu de la batiste sous l’appellation chambray. La production fléchit à son tour au siècle suivant, mais en 1775 on compte encore 58 000 pièces de batiste marquées à Cambrai.
L'activité économique décline sous le Premier Empire en raison des guerres et du blocus britannique. Au XIXe siècle, le textile reste l'activité dominante de la ville, avec 2 546 ouvriers, hommes, femmes et enfants, en 1848. La batiste et le chambray fait l'essentiel du commerce cambrésien avec d'autres productions telles que le savon ou le sel de mer raffiné. Des industries agroalimentaires se développent : brasserie, chicorée ; la bêtise de Cambrai est inventée en 1850.
Au XIXe siècle, la ville s'industrialise peu, surtout si on la compare à ses voisines. Les édiles municipaux refusent souvent l'installation de nouvelles usines, au nom de l'insalubrité ou du manque d'espace. La Sucrerie Centrale de Cambrai est créée en 1872 par Jules Linard sur le territoire de la ville d'Escaudœuvres. Toutefois, selon le recensement de 1886 l'industrie fait vivre plus de 9 000 personnes, alors que l'agriculture n'en emploie plus que 2 000. La ville développe surtout sa fonction commerciale : au début du XXe siècle la succursale de la Banque de France de Cambrai occupe le 12e rang en France, avant Nice et Toulouse.
Après la Seconde Guerre mondiale, la reconstruction stimule l'industrie du bâtiment. Des entreprises nouvelles se créent à partir de 1950 : bonneterie, mécanique, menuiserie emploient plusieurs milliers de personnes, tandis que disparaissent des fabrications traditionnelles : chicorée, chocolat, brasserie et tissages. La crise économique, à partir des années 1970, dégrade sérieusement la situation de l'emploi.

### Entreprises et commerces
Les zones et parcs d'activité de l'agglomération sont au nombre de quatre :
- la zone industrielle de Cantimpré, au sud-ouest de la ville ;
- le parc Actipôle, en bordure de l'autoroute A2 à deux kilomètres à l'ouest de Cambrai, offre une surface totale de 97 ha. Complètement occupé, il est en cours d'extension ;
- la zone d'activités de Fontaine-Notre-Dame, à un kilomètre de l'autoroute A26, offre une surface totale de 75 ha ;
- la zone d'activités de Cambrai-sud Proville, à un kilomètre au sud de Cambrai, sur la RN 44, en direction de Saint-Quentin, est consacrée aux surfaces commerciales sur une superficie de 40 ha.

L'économie cambrésienne s'appuie sur quatre piliers :
- L'agriculture qui occupe 1/3 du territoire de la commune ;
- l'industrie agroalimentaire, qui tient une place importante dans l'économie de la commune (confiserie, sucrerie, laiterie etc.) en raison d'une forte activité agricole (élevages et cultures céréalières intensifs) dans l'arrondissement (80 % de la superficie) ;
- la logistique, qui bénéficie de la situation de la commune de Cambrai au cœur du triangle Londres-Paris-Benelux et au croisement de deux autoroutes, tend à se concentrer dans la partie occidentale de l'agglomération. Ainsi la totalité des 97 ha de la zone d’activité « Actipôle Raillencourt » située à 2 km à l'ouest de Cambrai en bordure de l'autoroute A2 sont aujourd'hui utilisés, en partie par des entreprises de distribution, pour un millier d'emplois environ. Les extensions Actipôle 2 et 3 sont en cours de réalisation ou d'étude ;
- le textile, surtout présent dans le reste de l'arrondissement (Caudry, Villers-Outréaux…) est représenté à Cambrai par la confection et le linge de maison. La région de Cambrai est associée à celles de Calais et de l'agglomération lilloise au sein du pôle de compétitivité Up-Tex, spécialisé dans les produits textiles haute performance et à la customisation[138].

Le Centre hospitalier de Cambrai, la commune de Cambrai, Auchan, Les Papillons blancs, Cora, TANIS (Chimie, caoutchouc, plastiques), la Compagnie des Engrenages et Réducteurs Messiaen Durand (équipements mécaniques) et le service départemental incendie et secours sont, dans l'ordre, les huit principaux employeurs de l'agglomération, en 2008.

### Perspectives
La future liaison Seine-Escaut, dont la mise en service est prévue pour le second semestre 2027, est aujourd'hui l'un des éléments les plus prometteurs en matière de développement économique pour la ville et la région de Cambrai. La plate-forme d'activités multimodale de Marquion, à 10 km à l'ouest de Cambrai, devrait avoir pour vocation d’accueillir, sur 156 ha environ, des centres de logistique et de distribution européens et des industries de l’agro-alimentaire.

### Revenus de la population et fiscalité
En 2009, le revenu fiscal médian par ménage était de 15 302 €, ce qui place Cambrai au 25 917e rang parmi les 31 604 communes de plus de 50 ménages en métropole.
En 2008, 263 foyers fiscaux cambrésiens s'acquittaient de l'impôt de solidarité sur la fortune pour un patrimoine moyen déclaré de 1,665 million d'euros et un montant moyen de l'impôt de 5 017 euros.

### Emploi
Selon les résultats du recensement de 2006, la population active de 15 ans et plus de la commune comptait 14 597 personnes, dont 18,4 % étaient chômeurs (France : 11,5 %) et 81,6 % avaient un emploi (France : 88,5 %). Parmi les chômeurs, les plus touchés étaient les « moins de 20 ans » (44,39 %) et les « 20 à 24 ans » (31,81 %).
La répartition des emplois par secteurs d'activité fait apparaître le poids prédominant (plus de 80 %) du secteur tertiaire. Cette répartition reflète le rôle de centre administratif et commercial que joue la commune pour les campagnes environnantes.
| Domaine           | Agriculture | Industrie | Construction | Commerce | Services |
| ----------------- | ----------- | --------- | ------------ | -------- | -------- |
| Cambrai           | 1,51 %      | 13,78 %   | 5,11 %       | 14,95 %  | 64,66 %  |
| Moyenne nationale | 3,48 %      | 15,40 %   | 6,45 %       | 13,32 %  | 61,40 %  |

La répartition des emplois par catégories socioprofessionnelles fait apparaître une sous-représentation des « cadres et professions intellectuelles », et des « agriculteurs », ainsi qu'une sur-représentation des « professions intermédiaires » et « employés ».
| Catgégorie        | Agriculteurs | Artisans, commerçants, chefs d'entreprise | Cadres, professions intellectuelles | Professions intermédiaires | Employés | Ouvriers |
| ----------------- | ------------ | ----------------------------------------- | ----------------------------------- | -------------------------- | -------- | -------- |
| Cambrai           | 0,2 %        | 4,6 %                                     | 11,6 %                              | 28,0 %                     | 34,3 %   | 21,4 %   |
| Moyenne nationale | 2,1 %        | 5,9 %                                     | 15,8 %                              | 24,8 %                     | 28,5 %   | 22,9 %   |

Les déplacements domicile-travail se font majoritairement en voiture (73,93 %, France 70,2 %) et on note le faible poids des transports en commun (4,57 % contre une moyenne de 13,53 % en France).

## Culture locale et patrimoine

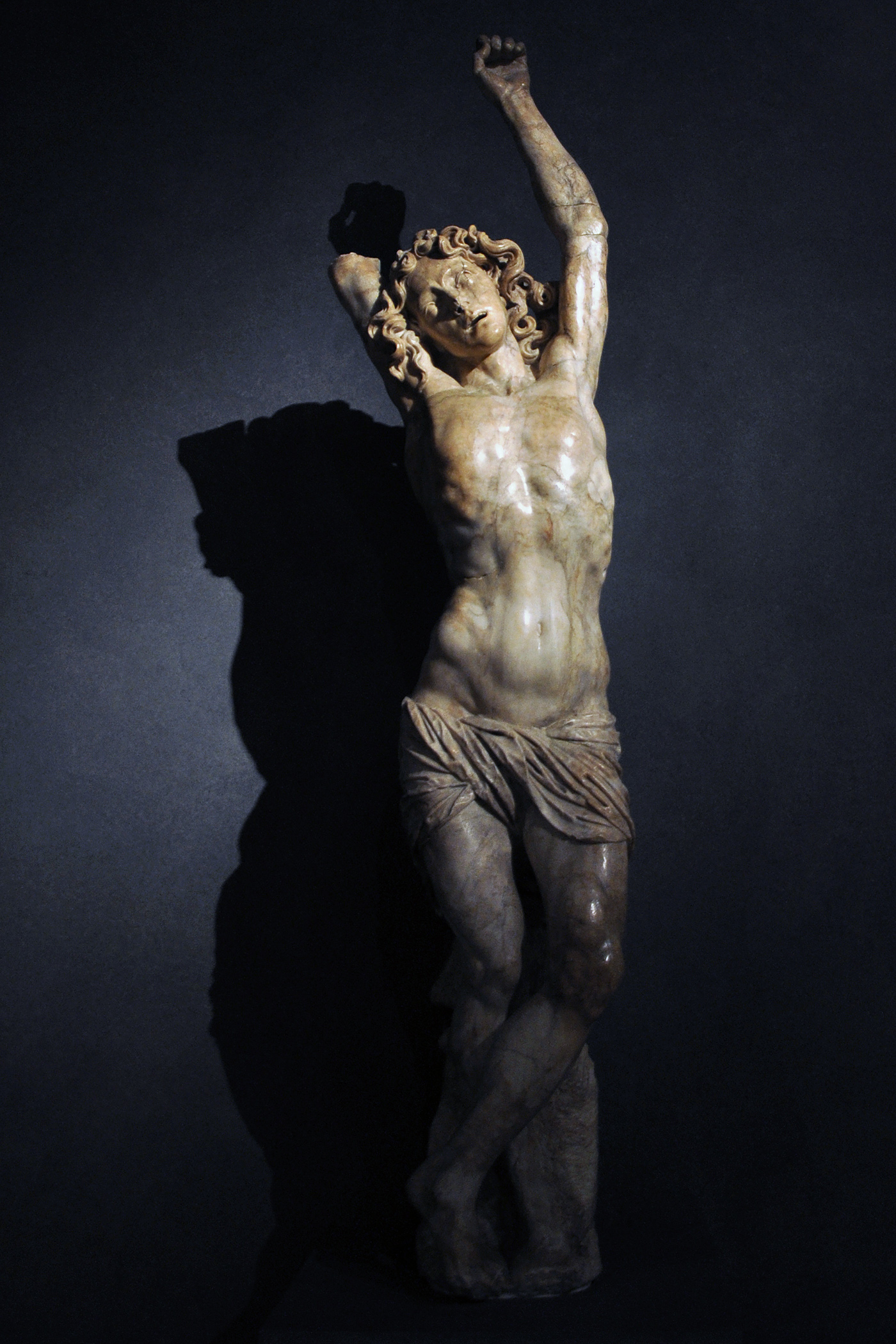
Saint Sébastien, vers 1600, statue d'albâtre provenant de l'ancienne cathédrale de Cambrai démolie à la Révolution, Musée de Cambrai.

Une grande partie du patrimoine monumental de Cambrai a disparu au cours des siècles. C'est d'abord Charles Quint qui, pour faire édifier une citadelle au Mont-des-Bœufs, ordonne en 1543 la destruction de l'abbaye Saint-Géry de style gothique. Pendant la Révolution française tous les édifices religieux de la ville sont vendus comme biens nationaux et détruits, dont l'ancienne cathédrale. Seules quatre églises, transformées en grenier, en hôpital, en Temple de la Raison ou en prison, sont épargnées. Le démantèlement des fortifications, à partir de 1894, entraîne la disparition de nombreuses portes. Quelques-unes sont conservées grâce aux interventions de la société d'Émulation de la ville.
La Première Guerre mondiale est à nouveau responsable de destructions très importantes, l'armée allemande minant et incendiant le centre de la ville avant de faire retraite en septembre 1918 : au total 1 214 immeubles sont détruits, dont l'hôtel de ville reconstruit en style néoclassique avant la Révolution par les architectes Denis Antoine et Nicolas-Henri Jardin. Enfin à la fin de la Seconde Guerre mondiale, en avril 1944, puis encore en mai, en juillet et jusqu'au 11 août, Cambrai subit des bombardements alliés : au total 55 % des immeubles sont sinistrés et 13 % entièrement détruits.
Malgré ces destructions considérables la ville garde un patrimoine monumental important. Première commune du département du Nord à obtenir ce prestigieux label, Cambrai est classée Ville d'Art et d'Histoire depuis 1992.

### Lieux et monuments

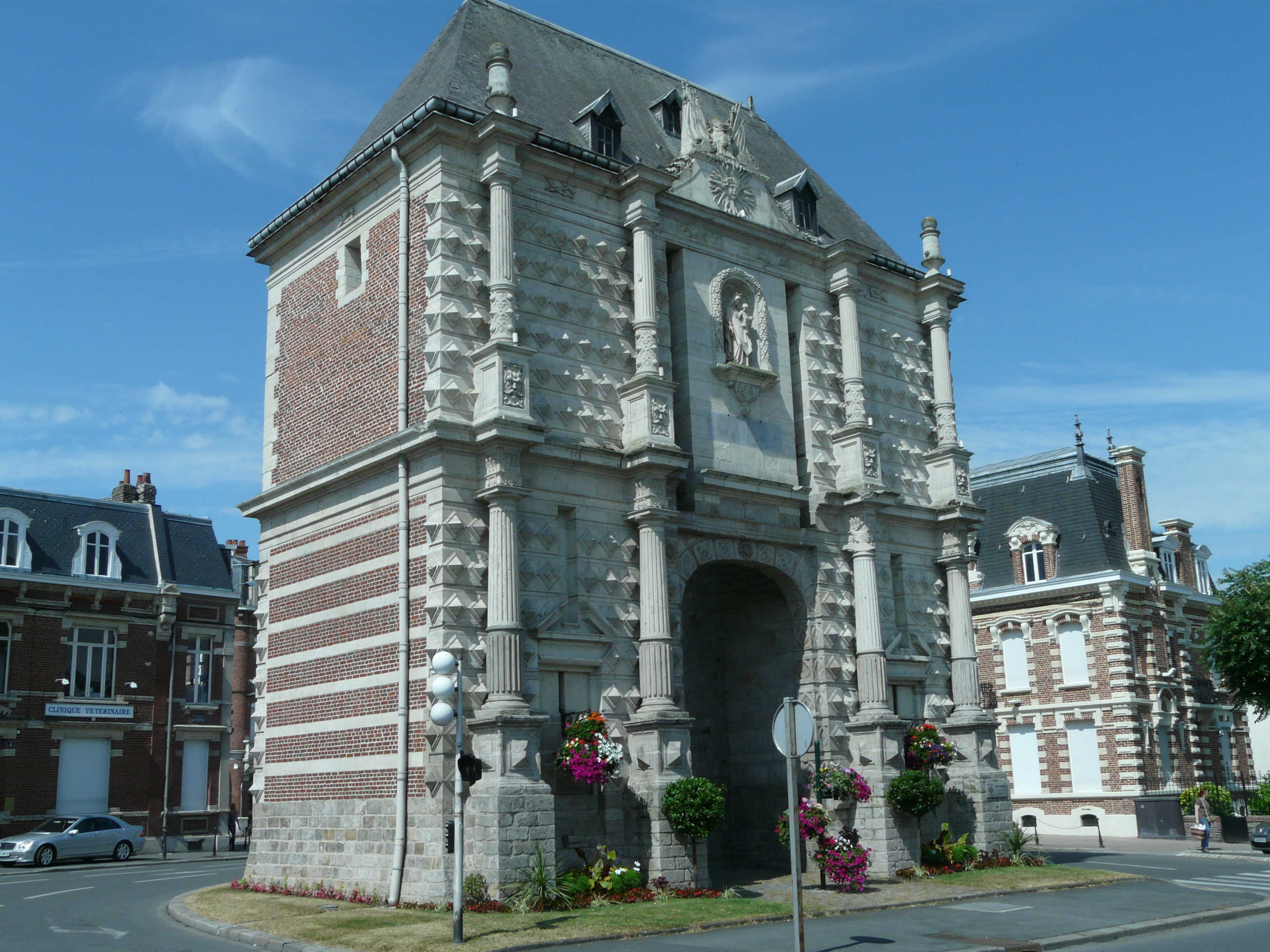
La porte Notre-Dame (1634)

#### Fortifications
Malgré son démantèlement au XIXe siècle, la citadelle de Charles Quint conserve les galeries de contre-mine aujourd'hui ensevelies ; la porte Royale et son pont-levis, classée à l'inventaire des monuments historiques le 14 avril 1932, flanquée à l'arrière de deux corps de garde et un arsenal du XVIe siècle. Parmi les aménagements postérieurs, un magasin à poudre, des logements pour officiers et une caserne « à l'épreuve des bombes » du XIXe siècle sont également remarquables.
Le château de Selles, ancien château fort, bâti au XIe siècle, autrefois isolé par les eaux de l'Escaut a conservé ses tours et ses murailles et surtout des gaines enterrées dont les nombreux graffiti témoignent du désespoir des prisonniers enfermés sur ordre du comte-évêque.
Les portes de Paris (fin XIVe siècle), Notre Dame (XVIIe siècle) et les tours des Sottes (ou Saint-Fiacre), du Caudron (1re moitié du XVe siècle) et des Arquets (XVIe siècle) sont les vestiges des remparts médiévaux.

#### Beffroi et hôtel de ville

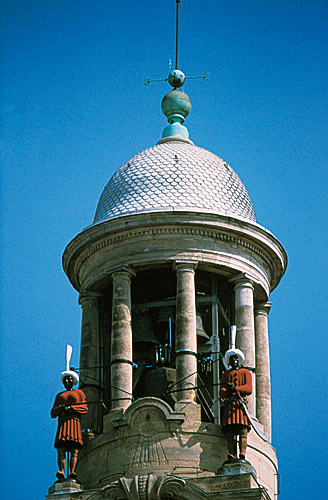
Le carillon de l'hôtel de ville

Autrefois clocher de l'église Saint-Martin, rue du Beffroi, le beffroi actuel,  construit au XVe siècle obtient la fonction de beffroi de Cambrai en 1550. Classé à l'inventaire des monuments historiques le 15 juillet 1965, ce bâtiment a été inscrit par l'UNESCO, au sein d'un groupe de 23 beffrois du Nord de la France, comme extension des 30 beffrois belges inscrits en 1999 sous le nom de « Beffrois de Flandre et de Wallonie ».
L'hôtel de ville, entièrement restauré en 1932, s'ouvre sur la Grand'Place par une majestueuse façade de style grec, surmontée d'un campanile où deux sonneurs de bronze, géants et de type maure, frappent les heures sur une grosse cloche au-dessus de la grande horloge : ce sont Martin et Martine, les protecteurs de la cité. La salle des mariages renferme une série de fresques et peut se visiter sur demande.

##### L'hôtel de Francqueville
L'hôtel de Francqueville (XVIIIe siècle) abrite les riches collections du Musée de Cambrai, considérablement agrandi et rénové en 1994. Le musée, avec ses collections qui permettent de découvrir l'histoire de Cambrai et son patrimoine (restes architecturaux de l'ancienne cathédrale, sculpture...) constitue le point de départ indispensable des visites guidées de la ville. L'hôtel de Francqueville est un exemple de ces hôtels particuliers cambrésiens conservés.

#### Maison espagnole
La « maison Espagnole », siège de l'Office de tourisme, dernière maison à pans de bois et à pignon sur rue de style régional, date de 1595. Les sculptures en chêne (chimères et cariatides) qui ornaient sa façade au XIXe siècle sont exposées au premier étage à l'intérieur après avoir subi une sérieuse restauration. On visite ses caves médiévales. Ce bâtiment a été classé à l'inventaire des monuments historiques le 31 août 1920.

#### Marché couvert

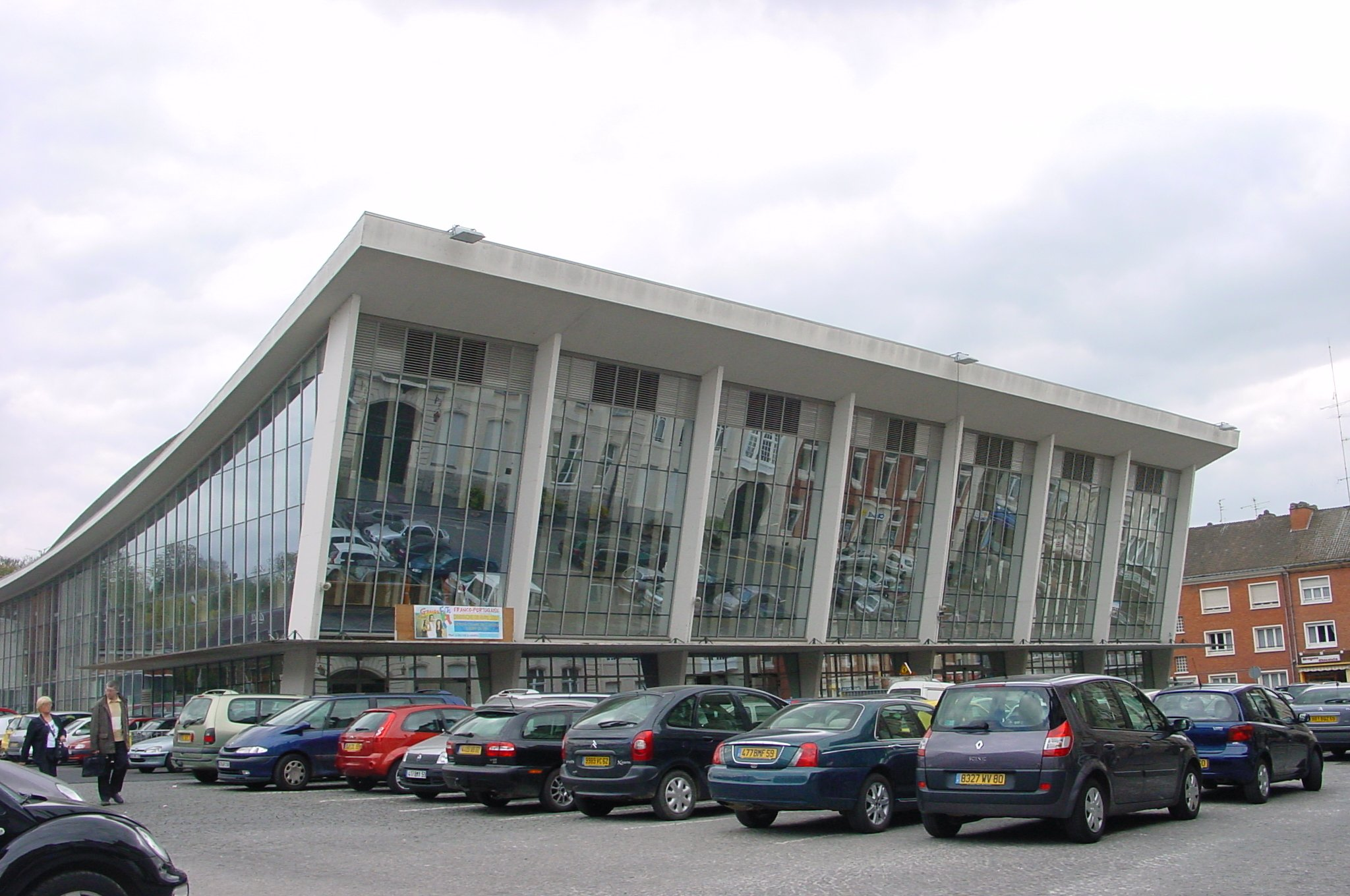
Le marché couvert

Le marché couvert, construit après la Seconde Guerre mondiale, abrite des halles animées les jours de marché.

#### Catiches
Les souterrains qui s'étendent sous le centre de la ville, comme dans d'autres villes médiévales, ont été explorés au milieu du XIXe siècle ainsi que vers la fin du XXe siècle. Taillés dans la craie blanche, ils comprennent des galeries, des salles voûtées romanes ou gothiques. On y trouve également des puits, des niches à statues. Ces excavations ont servi de carrières pour l'extraction de matériaux de construction ainsi que de pierre à chaux : les « catiches » sont des puits d'extraction en forme d'entonnoir renversé, profonds d'une quinzaine de mètres et larges à la base de 10 à 12 mètres. Ces souterrains ont servi également, jusqu'en 1944, de refuges et de caches lors des sièges, invasions ou bombardements. Leur datation est incertaine : il n'est pas impossible que certaines de ces excavations aient été creusées dès l'époque romaine, mais il est vraisemblable qu'elles se sont échelonnées sur une longue période, au gré des besoins. Des visites sont organisées par l'office de tourisme.

#### Cimetières militaires
Le cimetière militaire allemand de la route de Solesmes, le cimetière militaire russe et le Cambrai East Military Cemetery : le cimetière militaire de la route de Solesmes est créé par l'armée allemande en mars 1917. Occupée depuis 1914, Cambrai est alors un important centre de commandement, logistique et sanitaire pour l'occupant. Le cimetière est ouvert pour accueillir les corps des soldats morts dans les hôpitaux de la ville, notamment à l'issue de la bataille d'Arras (avril-mai 1917) et de la bataille de Cambrai (novembre-décembre 1917). Le cimetière compte aujourd'hui 10 685 tombes allemandes, ainsi que celles de 192 prisonniers de guerre russes et de 6 roumains. Deux espaces, formant le Cambrai East Military Cemetery, abritent les tombes de 501 soldats de l'armée impériale britannique.

### Musées de Cambrai

#### Musée des Beaux-Arts

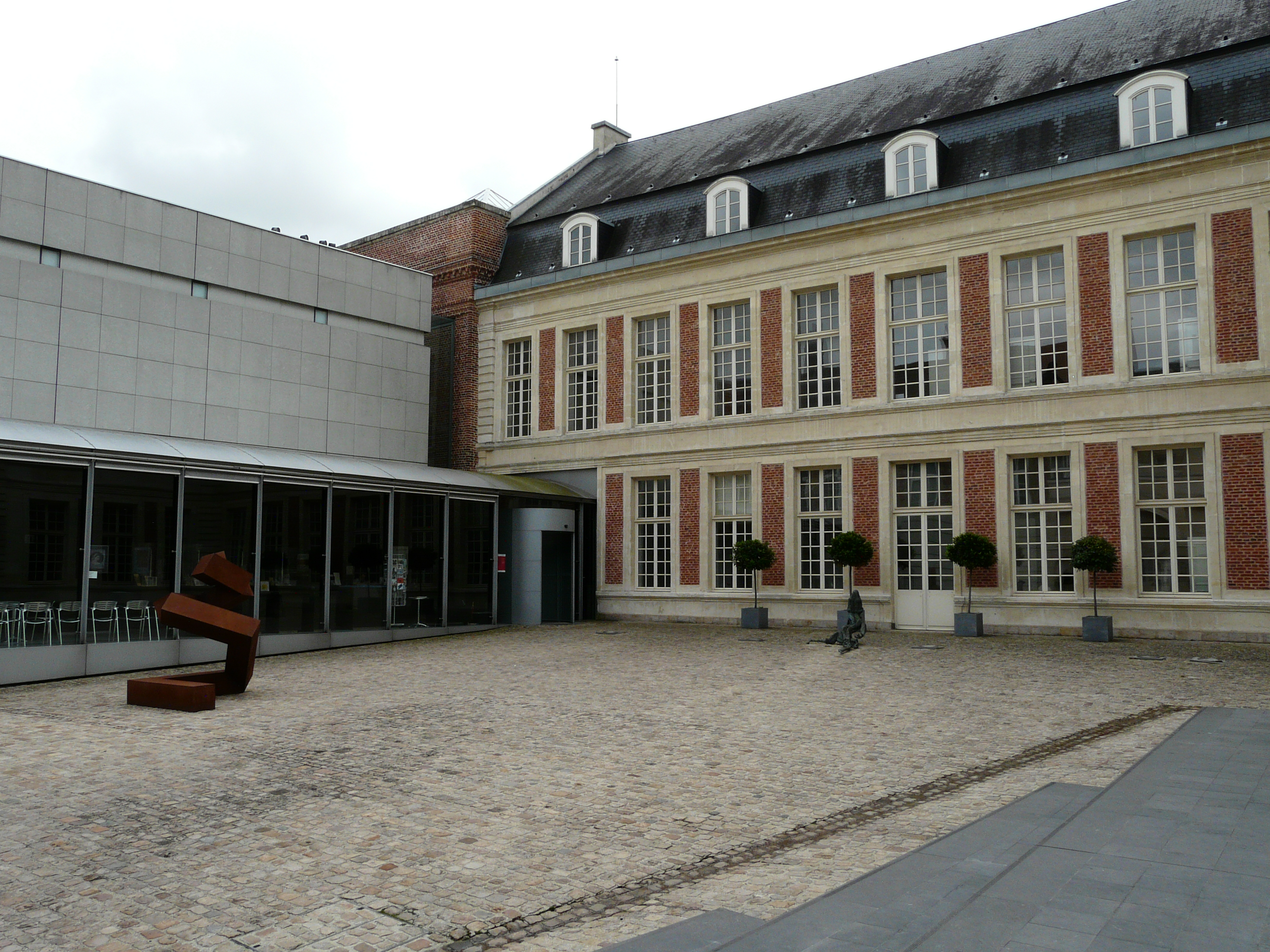
Musée de Cambrai - Cour de l'hôtel de Francqueville et aile moderne du Musée

Le musée des beaux-arts de Cambrai, ouvert en 1847 pour présenter les saisies révolutionnaires, est installé depuis 1893 dans un hôtel particulier du XVIIIe siècle, l'hôtel de Francqueville. Rénové en 1994, puis partiellement en 2018, il comporte trois départements (archéologie, arts plastiques et patrimoine de Cambrai) sur 4 300 m2, qui permettent de présenter tant l'histoire et le patrimoine de Cambrai qu'un parcours Beaux-arts. Il présente notamment des peintures flamandes et hollandaises du XVIIe siècle et des œuvres d'artistes français des XIXe et XXe siècles. Plusieurs donations importantes lui permet aussi de présenter une collection d'œuvres de l'Abstraction géométrique de la seconde moitié du XXe siècle.

#### Musée d'art sacré
Le musée diocésain d'art sacré existe toujours officiellement et conserve son label de « Musée de France », bien qu'il ait été fermé au public en 1975. Ce musée de statut privé est géré par le diocèse, qui recherche les moyens d'ouvrir à nouveau les collections au public. Celles-ci peuvent faire l'objet de prêts pour des expositions temporaires et comprennent des objets provenant des fouilles archéologiques de la ville de Cambrai, des éléments architecturaux, de la statuaire, des œuvres picturales, des pièces d’orfèvrerie et des ornements liturgiques. L'histoire de ce musée commence en 1926 quand Jean-Arthur Chollet, archevêque de Cambrai, instaure une commission d’histoire religieuse et d’art sacré ayant pour but d'inventorier et de conserver les archives et le patrimoine mobilier du diocèse. Le chanoine Cyrille Thelliez en devient secrétaire. En 1958, ayant rassemblé de nombreux objets religieux provenant du diocèse, il fonde le musée diocésain, premier musée d’art religieux ouvert en France, qu'il installe dans l’ancienne chapelle du Grand Séminaire.

### Institutions culturelles

#### Théâtre

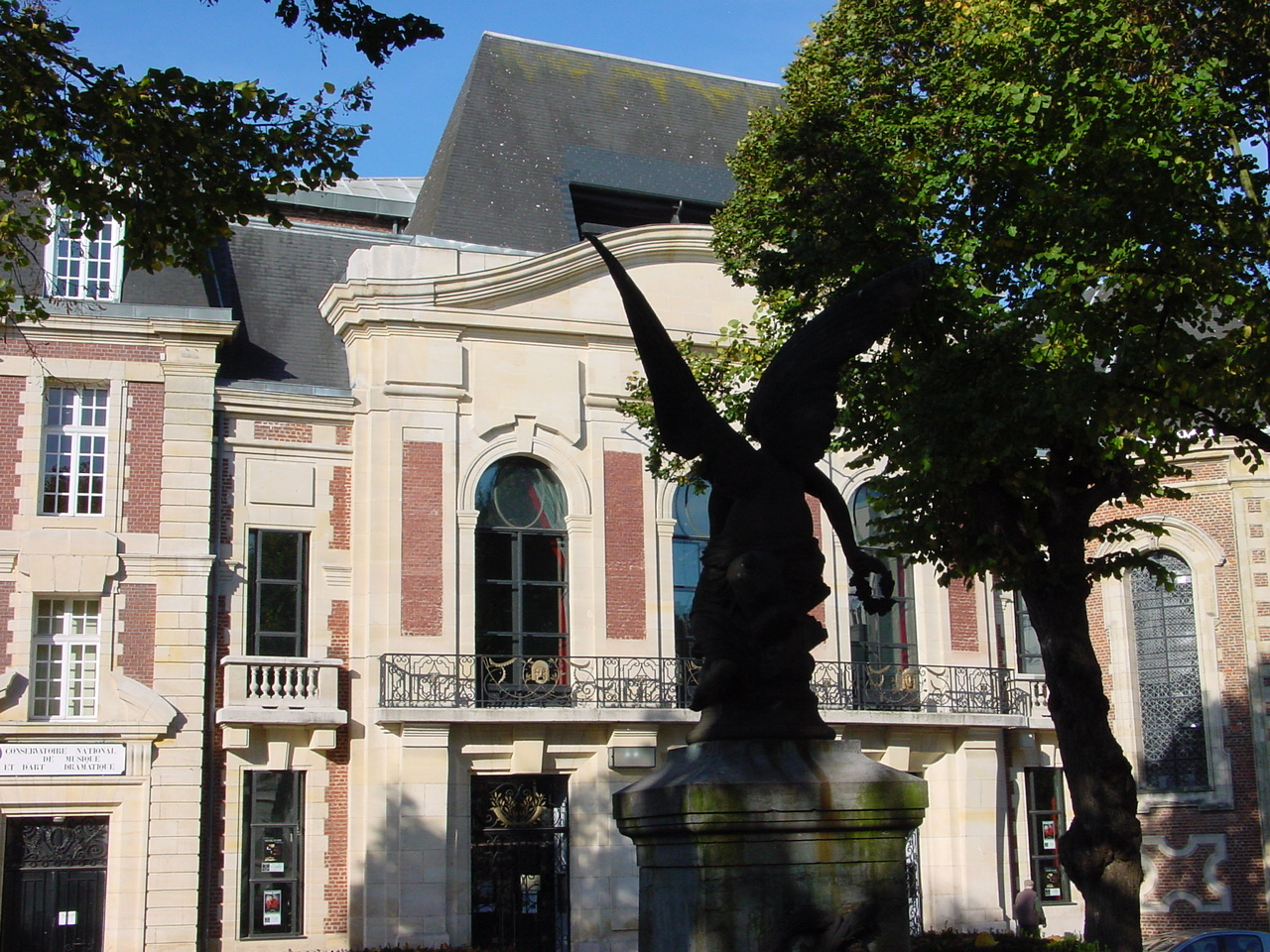
Le théâtre de Cambrai, entre le Conservatoire national de Musique et d'Art dramatique et la chapelle de l'ancien Hôpital Saint-Julien

Le théâtre de Cambrai, construit en 1924 par l'architecte Pierre Leprince-Ringuet sur l'emplacement d'une chapelle du XVIe siècle détruite pendant la Première Guerre mondiale, était abandonné depuis 25 ans lorsque sa réhabilitation fut entreprise en 1999. Le théâtre rénové fut inauguré en 2003. C'est un théâtre à l'italienne de 700 places qui accueille des spectacles divers, notamment ceux de l'association « Scènes mitoyennes » et du  festival de musique classique Juventus.
Le « Palais des grottes », situé dans le jardin public, est une vaste salle polyvalente d'une capacité de 1 500 personnes qui peut accueillir des concerts (dont le BetiZFest) ou des foires et expositions. Son toit remarquable pour sa forme de paraboloïde hyperbolique (ou « selle de cheval ») fut construit en 1974 selon des techniques alors avancées et témoigne d'une forme d'architecture du béton au XXe siècle.

#### Bibliothèque municipale / Médiathèque d'agglomération de Cambrai
La médiathèque a joué un rôle important dans l'histoire culturelle de la ville, particulièrement dans les années 1970 et 1980, en lien avec le cinéma des Archers. Bibliothèque classée, elle possède un fonds précieux et patrimonial très important, avec notamment 956 manuscrits, dont les plus anciens datent du VIIe siècle, et la plus grande collection d'incunables au nord de Paris. Propriété d'État gérée par la collectivité, ces documents proviennent essentiellement des bibliothèques religieuses d'Ancien régime, et sont devenus des biens publics à l'occasion des confiscations révolutionnaires. Ce fonds fut par la suite enrichi de dons, legs et achats. Dès 1975 elle a été l’un des premiers établissements - probablement le premier - à adopter l’appellation de « médiathèque ». Elle a été dirigée par plusieurs conservateurs : Michel Bouvy, Bénédicte Thérouanne et David-Jonathan Benrubi. Transférée à la Communauté d'agglomération de Cambrai en 2011, elle devient alors la MAC : la médiathèque d'agglo de Cambrai, qui amorce également un important projet de service, visant notamment à réduire le fossé entre humanités et culture scientifique. Cet établissement a définitivement fermé ses portes à l'hiver 2019, une partie de ses collections et services intégrant le Labo-Cambrai.

#### Le Labo - Cambrai
Établissement culturel et touristique ouvert au public le 23 juin 2019, le Labo innove dans le champ des politiques culturelles en intégrant quatre composantes ordinairement éloignées les unes des autres : la lecture publique, le patrimoine écrit, la culture scientifique, technique et industrielle, l'interprétation de l'architecture et du patrimoine. Héritier de ce que certains appellent "l'ancienne médiathèque", il intègre dans une même offre des services inédits : le CambraiScope, CIAP de Cambrai, le Studio des sciences (lieu d'expérimentation), l'Atelier numérique (lieu de formation), l'Escalier des images (lieu d'expérimentation de mapping vidéo), La Verrière (co-working), des offres accessibles à distance, etc. Le projet culturel et politique qui sous-tend cette réalisation a donné lieu à plusieurs publications., visant notamment à argumenter l'intégration dans une même offre de la lecture publique et de la CSTI. Le Labo s'est également mobilisé dans la numérisation de l'important patrimoine cambrésien, aboutissant à la création du site laborar (laborar.lelabocambrai.fr), avec le soutien de la Bibliothèque nationale de France (BnF).
Le bâtiment, implanté dans l'ancien Collège des jésuites de Cambrai, a été conçu par l'agence Avalone Architectes.

#### École nationale de musique et d'art dramatique
Cambrai dispose d'une école nationale de musique et d'art dramatique qui a obtenu le label de « Conservatoire à rayonnement départemental » en 2007.

### Édifices religieux

#### Cathédrale Notre-Dame de Grâce

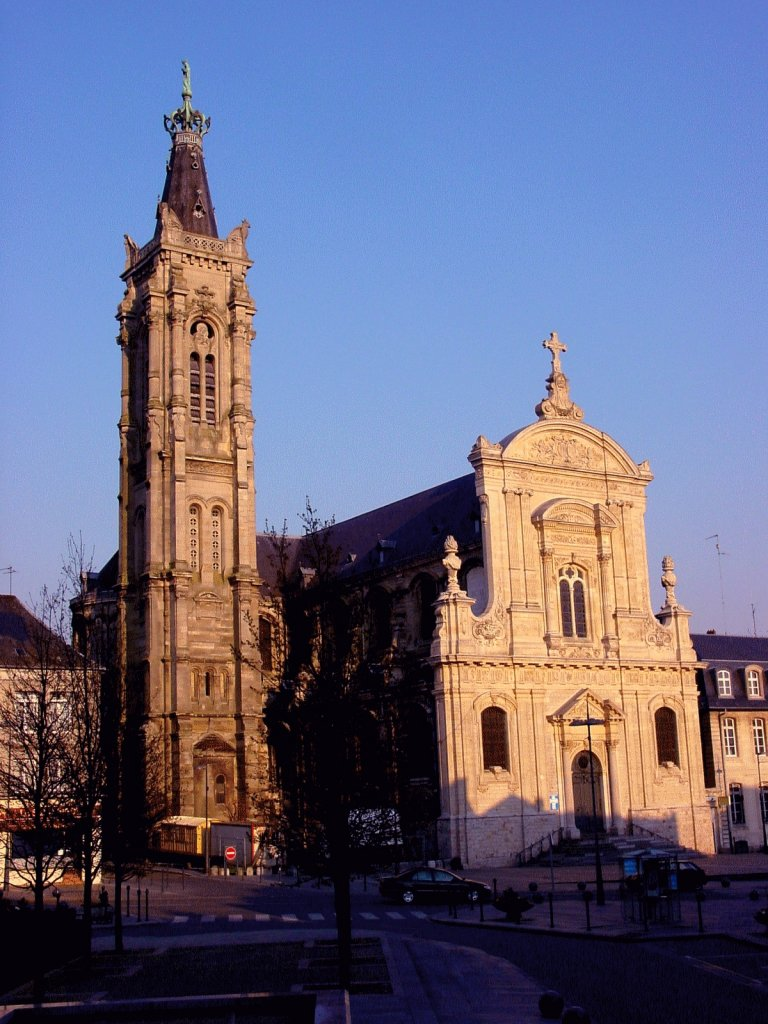
La cathédrale Notre-Dame

La cathédrale Notre-Dame de Grâce, avenue de la Victoire, achevée en 1703 dans le style classique de l'époque, a remplacé après la Révolution de 1789 l'admirable cathédrale gothique du XIIe siècle dont il ne reste aucune trace sur l'actuelle place Fénelon. L'abside renferme le tombeau monumental de Fénelon, chef-d'œuvre du sculpteur David d'Angers, et les croisillons du transept l'icône de Notre-Dame de Grâce ainsi que neuf grisailles réputées de Geeraerts d'Anvers. Les grandes orgues furent construites par la maison Pierre Schyven d'Ixelles en 1897. Après les épreuves de la guerre de 1914-1918, une importante restauration fut entreprise par le facteur d'orgue Auguste Convers qui porta l'instrument actuel à 49 jeux (3 670 tuyaux). Le bâtiment a été classé à l'inventaire des monuments historiques le 9 août 1906.

#### Chapelle du Grand Séminaire
La chapelle du Grand Séminaire, place Saint-Sépulcre, appelée plus couramment chapelle du « collège des Jésuites », achevée en 1692, est un exemple unique de l'art baroque en France au nord de Paris. Elle servit de prison au tribunal révolutionnaire voisin en 1794. Elle a été classée à l'inventaire des monuments historiques le 30 avril 1920.

#### Église Saint-Géry
L'église Saint-Géry, place François de Fénelon, classée monument historique depuis le 26 novembre 1919, est l'un des monuments les plus anciens de Cambrai. Elle renferme un remarquable jubé en marbre polychrome sculpté par le Cambrésien Gaspard Marsy ainsi qu'une Mise au tombeau de Rubens datant de 1616. Les grandes orgues construites en 1867 par Merklin ont fait l'objet d'une transformation importante en 1978. L'instrument actuel comporte 41 jeux. Cette église est l'objet d'une restauration de la façade et des toitures pour une période de quatre ans (2011-2015).

#### Autres édifices religieux
D'autres édifices sacrés de Cambrai sont également classés ou inscrits aux Monuments historiques:
- L'ancien couvent des Récollets, rue Jean Chollet, y est inscrit depuis le 2 mars 1943[170] ;
- le Béguinages Saint-Vaast et Saint-Nicolas, rue des Anglais classement par décret du 2 août 1949[171] ;
- Le Béguinages Notre-Dame, rue des Capucins, inscription par arrêté du 16 juillet 1984 ;

Parmi les églises de la ville, on peut également citer:
- l'église Saint-Druon, rue Crévecoeur, terminée en 1862 et lieu d'un pèlerinage des bergers ;
- l'église de l'Immaculée-Conception, avenue Victor Hugo, consacrée en 1878 ;
- l'église Saint-Louis, avenue Jules Ferry, consacrée en 1955.

Édifices religieux non classés:
- l'église Saint-Jean, avenue du Cateau ;
- l'église Saint-Joseph, route d'Arras ;
- l'église Saint-Martin, rue Gauthier ;
- l'église Saint-Roch, allée Saint-Roch réalisée par Pierre Pinsard ;
- La chapelle du lycée Saint-Luc, boulevard de la Liberté ;
- La chapelle Notre-Dame-du-Bon-Secours, rue Crévecoeur (Faubourg Saint-Druon) ;
- La chapelle Notre-Dame-du-Bon-Secours, rue du moulin d'Erre Morenchies ;
- La chapelle du Sacré-Cœur, rue du Grand Séminaire ;
- La chapelle Saint-Bernard dite chapelle Vaucelette, rue Vaucelette (ancienne abbaye) ;
- La chapelle Saint-Julien, rue du Temple ;
- La chapelle communauté de la Sagesse, rue de Noyon.

### Espaces verts

#### Jardin public

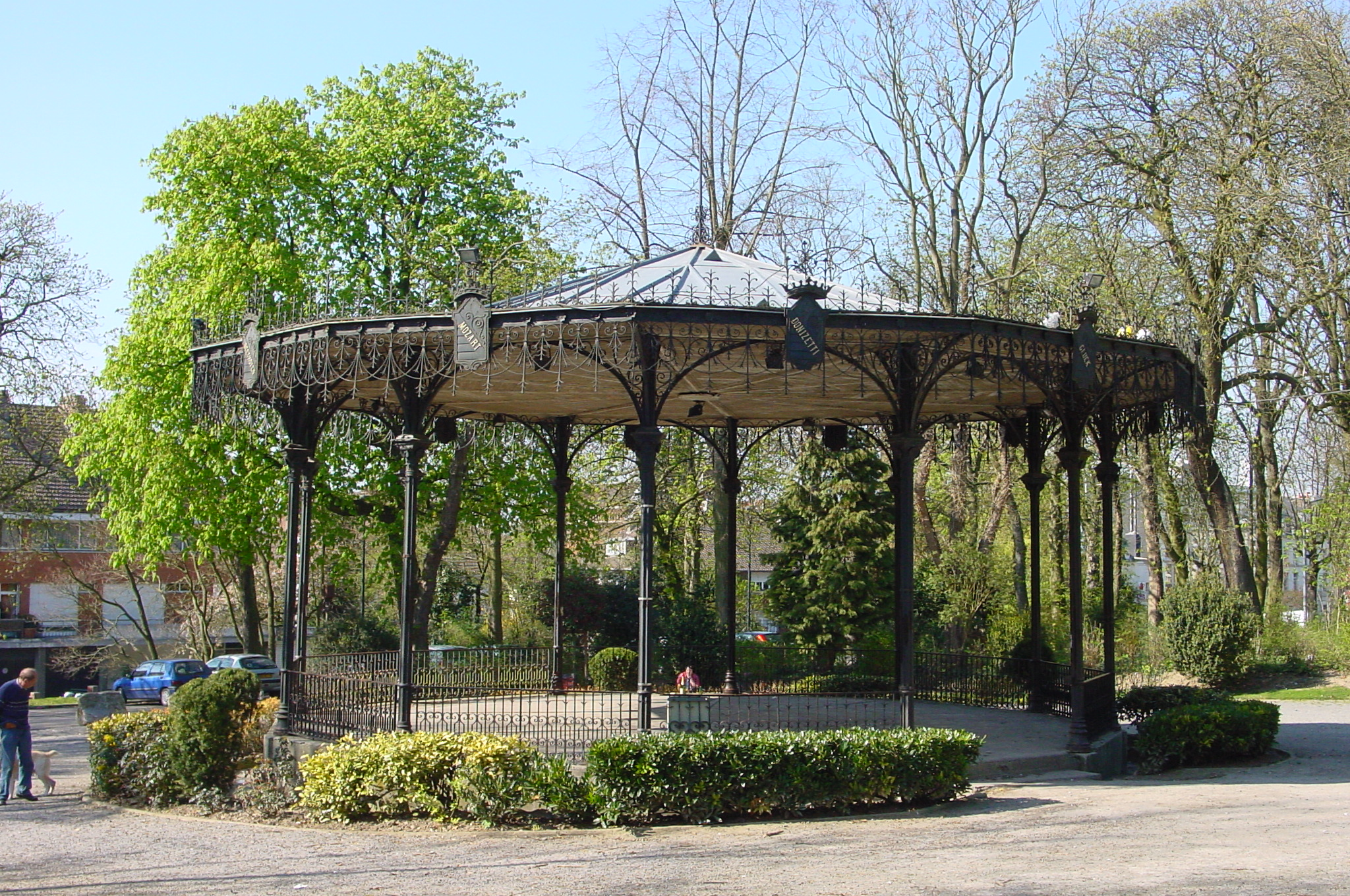
Le kiosque à musique est l'un des plus anciens de France.

Le jardin public actuel date du XIXe siècle, époque qui voyait dans la création d'espaces verts le moyen d'encourager l'hygiénisme et à laquelle furent de surcroît libérées les surfaces occupées par les fortifications. Ce jardin, divisé en trois parties distinctes mais contiguës, est installé sur l'emplacement des anciennes fortifications qui ceinturaient la citadelle construite sous Charles Quint :

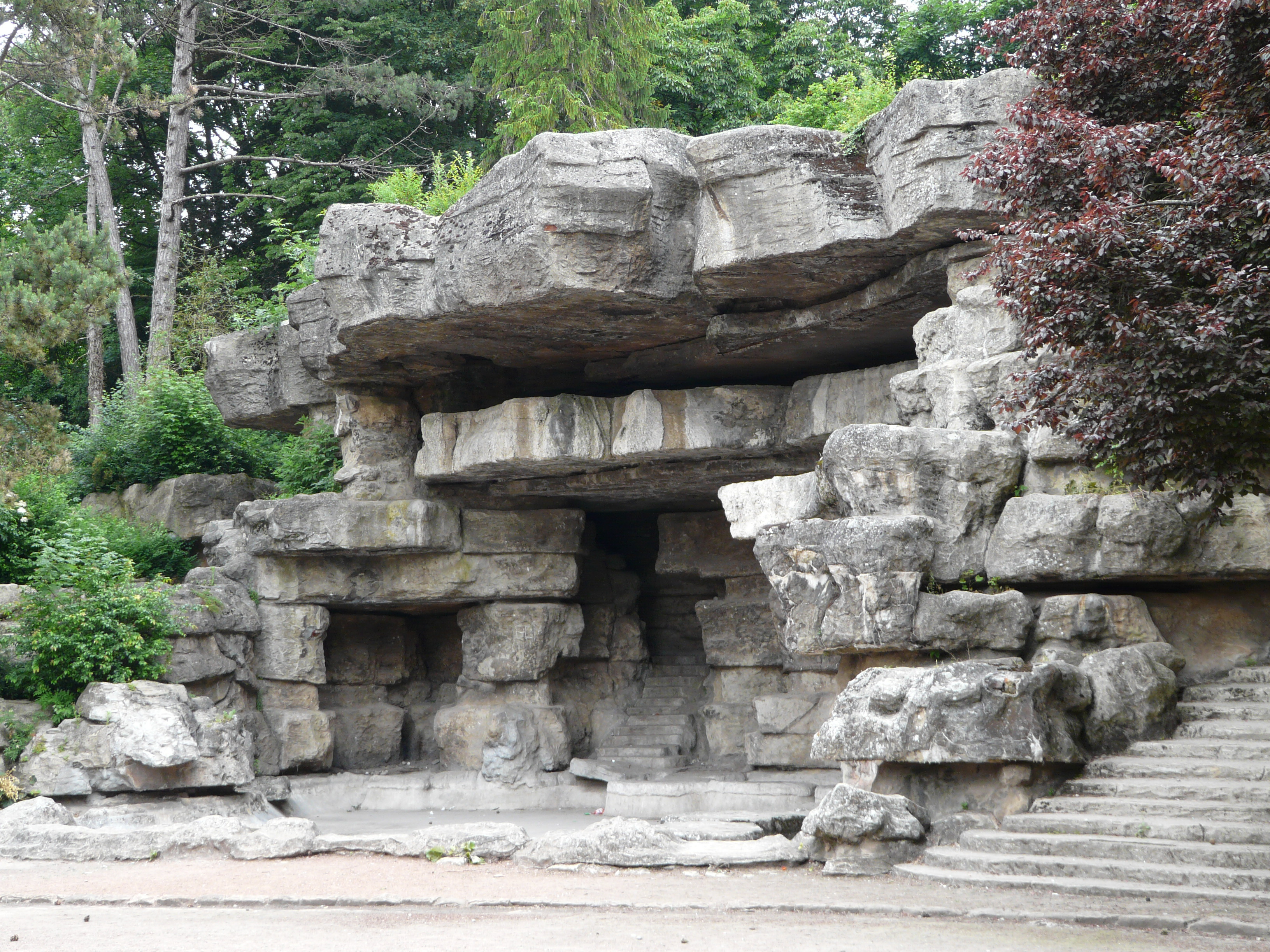
Les « grottes » du jardin public

- le « jardin aux fleurs », dessiné par le paysagiste Jean-Pierre Barillet-Deschamps, fut établi entre 1852 et 1865 sur 6 ha. Ce jardin était initialement le seul prévu, mais sur l'insistance du préfet de l'époque, il fut porté à 9 ha en 1864[a 12] ;
- le « jardin Monstrelet », dessiné « à l'anglaise », s'ajouta bientôt au précédent. Il est ainsi appelé parce qu'il abrite une statue d'Enguerrand de Monstrelet, chroniqueur du Moyen Âge qui fut prévôt de Cambrai. On y érigea, en 1867, le kiosque à musique actuel, construit sur les plans d'André de Baralle ;
- le « jardin des Grottes », aménagé au début du XIXe siècle, porta la superficie de l'ensemble à plus de 15 ha. Les « grottes », agrémentées d'une cascade, en étaient la principale attraction et donnèrent leur nom à cette partie du jardin. Elles furent achevées en 1906 et sont en 2010 en attente de réhabilitation.

Ces jardins, et notamment leurs statues, furent endommagés par les deux conflits mondiaux. En 1972 une salle moderne, baptisée « palais des Grottes » et accueillant des expositions, foires ou concerts, fut construite au milieu du jardin du même nom.

#### Squares
Quelques autres squares ou jardins complètent les espaces verts de Cambrai :
- le square Fénelon, établi en 1861 selon les plans de Barillet-Deschamps sur l'emplacement de l'ancienne métropole et agrémenté en 1864 d'un jet d'eau ;
- square de la place Marcelin Berthelot qui date de 1911 ; c
- square au pied des murs du Château de Selles, datant de la même année ;
- square de la tour des Arquets qui date de 1954[c 4].

Les avenues et boulevards plantés d'arbres et fleuris achèvent de faire de Cambrai une ville « verte ».
Cambrai bénéficie du label « ville fleurie » avec trois fleurs attribuées par le Conseil national des villes et villages fleuris de France au concours des villes et villages fleuris.

#### Coulée verte
Le rachat de terrains, par la municipalité, destinés à l'origine à l'installation du contournement sud-est de Cambrai, a permis d'aménager une coulée verte à travers les quartiers Saint-Druon et Martin-Martine. Ce passage de verdure en milieu urbain fait de cette coulée une véritable promenade d'agrément et renforce la protection de la faune et la flore (Plan d'action Trame Verte et Bleue). La coulée verte qui s'étale sur près de 3 kilomètres a ouvert dans son intégralité en 2016.

### Personnalités liées à la commune

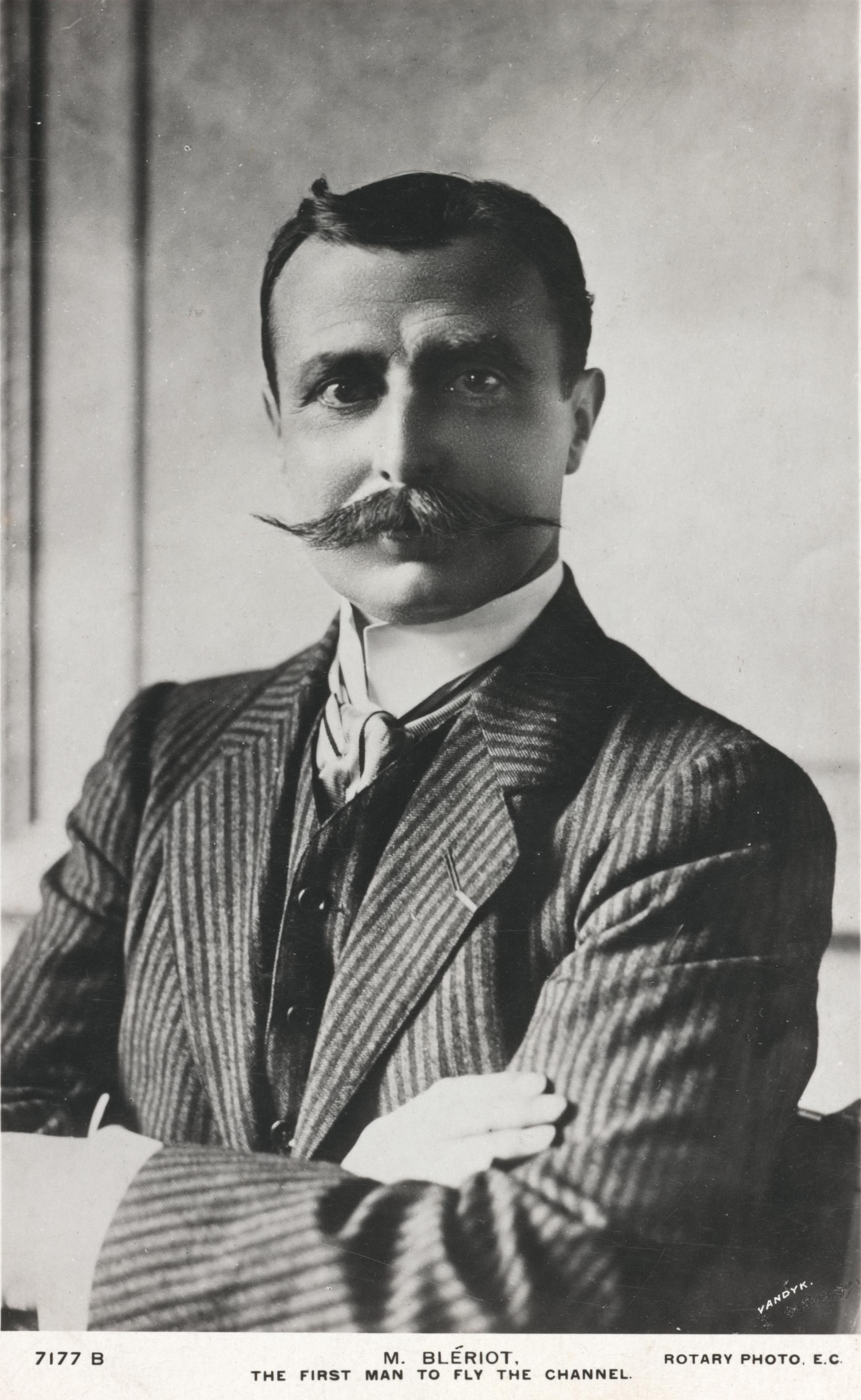
Louis Blériot

- Geoffroy de Cambrai (° 1050 – † 1107) - Né à Cambrai, poète satirique anglais
- Alard de Cambrai
- Roger de Wavrin († 1191) - Évêque de Cambrai, mort au siège de Saint-Jean d'Acre
- Villard de Honnecourt - Habitait Cambrai, architecte du XIIIe siècle
- Huon le Roi de Cambrai - Originaire de Cambrai, poète du XIIIe siècle
- Pierre d'Ailly (° 1351 – † 1420) - Évêque de Cambrai de 1397 à 1411
- Nicolas Grenon (° vers 1375 – † 1456) - Mort à Cambrai, compositeur
- Guillaume Dufay (° vers 1400 – † 1471) - Mort à Cambrai, compositeur
- Érasme (° 1469 – † 1536) - Nommé secrétaire de l'évêque de Cambrai en 1493
- Noé Faignient (° vers 1540 - † avant 1600) - Né à Cambrai (?), compositeur
- François Van der Burch (° vers 1567 – † 1644) - Nommé 7e archevêque de Cambrai en 1616
- François de Salignac de La Mothe-Fénelon (° 1651 – † 1715) - Nommé archevêque de Cambrai en 1695
- Guillaume Dubois (° vers 1656 – † 1723), connu sous le nom de cardinal Dubois - Nommé archevêque de Cambrai, il n'y mit jamais les pieds.
- Charles François Dumouriez (° 1739 – † 1823) - Né à Cambrai, militaire et homme politique
- Joseph Le Bon (° vers 1765 – † 1795) - Envoyé du Comité de salut public, fit régner la Terreur à Cambrai
- Jacques Édouard Quecq (° 1796 – † 1873) - Né à Cambrai, peintre
- Charles Cordier (° 1827 – † 1905) - Né à Cambrai, sculpteur
- Jules Gosselet (° 1832 – † 1916) - Né à Cambrai, géologue
- Henri Peinte (° 1845 – † 1912) - Né à Cambrai, sculpteur
- Élisa de Try (° 1846 – † 1922) - Née à Cambrai, violoncelliste
- Joseph Carlier (° 1849 – † 1927) - Né à Cambrai, sculpteur
- Auguste Dorchain (° 1857 – † 1930) - Né à Cambrai, poète
- Léon Vignols (° 1859 – † 1937) - Né à Cambrai, historien
- Louis Blériot (° 1872 – † 1936) - Né à Cambrai, industriel et pilote
- Pierre Leprince-Ringuet (° vers 1874 – † 1954) - Architecte de la reconstruction après la Première Guerre mondiale
- Albert Truy, (1876 à Cambrai - 1912 à Paris 9e), homme politique.
- Henri de Lubac (° 1896 – † 1991) - Né à Cambrai, théologien catholique et prélat
- René Dumont (° 1904 – † 2001) - Né à Cambrai, ingénieur agronome, sociologue et fondateur de l'écologie politique
- Maurice Henry (° 1907 – † 1984) - Né à Cambrai, poète, peintre, dessinateur et cinéaste
- Lucienne Lazon (° 1910 – † 2007) - Née à Cambrai, peintre, graveuse et joaillière, créatrice en 1955 de la Palme d'or du Festival de Cannes
- Maurice Godelier (° 1934) - Né à Cambrai, anthropologue
- Jean-Pierre Destrumelle (° 1941 – † 2002) - Né à Cambrai, joueur et entraîneur de football
- Jean-Philippe Pipart (° 1954) - coureur cycliste professionnel
- Jean-Sylvain Bieth (° 1955) - Né à Cambrai, plasticien
- Jean-Luc Schaffhauser (° 1955) - Né à Cambrai, homme politique, député au Parlement européen
- Anne Caudry (° 1957 – † 1991) - Née à Cambrai, actrice
- Nicolas Merindol (° 1961) - Né à Cambrai, banquier, ex-président du Crédit foncier de France et président du groupe Amilton
- Thierry Ribault (°1963) - Né à Cambrai, économiste et sociologue engagé contre le nucléaire et pour l'écologie politique
- Sonia Dubois (° 1963) - Née à Cambrai, journaliste et actrice
- Loïc Attely (° 1977) - Né à Cambrai, escrimeur (fleurettiste)
- Quentin Jauregui (° 1994) - Né à Cambrai, coureur cycliste, spécialiste du cyclo-cross, membre de l'équipe AG2R La Mondial
- Luv Resval (•1997-2022) - Né à Cambrai, artiste

### Spécialités gastronomiques

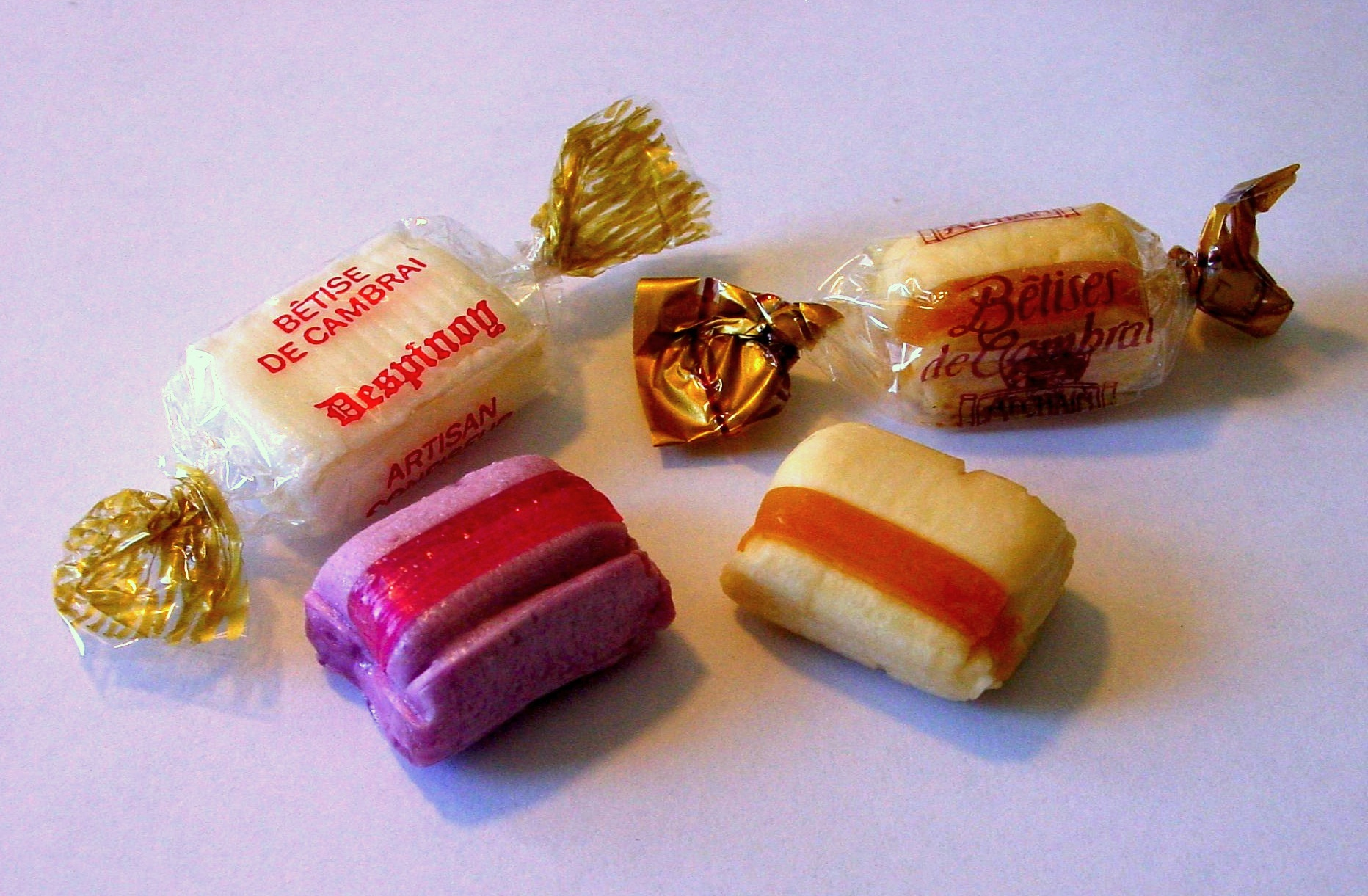
Bêtises de Cambrai.

L'andouillette de Cambrai, réputée de longue date, est traditionnellement élaborée à base de fraise de veau, abat qui fut prohibé par les règlements européens pendant dix ans pour raison sanitaire : les charcutiers durent se reconvertir au « pur porc », plus ou moins sur le modèle de l'andouillette de Troyes, jusqu'à la levée de l'interdiction (2015). Le Code des usages de la charcuterie maintint cette spécialité au répertoire de l'andouillette, en mentionnant l'abandon provisoire de la recette habituelle, cela jusqu'à sa réédition de 2016 ; la confrérie associée resta l'une des plus représentatives de la région. La fabrication de l'andouillette traditionnelle à la fraise de veau peut donc se faire légalement (article 10.4 du Code) selon l'usage d'avant 2000.
L'andouille de Cambrai, à ne pas confondre avec l'andouillette, également reconnue par le Code des usages de la charcuterie (article 10.3, dénomination particulière d'une andouille de catégorie dite supérieure), contient « exclusivement des boyaux de porc embossés dans une baudruche de bœuf ».
La Bêtise de Cambrai, bonbon enrobé de menthe, est l'une des spécialités gourmandes les plus emblématiques de France. Son origine est attribuée à l'erreur d'un apprenti confiseur au dix-neuvième siècle, puis le bonbon se serait popularisé. Son origine est revendiquée par les entreprises Afchain et Despinoy.
La gastronomie cambrésienne compte d'autres spécialités moins connues, locales ou régionales : tripes, pâté de foie aux prunes, lièvre aux raisins, hochepot de perdrix à la purée de lentilles, boulette de Cambrai, fromage blanc aux fines herbes, fromage de marque « Tome de Cambrai », biscottes, « pain crotté » (sorte de pain perdu).

### Symboles et devise

#### Héraldique
| Blason courant de la ville de Cambrai | Les armes de Cambrai sont d'or, à l'aigle bicéphale éployée de sable, becquée et membrée de gueules, chargée au cœur d'un écusson d'or à trois lionceaux d'azur. |

| Blason traditionnel de la ville de Cambrai | Les premières armoiries connues figurent sur un sceau de 1340. Elles représentaient une aigle tenant dans ses serres les armes du Cambrésis, « d'or à trois lionceaux d'azur ». Sous la domination espagnole ces armoiries furent légèrement modifiées, l'aigle bicéphale du Saint-Empire romain germanique devenant figure honorable et les armes du Cambrésis étant posées en abîme. Le blason signifie donc « Cambrai ville d'empire et capitale du Cambrésis ». Aujourd'hui ce blason est encore celui qui est présent sur le sceau de la Mairie ou sur le drapeau de la commune. |

|  | L'aigle est généralement surmontée de la couronne ducale, la ville ayant été érigée en duché en 1510. En 1815 Cambrai reçut de Louis XVIII le droit de porter à nouveau ses antiques armes. En 1919, la Croix de la Légion d'honneur lui fut décernée, et en 1945 la Croix de Guerre. Sur la façade de la Chambre de Commerce (ci-contre), construite après la Première Guerre mondiale par Pierre Leprince-Ringuet et Ernest Herscher de 1927 à 1930, les armes sont surmontées de la couronne ducale, encadrées par les géants Martin et Martine, et augmentées de la Croix de la Légion d'Honneur. |

#### Drapeau

Drapeau de la ville de Cambrai

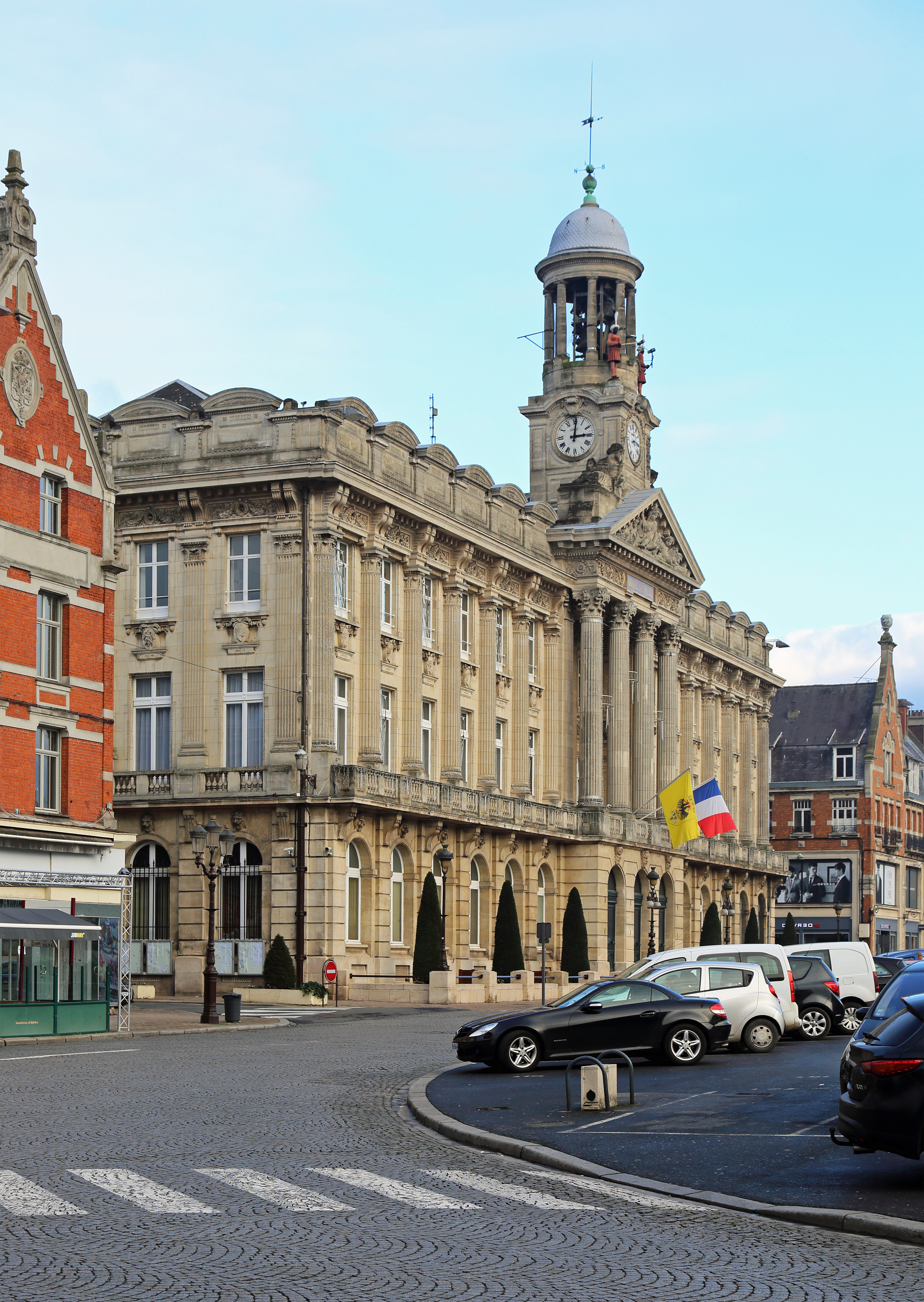
Le drapeau de la commune sur la façade de l'Hôtel de Ville au côté du drapeau français.

La ville possède un drapeau qui lui est propre. Ce drapeau de couleur or, représente les armes traditionnelles de Cambrai, à savoir : un blason or dans lequel un aigle bicéphale du Saint-Empire romain germanique dont chacune des têtes est auréolé de rouge (gueule) tout comme les becs et les griffes et où le blason du Cambrésis (d'or à trois lionceaux d'azur), la Légion d'honneur et la Croix de Guerre sont apposés, le tout surmonté d'une couronne duccale.

#### Logo
| Logo de la ville de Cambrai | Le logo de la ville est une stylisation des clochers de la cathédrale, de l'église Saint-Géry et du beffroi, signature visuelle de la ville visible de loin. Localement, Cambrai est connue comme « la ville aux trois clochers ». |

#### Devise
La devise de la ville a changé plusieurs fois :
- 1579 : « Cambray, cité de paix »
- 1580 : « Concordia res parvae crescunt » (« Par la concorde grandissent les petites choses »). Cette devise est la même que celle des Provinces-Unies (« L'union fait la force »)
- Devise actuelle : « Fière de son passé, sûre de son avenir »

### Vie militaire
1711-1712, durant la guerre de Succession d'Espagne, les régiments de Roussillon, Royal-Comtois avaient leurs quartiers à Cambrai.

Deux unités militaires ont été en garnison à Cambrai. Le 1er régiment d'infanterie est caserné à Cambrai de 1870 à 1914, lorsqu'il part pour la Belgique, et rentre en 1919. Il se partage entre la citadelle et la caserne Renel. En 1940 il est de nouveau envoyé en Belgique, est dissous en 1942 en zone libre et ne revient pas à Cambrai. Le 4e régiment de cuirassiers arrive à Cambrai en 1889 et occupe le quartier Mortier. Ce régiment est dissous à la fin de la Première Guerre mondiale. Après la Seconde Guerre mondiale, le quartier Mortier est affecté au centre de sélection no 2, aujourd'hui dissous.
À proximité de la ville se trouvait jusqu'en 2012 la base aérienne 103 « René Mouchotte », créée en 1953 et qui accueillait l’escadron de chasse 01.012 « Cambrésis » créé en 1952, le 02.012 « Picardie » et le 03.012 « Cornouailles », ainsi qu'un escadron de défense sol-air.

### Cambrai dans la littérature et au cinéma
- Ernst Jünger dans Orages d'acier, consacré à la Première Guerre mondiale, décrit ainsi Cambrai en 1917 :

« Cambrai est une petite cité paisible et somnolente de l'Artois (sic), au nom de laquelle s'attachent bien des souvenirs historiques. Des ruelles étroites et vieillottes courent en dédale autour de l'énorme hôtel de ville, des portes rongées par les siècles et des nombreuses églises, dont l'une, la plus grande, a vu prêcher Fénelon. Des clochers pesants se dressent au milieu d'un fouillis de pignons pointus. De larges avenues mènent au jardin public, bien entretenu, qu'orne un monument à Louis Blériot.
Les habitants sont gens tranquilles et cordiaux, qui mènent dans leurs grandes maisons, simples d'apparence, mais richement meublées, une existence toute de bien-être. La petite cité est surnommée avec raison « la ville des millionnaires » car juste avant la guerre, on y comptait quarante de ces Crésus.
La grande guerre arracha ce trou de province à son sommeil de Belle au bois dormant et le mua en foyer de luttes gigantesques (…) »
- Les rues de Cambrai ont servi de décor au Sang noir, une fiction de 90 minutes tournée du 7 mars au 6 avril 2006 par la filière Production de France 3 Lille, basés sur le roman du même nom de Louis Guilloux qui se déroule en 1917 dans une petite ville loin du front.
- En 2007, le chantier du contournement de Cambrai était utilisé pour le tournage du film À l'origine de Xavier Giannoli. Certaines scènes du film Présumé coupable de Vincent Garenq ont été tournées à Cambrai en avril 2010.
- Le Tour de Gaule d'Astérix de René Goscinny et Albert Uderzo fait étape à Camaracum (Cambrai) : Astérix et Obélix y achètent des bêtises.
- Roman jeunesse Les Bêtises de Cambrai (Airvey, 2011) de Eric Callens.
- Roman jeunesse L'étonnant Stanislas Petrovic Cambrai en danger (Ravet-Anceau, Polars en Nord Junior, 2016) de Eric Callens

### Cambrai et la philatélie
Quatre timbres postaux ont été émis en rapport avec la ville de Cambrai :
- le 10 juillet 1947, un timbre commémorant Fénelon, archevêque de Cambrai, d'une valeur de 4,50 F[181] ;
- le 19 février 1972, un timbre commémorant Louis Blériot, né à Cambrai, d'une valeur faciale de 0,50 F avec surtaxe : 0,10 F au profit de la Croix-Rouge française[182] ;
- le 14 mai 1977, un timbre commémorant la prise de Cambrai en 1677 et l'annexion du Cambrésis par la France, d'une valeur de 0,80 F[183] ;
- le 25 juillet 2009, un timbre commémorant la traversée de la Manche par Louis Blériot, d'une valeur de 2,00 €[184].